# 구마모토현의 역사
이 문서는 구마모토현의 역사를 설명한다.
규슈의 중앙부에 위치한 구마모토현은 고대의 ‘히노쿠니’(肥の国, 火の国)가 히젠(肥前)과 히고(肥後)로 양분되었을 때의 동쪽에 해당하는 곳으로, 옛 명칭으로는 히고국(肥後国)이 차지했던 영역과 거의 일치한다. 근세 에도 시대의 막번체제기 때 쿠마군(球磨郡)의 일부 등이 다른 번의 영토가 되기도 했고, 또한 반대로 히고국 아마쿠사군(天草郡)에 속했던 나가시마섬(長島)이 현재는 가고시마현에 편입되는 등 일부 예외가 있다. 하지만, 부현제 시행에 의해 설치된 규슈의 각 현 중 미야자키현(구 휴가국(日向国))과 더불어 전통적인 국제를 거의 유지했다고 할 수 있다.
구마모토현의 풍토적 특색을 보면, 기쿠치강(菊池川), 시라카와강(白川) 유역을 중심으로 아소산(阿蘇山)을 포함한 현 북부 지역, 히토요시(人吉) 분지를 주축으로 한 쿠마강(球磨川) 유역, 아마쿠사 제도의 세 지역으로 크게 나눌 수 있다. 이런 구분은 각각 구마모토번, 히토요시번, 천령 아마쿠사(天領天草)라는 막번 체제하의 세 구역과 대응하며, 각각 개별적인 특색을 갖고 있다.
구마모토현의 역사를 간추리면, 여러 유적과 고분에서 볼 수 있는 풍부한 자연환경과 이를 변화시키는 화산 활동, 율령제 하에서의 사무라이 계급의 발흥을 들 수 있다. 이후 남북조를 거쳐 국중(国衆)의 할거, 그리고 가토 기요마사(加藤清正), 호소카와 다다토시(細川忠利)의 입국을 거쳐 막말의 동란부터 세이난 전쟁, 전후의 오염 문제까지가 대략적인 흐름이다. 그리고 전체적으로 보면, 야마토 정권이 성립된 후 주변적 위치에 있던 히고국 그리고 구마모토현의 역사는 항상 중앙정권의 영향을 받으며 형성되었다.

## 고대

### 유구로 보는 구마모토

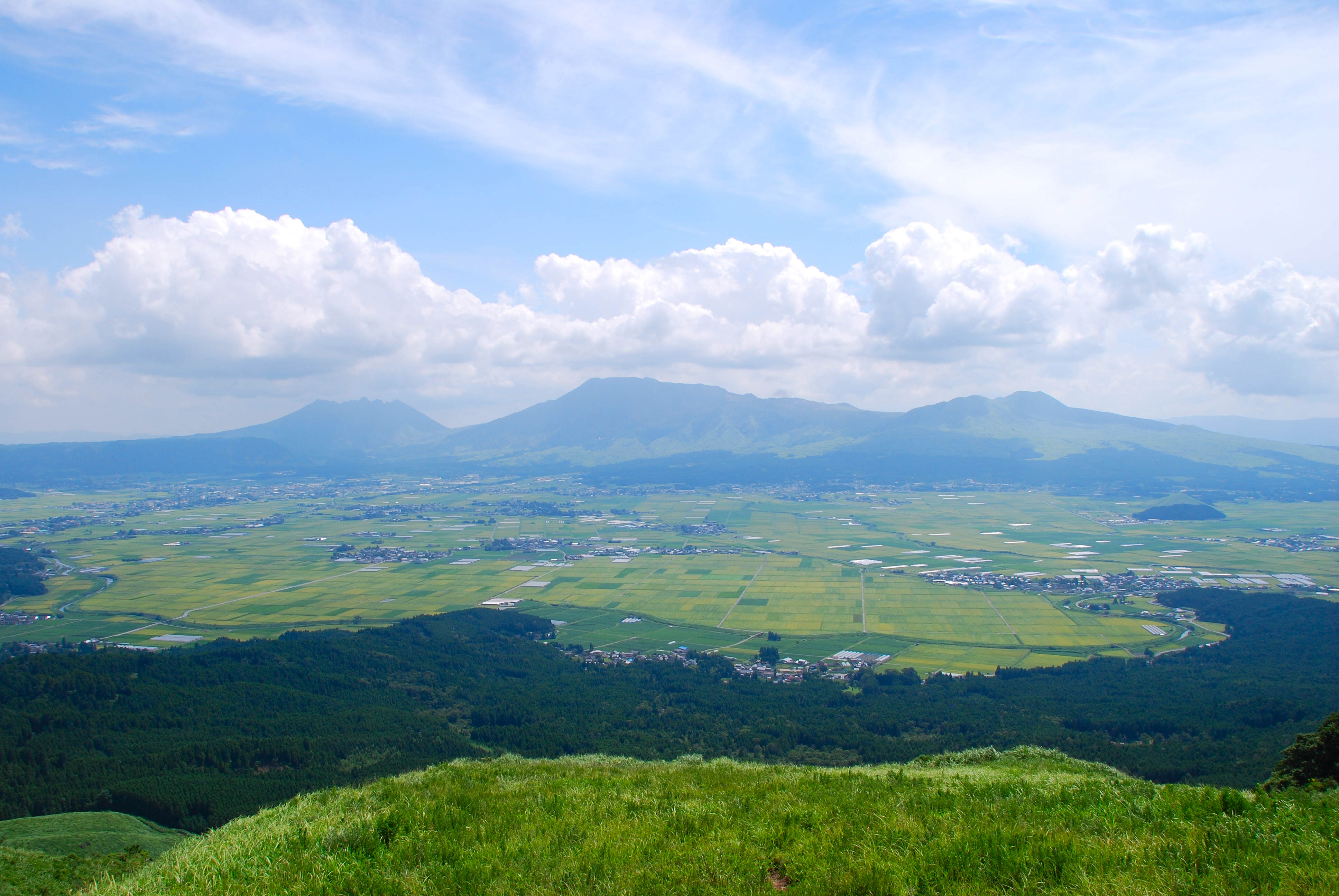
아소산과 칼데라

일본의 구석기시대 유적 중 약 1/3에 해당하는 100곳 이상이 구마모토현에서 발견됐다. 하지만 발굴조사는 몇 군데에서만 이뤄졌다. 대부분은 아소외륜산(阿蘇外輪山) 일대나 구마 지방(球磨地方)에 위치하지만, 미나마타시(水俣市)의 이시토비 분교(石飛分校) 유적과 아마쿠사 시모시마섬(下島)의 우치노하라(内ノ原) 유적 등도 발굴되어 그 분포는 현 전역에 이르고 있다. 가장 오래된 것은 구마모토시 히라야마정(平山町)의 이시노모토(石の本) 유적에서 출토된 석기류로, 탄소C14 측정 결과 3만 년 이전의 것으로 추정된다. 출토품의 수는 4000점에 이르며, 안산암 파편으로 만든 소도류와 부분 마제 돌도끼도 발견됐다. 이와 함께 규슈가 비교적 혜택받은 자연환경을 지닌 땅이라는 점에서, 고대 구마모토는 풍부한 수렵채집 사회생활의 무대였을 것으로 추측된다.
한편으로 규슈는 많은 화산 분화로 인한 환경의 격변에 여러번 피해를 입은 땅이기도 했다. 아소산, 아이라산(姶良山), 키카이 칼데라(鬼界-)의 폭발은 여러 화산재 지층을 형성했다. 특히 석기시대 중기에서 볼 수 있는 아이라Tn화산재층(姶良Tn火山灰)의 위아래에 보이는 출토품의 비교나, 이시토비 분교 유적의 같은 층 상부에서 발견된 세석기(細石器)나 토기의 파편 등의 분석을 통해 화산활동이 환경과 사회생활에 끼친 영향이 연구되고 있다. 한편, 당시의 화쇄류(火砕流)로 형성된 아소 용암은 나중에 양질의 풍부한 석재가 되어, 히고 석공들에게 활용되었다.
이어서 조몬 시대(縄文時代) 유적으로 구마모토현 일대에서 발견된 초기 유구는, 손톱무늬 토기(爪形文土器)가 발굴된 히토요시시의 시라토리비라B(白鳥平B) 유적 등 약간의 사례뿐이다. 이는 약 6200년 전(약 7300년 전이라고도 한다)의 기카이 칼데라 폭발(키카이 아카호야 화산재(鬼界アカホヤ火山灰))에 의해 규슈 전토가 괴멸적인 타격을 입었기 때문인 걸로 생각된다.
그러나 조몬 중기의 것으로 시모마시키군(下益城郡, 현 구마모토시 남구) 조난정(城南町)의 고료 패총(御領貝塚), 아다카쿠로하시 패총(阿高黒橋貝塚)이 있으며, 후기의 것으로는 동일본이나 한반도와의 공통점을 발견할 수 있는 토기문화가 발전했다. 구마모토 평야에서 발견된 약 13곳의 패총은 그 대부분이 조몬시대 후기에 해당하며, 현재 해발 5미터 정도에 위치하고 있다. 우토시(宇土市)의 소바타 패총(曽畑貝塚)에서는 도토리를 저장한 흔적도 보이며, 또한 출토한 소바타식 토기는 동형의 것이 오키나와 제도나 한반도에서도 발견되고 있다.
조난정의 아다카 패총과 구로하시 패총에서 발견된 토굴로 만든 조가비 탈(貝面)이나 아다카식 토기는 사가현 코시다케산(腰岳)의 흑요석과 더불어 대한민국의 부산 동삼동 패총에서도 출토되고 있다. 반대로 아마쿠사시의 오야(大矢) 유적에서는 한반도의 형식인 석제 결합식 낚시바늘이 발견되고 있다.
토기와 생활양식은 그 후에도 발전해, 독자적인 흑색 마연토기가 발달했다. 또한, 구마모토시의 우에노바루(上の原) 유적에는 수혈(竪穴) 건물의 유구에서 탄화한 쌀과 보리가 발견됐다. 당시 대부분이 바다였던 구마모토 평야가 해퇴(海退) 현상이나 하천 퇴적물에 의해 매립되면서, 채집에만 의존했던 식량 확보에서 원시적인 밭갈기로의 전환이 시작되고 있음을 나타내고 있다. 이런 농경의 흔적은 이 외에도 여러 곳에서 발견되고 있다. 또한 구마모토시의 가미나베(上南部) 유적에서는 토우나 간석기 돌칼 등의 특수 유물이 다수 출토되고 있다. 현내의 조몬시대 유적은 약 770곳이다.
이러한 생활 유구는 야요이 시대가 되면 장소를 바꿔 해안선에서 떨어진 대지 위에 환호취락(環濠集落)이 형성됐다. 독항아리(甕), 병(壷), 돌도끼 등 전형적인 야요이 시대 유물이 발견되는 유적은 곧 구마모토 평야 전역에서 광범위하게 벼농사가 이뤄졌음을 나타낸다. 한편, 연안 지역에서도 동시대의 소규모 패총이 발견되고 있다. 우키시 미스미정(三角町)의 분조(文蔵) 패총에서는 구워진 작은 고둥 껍질이 다수 발견됐다. 이는 모자반(ホンダワラ)을 굽는 제염법의 자취로, <만엽집>(万葉集)에서 노래한 ‘해조 소금구이’(藻塩焼き)가 행해지던 증거로 여겨진다.
시대를 더 내려가보면, 아소산 쿠로카와강(黒川) 유역, 구마모토 평야의 시라카와강(白川) 유역, 기쿠치강(菊池川) 유역에서도 제철(製鉄) 유구가 발견됐다. 화살촉과 대패, 농기구인 가래, 괭이날, 철도끼, 또한 조각으로 보이는 삼각형, 봉 모양의 철편 등도 발견됐다. 구마모토시의 후타고쓰카(二子塚) 유적에서는 화로의 흔적을 중심으로 소토(焼土) 블록이나 목탄, 열을 받아 녹이 들러붙은 받침돌 등 제철의 흔적이 출토되고 있다. 또한, 청동기로는 구마모토시의 토쿠오(徳王) 유적과 시스이정(泗水町)의 고가바루(古閑原) 유적에서 출토된 구리거울 등이 있다. 야요이 시대 유적은 약 740개로, 일본 국내의 13%를 차지한다.

### 히노쿠니의 성립
초기의 야마토 정권은 지방 행정구역으로 현(아가타)을 설치했다. <일본서기>, <치쿠고국 풍토기>에는, 나중의 구마모토현 지역에 3개의 현(아가타)가 기재돼 있다. 구마현(球磨県)은 그 명칭이 지금도 이어지고 있으며, 아소현(閼宗県)은 지금의 아소 지방에 대응한다. 야쓰시로현(八代県)은 현재의 우토 지방을 포함한 보다 넓은 지역이었다고 생각된다. 미도리가와강(緑川)과 히카와강(氷川) 사이에 있는 우토반도의 기부(基部, 뿌리부분)에는 쓰카하라(塚原) 고분군으로 대표되는 약 120곳의 전방후원분이 발굴됐다. 이 중 하나인 무코노다(向野田) 고분(우토시 마쓰야마정)에는 30대로 추정되는 미혼 여성이 매장돼 있다.

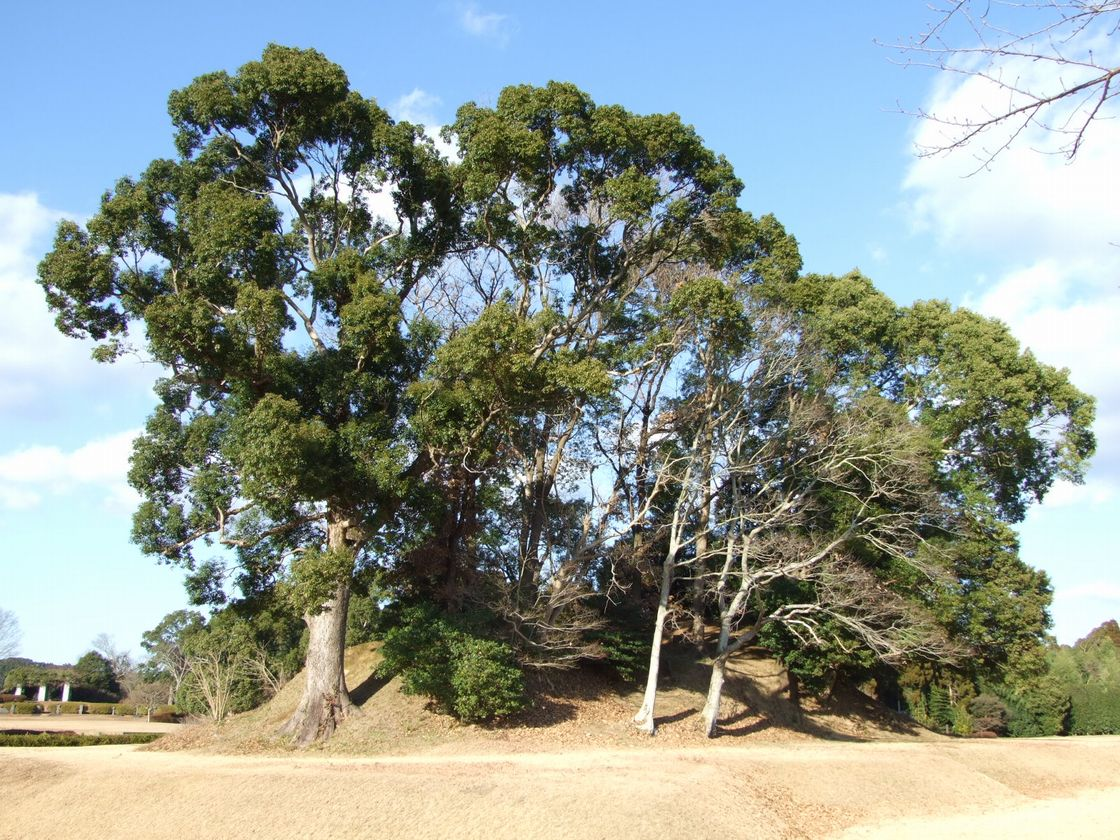
에타후나야마 고분

우토반도 기부의 유적은 장식 문양이 입혀진 구니고시(国越) 고분이나 히카와강 유역의 구릉부에 형성된 노즈(野津) 고분군 등으로 대표되며, 이 지역은 히노키미(火君, 화군)의 발상지로 여겨진다. 히노키미는 지역을 대표하는 호족으로, <고사기>에서는 카미야이미미노 미코토(神八井耳命)의 후손으로, <일본서기>나 <히젠국 풍토기>에서는 구마소(熊襲) 토벌을 이뤄낸 케이코 천황(景行天皇) 일행이 신비로운 불에 이끌려 도착한 땅에서 쓰찌구모(土蜘蛛) 퇴치에 활약한 자의 자손이라고 적혀 있다. 그리고 이 고사에서 ‘히노쿠니’(火国)란 명칭이 생겨났다고 한다.
에타후나야마 고분(江田船山-)에서 출토된 대도의 명문(銘文)에서, 히노키미 등 히노쿠니의 호족은 이미 킨키(近畿, 지금의 간사이 지방)의 오토모(大伴), 모노노베(物部)씨와 관계를 맺고 있었던 게 밝혀졌다. 호족의 하나인 다케베노키미(建部君)는 야마토 정권으로부터 군사적 부민(部民)으로 이름을 하사받은 일족이다. 그들은 현재의 구마모토시 구로카미(黒髪), 고카이(子飼) 본정에 해당하는 지역 즉, 중세까지의 지명인 다케베(武部・竹部・建部) 인근을 본거지로 삼았다고 한다.
기쿠치가와천(菊池川) 유역에서 발굴된 고분군은 조금 시대가 내려간 것으로, 야마가시의 류오산(竜王山) 고분, 다마나시의 야마시타(山下) 고분, 다이메이정(岱明町)의 인즈카(院塚) 고분이 알려져 있다. 이들은 히오키베노키미(日置部君) 일족의 땅으로 여겨진다. 아소 이치노미야정(阿蘇一宮町)에 있는 나카도오리(中通) 고분은 아소노키미(阿蘇君)가 축조했다고 한다. 이들 분묘에서 발굴된 조개팔찌 등은 당시의 호족이 활발한 교역활동을 하고 있었음을 나타낸다. 또한, 아소 용결응회암(溶結凝灰岩)으로 만든 배 모양 석관이 세토 내해 연안과 킨키 지방의 고분에도 사용되고 있다. 이 교역은 상당히 광범위한 규모의 것으로, 호족들의 권세를 뒷받침하고 있었다고 추측된다. 현 전체에서 확인된 고분은 약 1300 곳으로, 일본 국내의 24%에 해당한다.
이와이의 난 이후, 규슈에 대한 지배체제를 강화한 야마토 조정은, 현지 군사력을 재편성하고, 둔창을 설치하는 등 지배력을 강화했다. 이러한 일련의 과정 속에서 히노쿠니에는 오토모씨(大伴氏)의 부민이 많이 배치됐다. 이들은 <만엽집> 권5, <화명류취초>(和名類聚抄, 和名抄), 토다이사(東大寺) 출토 목간 등의 기술에서 볼 수 있다. <일본서기>에 있는 히노쿠니의 가스가베 둔창(구마모토시 가스가정)은 규슈 중남부의 호족 반란을 엄중히 감독하는 조정의 출장기관이라는 성격이 있었으며, 군사, 경제적 거점으로서도 기능했다. <수서>에는 아소산 분화를 기술한 문장이 있다. 이는 견수사가 활동했던 스이코 천황(推古天皇)기에 전해진 정보로 추정되며, 히노쿠니가 야마토 조정의 중요한 거점 중 하나였음을 나타내는 방증이기도 하다.

## 율령제 하의 히고국

### '히고' 명칭의 유래
율령국인 ‘히고국’이 사서에 처음 기록된 것은, <일본서기> 지토(持統) 10년 4월 무술(戊戌)기다. 여기에는 백강 전투에서 포로가 되어 33년만에 귀국한 병사 ‘히고국 가하시군(皮石郡, 현 고시군(合志郡)) 사람 미부노모로이시(壬生諸石)’에 대해 기술된 부분이 있다. 조정은 귀국한 그와 가족의 노고에 대해 논과 물품을 주고, 또한 세금 면제 등으로 보답했다고 한다.

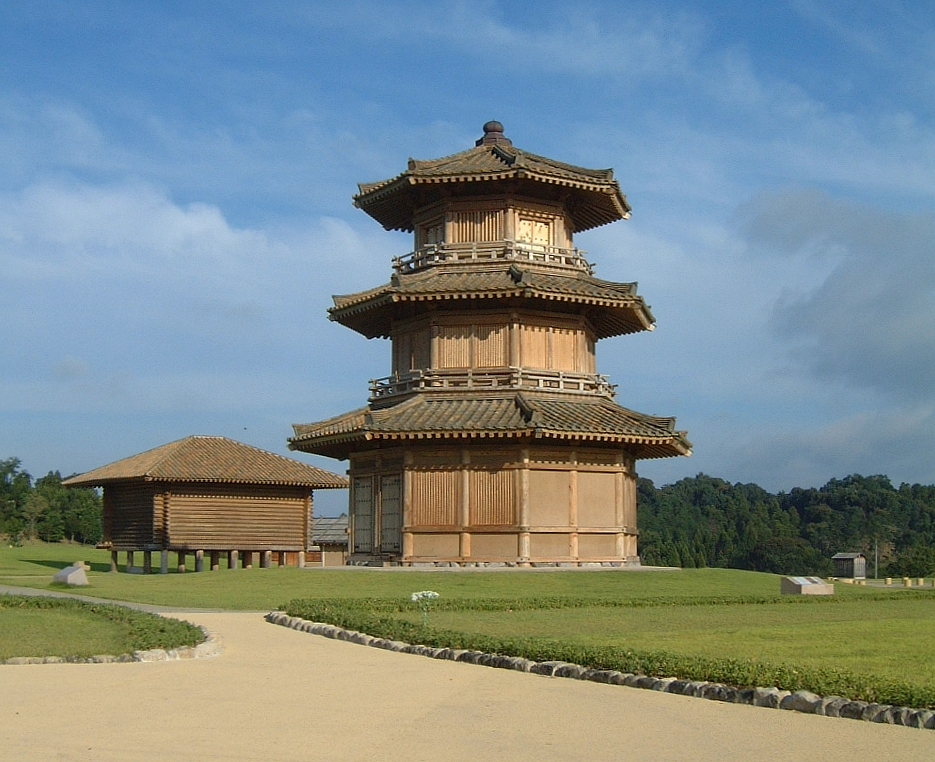
현대에 복원한 기쿠치성의 유적

일본서기 다음으로 편찬된 <속일본기> 몬무(文武) 2년 5월 25일조에 기쿠치성(鞠智城) 수리의 건이 기록되어 있다. 이는 나당 연합군의 침략에 대비하여 다자이후(大宰府)를 방어하는 오노성(大野城), 키이성(基肄城)과 같은 시기에 지금의 야마가시(山鹿市, 구 기쿠카정)에 건설된 것이다. 다만 기쿠치성은 무기와 군량의 보급 및 방인(防人)이 대기하는 지원기지로서의 성격이 강했다.
율령제에 따라 히고국에도 국부(国府)가 설치됐는데, 그 장소는 출처마다 다르게 나온다. <화명류취초>(和名類聚抄)에는 마시키군, <이로하자류초>(伊呂波字類抄)에는 아키타군(飽田郡, 현 구마모토시 니혼기), 가마쿠라 시대에 지어진 <습개초>(拾芥抄)에는 마시키, 아키타군의 2개가 병기돼 있다. 한편 지명으로서의 ‘국부’(코쿠후)로는 다쿠마군(구마모토시 고쿠후)이 있으며, <일본영이기>(日本霊異記)의 호키(宝亀, 770~781) 연간 무렵의 전설에는 ‘타쿠마 국분사(国分寺)’라는 기술이 있다. 발굴 결과 구마모토시 고쿠후에서 9세기 중엽의 유구가 발견됐는데, 여기에는 홍수에 의한 파괴의 흔적이 발견됐다. 이 발견을 통해, 당초 다쿠마에 있었던 국부가 수해를 입어, 마시키, 아키타 중 어딘가로 이전된 것으로 여겨진다. 다만, 이를 뒷받치는 유적이나 유물은 아직 발견되지 않고 있다.
한편, 관직명 ‘히고노카미’(肥後守)는 <회풍조>(懐風藻)에 오음시(五音詩) ‘추연’(秋宴, 가을잔치)의 작가인 ‘정오위하 히고노카미 미치노키미 오비토나(道公首名)’에서 볼 수 있다. 미치노키미 오비토나는 663년에 호쿠리쿠(北陸)의 미치노키미 일족에서 태어나, 신라 대사와 치쿠고노카미(筑後守)를 거쳐 겸임 히고노카미에 취임했다. <속일본기>에는 오비토나의 계보와 생애 등 뛰어난 업적을 기록한 ‘졸전’(卒伝)이 있는데, 치수관개를 위한 저수지 ‘아지우노이케’(味生池, 현 구마모토 시립 이케노우에 소학교 북측 일대)를 만든 사례 등이 실려 있다.
속일본기에서는 보통 ‘졸전’에 승려를 제외한 율령관위제 5위 이하의 사람은 기록하지 않는다. 하지만, 정5위인 미치노키미 오비토나만은 생전의 전기에 해당하는 ‘졸전’이 상세히 기록돼 있다. 이는 오비토나의 지방행정이 율령 하의 모범이었던 데다가, <속일본기> 편찬기의 천황과 혈연관계가 있었다는 점도 영향을 주었다고 생각된다. 텐지 천황(天智天皇)과 미치노키미 일족인 고시노미치노키미 이라쓰메(越道君伊勢羅都売)의 사이에서 태어난 시키황자(志貴皇子)가 코닌 천황(光仁天皇)의 아버지인데, <속일본기>의 전반부는 고닌 천황 시대에 편찬됐다.
히고의 국사(国司, 지방관)에는 미치노키미 오비토나 외에 기노 나츠이(紀夏井), 후지와라노 야스마사(藤原保昌) 등이 부임했으며, 헤이안 시대의 국사인 기요하라노 모토스케(清原元輔)와 히고의 여류 시인 히가키노오나(檜垣嫗)의 교류에 대한 여러 전설이 남아 있다.

### 율령제도
아스카 시대부터 도입된 율령제의 조세제도인 조용(調庸) 중에, 히고에서 올라온 특징적인 품목으로는 겉풀솜(繭綿)과 견직물이 있었다. <화명류취초> 및 <속일본기>에는 이것들을 헌상된 수량이 많았다고 기록되어 있다. 또한 자초(紫草)도 많이 진상됐는데, 이는 헤이죠쿄(平城京) 터나 다자이후에서 출토된 목간의 기록으로 뒷받침된다. 이 밖에도, 조정의 정월 연회 재료를 위한 송어(腹赤魚) 등 해산물을 헌상한 기록 등도 남아 있다. 히고국의 납세능력은 좋은 편이었는데, <코닌식>(弘仁式)에 기록된 대여(出挙)한 벼의 숫자를 보면, 규슈 총 459만 다발 중 123만 다발을 히고국이 차지했다. 그 덕에 공영전제(公営田制) 도입에 있어서, 히고국은 엔랴쿠(延暦) 14년(795년)에는 국 등급구분이 ‘상국’에서 ‘대국’으로 승격돼, 그 중심을 담당하는 위치의 나라가 됐다.
이러한 조세 징수 및 군사 등 지방행정을 수행하기 위해 히고국에도 조리제(条里制, 토지 구획법)이 보급되어, 군가(郡家, 또는 군아(郡衙)), 역로, 차로가 정비됐다. 다만 기록에 남아 있는 조리제의 구역은 일부 아소 칼데라 내를 제외하고 기쿠치천 유역과 구마모토 평야에 집중되어 있다. ‘コ’자형으로 배열된 굴립주(掘立柱, 땅속에 박아 세우는 기둥)가 특징적으로 보이는 군아의 유구도 그 중심을 차지하는 형태로 발굴되고 있다. 길은 쓰쿠시국(筑紫国)에서 내려와 구마모토 평야를 남북으로 관통해 역참(馬屋)인 마시키역으로 이어진다. 현재의 구마모토시 북부(옛 지명 ‘코카이정’(子飼町))에는 겉풀솜 수송의 중계점이었던 고카이역(蚕養駅)이 설치됐다.
히고국은 또한, 조정이나 역마, 전마(伝馬)로 사용되는 말을 공급하는 목장의 역할을 했다. <엔기식>(延喜式)에는 후타에 목장(二重牧, 아소 외륜산을 끼고 아소정과 오즈정에 걸쳐있음)과 하라 목장(波良牧, 오구니정(小国町)일대로 추정됨), 그리고 <일본삼대실록>(日本三代実録)에는 오야케 목장(大宅牧, 우토 반도)이 기록돼 있다. 또한 야마가시(山鹿市)의 옛날 이야기 중에 큰 논밭을 자랑하는 요나바루 장자(米原長者)가 역시 대지주인 다노바루 장자(駄の原長者)와 보물 대결을 벌인 이야기가 있다. 이 이야기에서 금은보화를 쌓아올린 요나바루 장자에 맞서 씩씩한 아들들과 아름다운 딸들을 앞세운 다노바루 장자 쪽으로 민중이 손을 들어줬다고 한다. 이 다노바루 장자는 수백 마리의 우마를 가졌고, 관도(官道)에 역마 공급을 담당한 실력자였다고 추측된다.

### 흰 거북이
진고케이운(神護景雲) 원년(768년), 히고국 아시키타군(葦北郡)에서 흰 거북이를 조정에 헌상했다. 3년 후에도 같은 사례가 있는데, 이 일은 역사에 큰 영향을 줬다. 진고케이운 4년(771년) 8월에 아시키타군과 마시키군의 2곳에서 흰 거북이 헌상됐다. 이 달은 고켄 천황(称徳天皇)이 죽은 달이자, 텐지(天智) 계열의 고닌 천황(光仁天皇)이 즉위한 때이기도 하다. 큰 길조를 나타내는 거북의 출현에 따라 10월에 원호가 ‘호키’(宝亀, 보석 거북이)로 바뀌면서, 권세를 자랑하던 도쿄(道鏡)의 위신은 실추됐다.
771년의 흰 거북 헌상은, <속일본기>에 따르면 국사인 히고노카미 오토모노 스쿠네 마스타테(大伴宿禰益立)가 한 일이다. 호키 3년(773년)에 또다시 흰 거북을 헌상한 히고국은, 상서로움을 나타냄으로써 텐무(天武)계에서 텐지계로의 전환을 뒷받침했다. 거기에는 오토모씨의 관여가 있었을 것으로 추측된다. 다만 후지와라 다네쓰구(藤原種継) 암살 계획에 관여했다고 하여 오토모노 야카모치(大伴家持) 일족이 처벌받았다. 그 이후 히고 국사의 계열에는 오토모의 이름은 보이지 않게 되었고, 후지와라씨 계열이 그 직을 맡게 됐다.

## 중세의 시작

### 사무라이의 발흥
헤이안 시대 후기, 일본 각지에서는 사무라이가 발흥해 세력을 확립해 나갔다. 이런 현상은 히고국에서도 마찬가지로 나타나, 유력한 무사단이 형성됐다. 그러나 누구도 히고국 전체를 지배하에 두는 ‘일국동량’(一国棟梁)에 이르지는 못했고, 이후 도요토미 히데요시의 등장을 기다릴 수밖에 없었다.
히고를 대표하는 무사단으로는 기쿠치(菊池), 아소(阿蘇) 두 씨족이 있다. 미도리카와강 유역의 키하라씨(木原氏)나, 제도부(諸島部)의 아마쿠사씨, 히토요시와 구마강 유역에 근거한 관동 출신의 사가라씨(相良氏), 전국시대에 이름을 떨친 구마베씨(隈部氏) 등도 알려져 있다. 히고 뿐만 아니라 규슈의 무사는 부관(府官), 즉 다자이후(大宰府)에 소속된 관리를 원류로 하는 경우가 많다. 도이의 입구(침략) 때 전투에 참가한 여러 씨족의 기록에서 그 이름을 볼 수 있다.

### 기쿠치씨의 기원

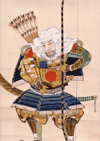
기쿠치씨의 무사

기쿠치씨의 시조인 기쿠치 노리타카(菊池則隆)는 도이의 침략에서 다자이후의 곤노소치(権帥, 장관대리) 후지와라노 다카이에(藤原隆家)의 휘하에서 활약한 후지와라계의 일족(郎党)인 후지와라노 마사노리(藤原政則)의 아들이라고 한다. 당시 규슈의 유력 호족은 권위를 유지, 확대하기 위해 다자이후와의 접촉하고 있었는데, 기쿠치씨도 이 예를 따르고 있었다. 다만 다자이후의 쇼니(少弐, 하위의 차관) 및 쓰시마노카미(対馬守)에 임명된 마사노리의 경우, 노리타카나 그 아들인 마사타카(政隆)는 군사(郡司) 가문 계열의 ‘히고국 주민’(肥後国住人)으로도 여겨진다. 이 때문에 양자간에 반드시 혈연관계가 있다고는 할 수가 없으며, 본래는 주종관계에 있었다는 설도 있다.

### 아소씨의 기원
또다른 중세 히고의 유력 무사단이 된 아소씨(본래 성은 우지(宇治))는 특이한 성격을 갖고 있었다. 아소씨는 아소 국조(国造)의 계열을 칭하며, 또한 고대의 화산신과 지역의 농업신을 함께 모시는 아소 신사의 신관을 세습하는 호족이었다. 호엔(保延) 연간(1135~1141년)에는 아소산 기슭에 개발한 밭을 나카노인 우대신(中院右大臣)이라 불리는 미나모토노 마사사다(源雅定)를 영가(領家), 안라쿠쥬인(安楽寿院)을 본가(本家)로 하는 장원으로서 기증했다. 이로서 아소씨는 개발영주에서 본소(本所)의 지위를 굳혔다. 또한 켄군신사(健軍神社), 코사신사(甲佐神社), 코노우라신사(郡浦神社)를 산하로 두고, 시라카와강과 미도리카와강 유역에 해당하는 히고국 중앙부를 세력하에 두었다. 아소신사는 히고국의 일궁(一宮)이 되었고, 신사의 조영 등의 경비는 일국평균역(一国平均役)으로 조달하는 등, 그 권위를 확대했다. 이러한 권세를 배경으로 아소씨는 무사단을 형성했다. 그것은 호엔 3년(1137년)의 자료에서 처음 나타나는데, 우지 고레노부(宇治惟宣)가 신관의 장이 무사단의 장을 겸할 때 쓰는 ‘대궁사’(大宮司)를 칭한 것이 그 시초다.
또한 아소씨는 이름대로 아소 출신이지만, 전성기는 아소의 남외륜산 즉, 현재의 야마토정(山都町)에 있었다고 하는 ‘하마노야가타’(浜の館) 시대였다. 당시는 아소보다 야베(矢部) 쪽이 생산성이 높고 지리적으로 이점이 있었던 것으로 보이며, 이와오성(岩尾城), 아이토지성(愛藤寺城, 별명 야베성(矢部城)) 등 요해처에 있는 견고한 산성을 축성해 세력을 자랑했다.

### 초기 무사단의 형성과 분쟁
헤이안 시대 후기에는 지방에서 발흥한 무사 세력에 의한 소규모의 분쟁이 있었다. 여기에 시라카와 상황(白河上皇)이 일으킨 인세이(院政)를 배경으로 한 국사(国司)의 지배가 얽혀져, 복잡한 양상을 보였다.
히고 뿐만 아니라 규슈에서는, 친제이 총추포사(鎮西総追捕使)를 칭한 미나모토노 다메토모(源為朝)가 난동을 되풀이했다는 기술을 <호겐모노가타리>(保元物語)에서 볼 수 있으며, 각지에 그 전승이 남아 있다. 시모마시키군(현 구마모토시 남구) 토미아이정(富合町)에 있는 기하라산(木原山)은 일명 간카이산(雁回山)이라고도 하는데, 이는 이 산에 요새를 둔 친제이하치로의 활솜씨를 두려워해 기러기(雁[간])들이 이 산을 피해 날아갔다는 일화에서 유래했다. 하지만 <고야산 문서>에 있는 큐안(久安) 2년(1146년)의 소장에 따르면, 현지에서 반체제의 소란을 일으킨 것은 지방 무사인 기하라 히로자네(木原広実)였다고도 하며, 미나모토노 다메토모가 이 산에 틀어박혀 있었다는 증거는 없다. 이 소장에는 이외에도 현재의 가미마시키군 고사정에 근거를 둔 기쿠치씨 계열의 다구치 쓰네노부(田口経延), 유키스에(行季) 부자가 관아인 국아(国衙)를 습격한 사건을 전하고 있다. 이 무대가 된 야마테촌(山手村)에도 친제이 하치로가 무위를 나타내기 위해 하얀 깃발을 세웠다는 전설이 있어, 현재는 시라하타(白旗)라는 지명이 됐다. 이처럼 규슈 일원에 남은 친제이 하치로 전설을 통해, 당시 많은 지방 무사 세력이 국지적 쟁란을 일으켰으며, 이것이 미나모토노 다메토모의 활동으로 집약되어 남겨진 것으로 생각된다.

### 겐페이의 틈새에서
호겐의 난 이후, 타이라노 기요모리(平清盛)가 다자이후의 차관 중 상위인 다자이다이니(大宰大弐)에 취임하자, 히고국을 비롯한 규슈에는 헤이케(平家)의 영향력이 강하게 미치기 시작했다. 헤이케는 인세이 권력과 결탁하여, 왕령장원(王領荘園)의 영가나 아즈카리도코로(預所)직을 일족이 차지했고, 또한 실제 현지를 다스리는 지방관인 즈료(受領)로써 관아를 장악했다. 이런 움직임에 지방의 무사단은, 헤이케의 군문으로 내려가던지, 아니면 반항을 시도하던지 양자 택일을 강요받았다. 당시 기쿠치씨의 동량인 기쿠치 다카나오(菊池隆直)가 선택한 것은 후자의 길이었다. 지쇼(治承) 4년(1180년), 기쿠치 다카나오는 대궁사인 아소 고레야스(阿蘇惟安)와 기하라 지로 모리자네(木原次郎盛実) 등 히고의 유력 무장과 힘을 합쳐 들고 일어났다. 이 친제이 반란은 <교쿠오>(玉葉)에서는 ‘치쿠시의 반란’이라고 하며, 당시 연호에서 따온 ‘요와(養和)의 내란’이라고도 한다.
수만의 군사를 거느리고 한때 다자이후까지 쳐들어간 히고의 군세였지만, 헤이케 측의 움직임으로 조정은 하라다 다네나오(原田種直)에게 반란분자를 뜻하는 ‘친제이의 적’ 기쿠치 다카나오를 추토하라는 선지를 내렸다. 또한 다이라노 사다요시(平貞能)를 추토사로 규슈에 파견했다. 밀려나기 시작한 히고 세력은 본거지를 공격당해 요와 2년(1182년) 4월에 항복했고, 이후 히고의 무사단은 헤이케 측에 편입됐다.
<아즈마카가미>(吾妻鏡), <헤이케모노가타리>(平家物語), <겐페이 성쇠기>(源平盛衰記), <역대 친제이 요략>(歴代鎮西要略)에서는 이 ‘친제이 반란’이 같은 해에 이즈(伊豆)에서 거병한 미나모토노 요리토모(源頼朝)에 호응한 것으로 적고 있으나, 현대 사학계에서는 그와 달리 지방세력의 반란으로 이해한다. 오히려 쥬에이(寿永) 2년(1183년)에 안토쿠 천황을 모시고 규슈로 달아난 헤이케를 따랐던 기쿠치 다카나오에 대해, 가마쿠라 막부는 헤이케의 편을 든 ‘나쁜 무리’(張本の輩)라고 판단했다. 다만, 기쿠치씨는 가마쿠라 시대에도 고케닌(御家人)의 지위를 유지했다는 점에서 ‘친제이 반란’이 겐지의 편을 든 것으로 고려됐을 가능성은 부정할 수 없다. 또한, 당시에 이미 구마지방의 다라기 장원에 자리잡은 사가라씨도 헤이케 쪽으로 활동했으나, 막부 성립 후에 사과의 뜻을 표하고 용서받았다고 한다. 그러나 이와 반대로 사가라씨가 벌을 받아 씨족의 본거지인 토토미국(遠江国)의 사가라 장원에서 추방당한 결과라는 설도 있다.
아소씨・키하라씨라는 유력 무사단을 휘하에 두고 반란을 일으킨 기쿠치 다카나오는 당시 ‘일국 동량’에 가장 가까운 위치에 있었다. 그러나 결과적으로 ‘요와의 내란’은 중앙의 무가권력에 의한 히고 지배를 불러들이는 역할을 하고 말았다. 또한, 구마 1군을 범위로 하고 있던 구마 장원이 헤이케 몰관령(平家没官領)로 간주돼 가마쿠라 막부에 의해 해체됐다. 구마 장원의 일부였던 히토요시 장원은 나중에 사라가씨에게 수여됐다.
구마모토현이나 그 근교에는, 헤이케의 낙인(落人) 전설이 남아 있다. 그 장소로는 야쓰시로시 이즈미정의 고카의 장원(五家荘, 고카노쇼), 인접한 미야자키현의 시이바촌(椎葉村) 등이 알려져 있다.

### 가마쿠라 정권 하의 히고
분지의 칙허에 따라 슈고(守護)와 지두(地頭)가 설치되자, 헤이케 쪽에 속하던 히고국에서는 동국무사의 다수가 총지두(惣地頭)의 직을 차지했다. ‘나쁜 무리’(張本の輩)로 여겨졌던 기쿠치씨는, 고토바 상황(後鳥羽上皇)의 인젠(院宣)으로 시작한 조큐의 난(承久の乱)에서 기쿠치 요시타카(菊池能隆)가 상황측으로 가담한 것도 있어, 그 영지를 몰수당했다. 그러나 많은 히고의 재향무사들은 총지두의 ‘소관’(所堪, 지도통제)에 복종하는 소지두에 편입됐다.
구마모토시 북부에 있던 유명한 장원 ‘카노코기 장원’(鹿子木荘)은 개발 영주가 가진 권한이 막강함을 보여주는 사례로 알려져 있다. 이는 소장(訴状) 자료로 작성된 <카노코기 장원 조목문서>(鹿子木荘条々事書)의 주장에서 볼 수 있다. 하지만, 나중에 이 소장에서 개발 영주로 나오는 샤미주묘(沙弥寿妙)가 실제로는 즈료(受領)였음이 판명되어, 개발 영주의 권한인 ‘직권유보, 상분기진’에 의문이 제기되고 있다. 또한 실제로는 편안태평을 목표로 영지를 기증했던 지방 무사가 기증의 대가로 얻은 대관직을 곧 잃거나, 소송에서 패해 직을 상실하는 사례 등도 있었다.

### 몽골의 침략

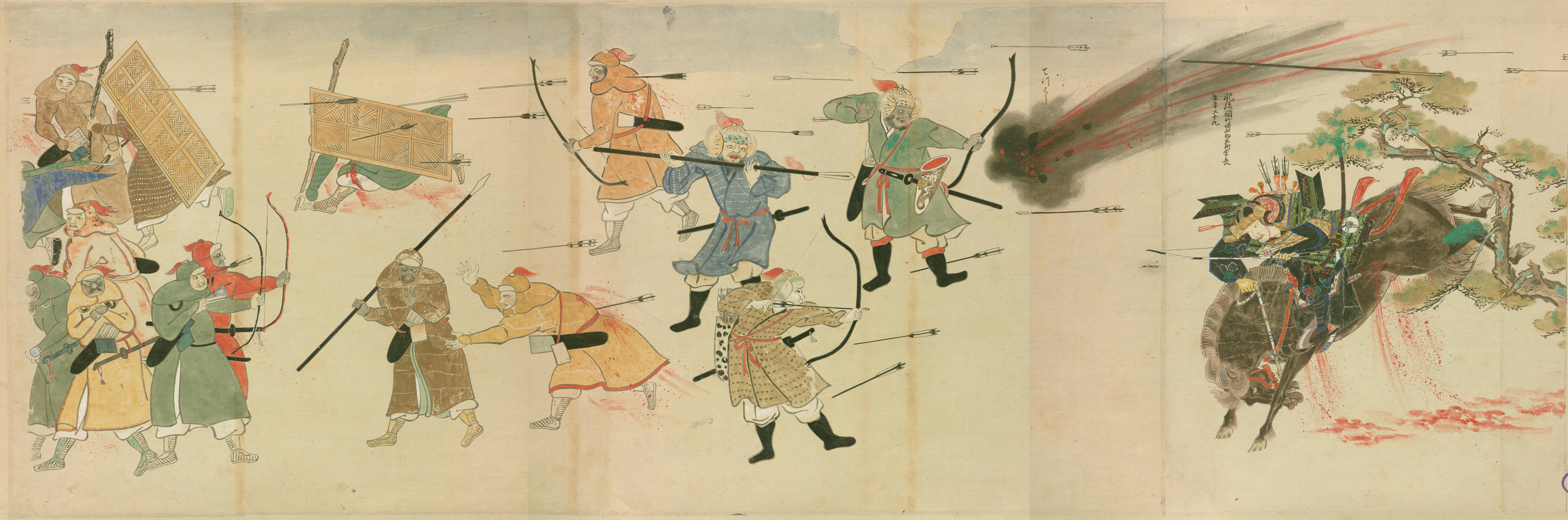
《몽고습래회사》의 한 장면. 오른쪽에 다케자키 스에나가가 전장에서 활약하고 있다.

분에이(文永) 5년(1268년)과 8년(1271년)에 수교관계를 강요하는 원나라의 사신을 쫓아낸 막부는 침략을 각오하고 많은 무사들을 하카타에 집결시켰다. 분에이 11년(1274년) 10월 19일, 쓰시마, 잇키 등을 경유한 몽골군의 배가 하카타 만에 밀려들면서, 이른바 ‘원구’(元寇, 원나라의 침략)가 시작됐다. 이 전쟁에는 기쿠치, 다쿠마(詫間), 사가라씨 등 히고의 무사들도 다수 출전했다. 회전에서 우위를 점하고 다자이후와 인근의 미즈성(水城)까지 전선을 진전시킨 몽골군이었으나 일단 자신들의 군선으로 퇴각했다. 그 때 군선에 폭풍우가 휘몰아쳐 많은 배가 난파됐고, 원나라군은 패퇴했다.
하지만 재침략을 피할 수 없을 것이라 짐작한 막부는 기존의 관습을 깨는 영을 내렸다. 그때까지는 고케닌(御家人)만 대상으로 하던 원칙을 확대하여, ‘장원 일원지의 주민’, 즉 고케닌이 아닌 자까지 출진을 요구했다. 막부는 그들에게 군공에는 은상으로 보답하겠다고 고지했다. 또한, 선수를 치기 위해 고려 원정 계획을 짜고, 슈고에게 병력 보고를 명했다. 이 중에서 히고 북부의 무사 명단을 담은 보고서의 일부는, 나중에 뒷면을 이용해서 <하코자키 하치만궁 신보기>(筥崎八幡宮御神宝記)를 만든 덕분에 지금도 그 내용을 알 수 있다. 여기 나오는 무사 중에는 이세리 사이코(井芹西向)처럼 총지두의 횡포 때문에 영지를 잃은 자도 있었다. 고려 원정은 하카타만 연안의 석축지 설치에 집중하기 위해 취소됐지만, 소집된 병력은 경비 임무에 투입됐다. 히고의 무사들도 이키노마츠바라(生の松原)에 배치됐다.
코안(弘安) 4년(1281년) 6월 3일 몽골군은 다시 한 번 하카타 만을 침략했지만, 경비하던 무사와 석축지에 막혀 일단 퇴각했다. 그들은 중국 강남의 군대와 합류해 7월 27일 다카시마섬(鷹島) 앞바다에 도착했지만, 이번에는 태풍을 만나 난파선이 속출했다. 무사단은 잔병을 소탕했고, 히고의 무사들도 분투했다.
이 두번의 전쟁(분에이의 전쟁, 고안의 전쟁)에서 싸운 히고 무사 중 하나인 다케자키 스에나가(竹崎季長)는 나중에 전쟁의 상황 등을 전하는 <몽고습래회사>(蒙古襲来絵詞)를 편찬했다. 기쿠치씨의 방계로 알려진 다케자키씨는 도요후쿠 장원 다케자키(豊福荘竹崎, 현재의 우토시 마쓰바세정(松橋町) 다케자키)에 살던 구니고케닌(国御家人, 국 단위로 편성된 고케닌)이었다. 그 중 스에나가는 소송에서 패해 일족으로부터도 고립돼 있었다. 이런 때에 벌어진 분에이의 전쟁은 그에게 천재일우의 호기였고, 불과 5기를 이끌고 참전하여 적진에게 가장 먼저 뛰어드는 공(一番駆け)을 세웠다. 하지만 스에나가는 보고에서 누락되는 바람에 은상을 받지 못했다. 이듬해 그는 마구 등을 팔아 여비를 마련했고, 하인 2명만을 데리고 가마쿠라까지 가서 겐지(建治) 2년(1276년) 은상봉행인 아다치 야스모리(安達泰盛)를 알현해 상소를 올렸다. 야스모리는 공을 인정해, 스에나가에게 토카이향(東海郷, 지금의 우토시 오가와정)의 지두직을 주었다.
코안의 전쟁에서도 활약한 다케자키 스에나가는 나중에는 토카이향 경영에서 수완을 발휘했다. 이는 후대에 전해진 문서(置文)인 <토카이향 신사 정치문서>(海東郷社 定置条々事)의 내용이나, 11월 소동(霜月騒動)으로 죽은 은인 아다치 야스모리를 추모하여 발안했다고 하는 <몽고습래회사> 를 작성할 만큼 충분한 재력이 있었던 것에서도 짐작할 수 있다.

### 토쿠슈 전제정치의 영향
상소를 올린 다케자키 스에나가는 결국 은상을 받았다. 그러나 스에나가처럼 무공을 세웠음에도 어떠한 포상도 받지 못한 사람이 많아, 고케닌의 빈궁화가 진행됐다. 또한 간겐(寛元) 4년(1246년) 싯켄(執権)에 취임한 호조 토키요리(北条時頼)는 막부권력을 장악하고, 반 호조씨 세력을 배제해 나갔다. 그는 원나라의 침략이라는 외환을 이용해 호조 일족에 의한 전제정치를 굳혔다. 히고국에 미친 영향도 컸다. 고안의 덕정(弘安徳政)에서 정치개혁을 꾀한 아다치 야스모리가 사망한 11월 소동 이후 슈고직은 토쿠슈 또는 호조씨 일족이 독점했다. 일국평균역으로 부과되는 세금의 징수 등 본래 국사가 가진 권한도 슈고가 맡게 됐다. 토쿠슈령이 된 장원도 많았는데, 그 사례는 기쿠치 장원과 구마모토 평야의 각 장원, 야쓰시로나 구마군, 아마쿠사, 간겐 2년(1244년)에 사가라씨로부터 빼앗은 히토요시 장원 북부 등 히고국 전역에 걸쳐 있었다. 영지를 빼앗기거나, 안도(소유권 유지)나 자립을 위협받는 등 모순을 내포한 정치는 큰 불평불만을 낳았고, 반체제 세력인 ‘악당’의 발생으로 이어져 간다.

### 말법 사상과 히고
에이쇼(永承) 7년(1052년)은 불교에서 말하는 말법(末法)의 원년으로 여겨지며, 구원을 추구하는 종교운동은 히고에서도 볼 수 있었다. 최초의 예는 에이호(永保) 원년(1081년)에 건립된 현재의 미후네정(御船町)에 있는 다마무시(玉虫, 지명)의 여법경탑(如法経塔)이다. 저명한 것으로는 큐안(久安) 원년의 것으로, 현재의 야마가시의 반도사(凡導寺)에 있는 활석제 경통(経筒)이 있다. 이 운동의 배경에는 히고 무사단 발흥에 의한 분쟁이 있었던 걸로 추측된다.
호넨(法然)이 처음 시작했고, 중생구제를 표방한 정토종이 히고에 전파된 것은 안테이(安貞) 2년(1228년) 시라카와강 천변의 오죠인(往生院)에서 열린 벤나(弁阿)의 별시염불부터라고 한다. 같은 해 우토의 사이코인(西光院)에서도 염불 수행을 했던 벤나는, 가마쿠라 시대에 정토종이 히고국에 널리 퍼지는 단초를 열었다. 곳곳에 정토종의 아미타당이 건립됐는데, 히토요시・쿠마지방에도 명찰이 많이 남아있다. 이는, 가마쿠라 초기 이후 사가라씨가 이 지역을 지배하고 그 지배가 메이지 시대까지 일관되게 이어진 게 큰 역할을 했다. 유노마에정(湯前町)에 있는 구마모토 현내 최고(最古)의 건조물인 죠센사(城泉寺, 현 묘도사(明導寺))와 다라기정의 쇼렌사(青蓮寺)가 대표적이다. 이들 절에는 불교 건축물과 아미타 삼존불, 법화경을 담은 동제 경통 등이 전해지고 있다.

## 남북조 시대

### 하카타전투로 생긴 깊은 원한

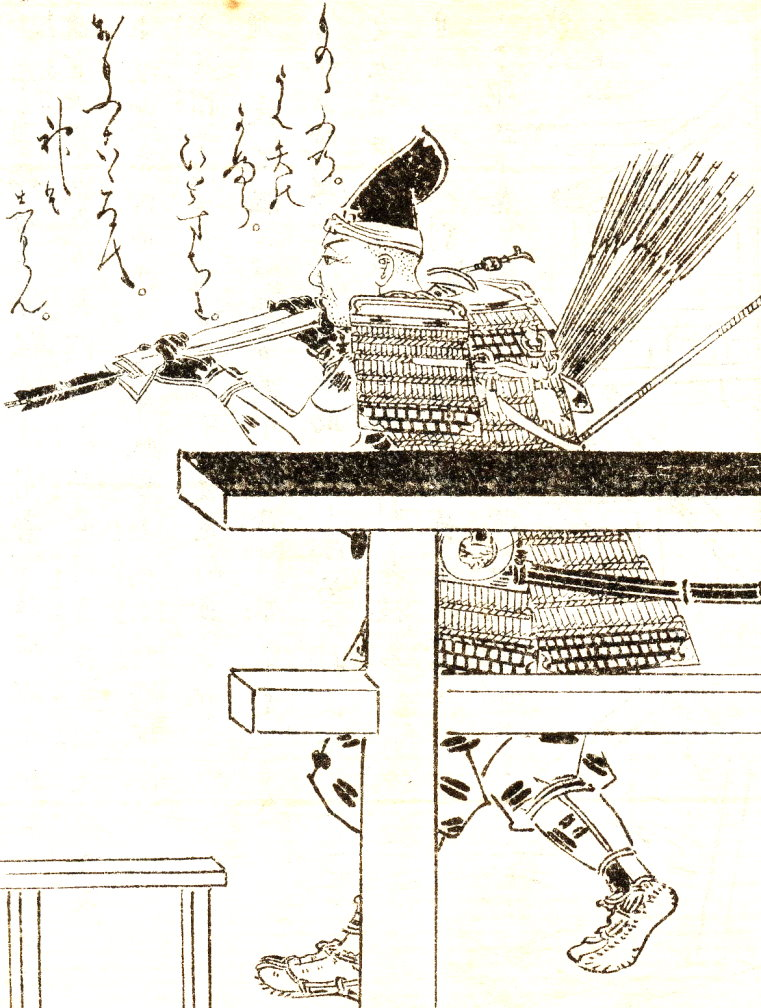
기쿠치 다케토키를 그린 삽화

고다이고 천황의 토막 운동에 호응하여 모리요시 친왕(護良親王)이 내린 호죠 다카토키(北条高時) 토벌 명령서는 규슈의 각 무사단에게도 전달됐다. 겐코(元弘) 2년・쇼쿄(正慶) 2년(1333년) 초엽, 당시 기쿠치씨의 동량이었던 기쿠치 다케토키(菊池武時)는 치쿠고의 쇼니 사다쓰네(少弐貞経), 붕고의 오토모 사다무네(大友貞宗)와 함께 친제이탄다이(鎮西探題)를 공격하기로 밀약하고, 그 준비에 들어갔다. 하지만, 이 계획은 탄다이인 호죠 히데토키(北条英時)에게 누설돼, 히데토키는 그들에게 하카타로 출두할 것을 명했다.
같은 해 3월 12일, 기쿠치 다케토키는 아소 고레나오(阿蘇惟直) 등을 따라 갔으나, 탄다이로부터 지각을 이유로 책망을 받았다. 계획이 누설됐음을 알아챈 다케토키는 궐기를 압박했지만, 쇼니와 오토모 두 씨족은 이를 거절했다. 3월 13일 이른 아침, 기쿠치 다케토키와 아소 고레나오 등은 결의를 굳히고, 수하에 있는 기병 150기를 끌고 탄다이의 저택에 쳐들어갔다. 하지만 쇼니・오토모 두 씨족은 다케토키를 배신하고 탄다이 측에 붙었고, 이내 격전이 벌어졌다. 기쿠치 세력은 다케토키 이하 전부가 토벌당해 죽게 된 가운데, 적남인 기쿠치 다케시게(菊池武重)는 간신히 히고로 도망칠 수 있었다. 1978년 후쿠오카시 지하철 공사 때, 하카타구 기온정 토쵸사(東長寺) 앞에서 110여개의 두개골이 발견됐다. 14세기의 것으로 분석되어 하카타 전투에서 패해 참수된 기쿠치 일당의 무사들의 것으로 추정된다.
호죠 히데토키는 히고국 슈고인 호죠 다카마사(北条高政)에게 기쿠치・아소씨 토벌을 명했다. 기쿠 다카마사(規矩高政) 등이 이끄는 토벌군에게 본거지를 공격당한 두 씨족은 현재의 고카세정(五ヶ瀬町)에 있었던 걸로 추정되는 휴가국(日向国) 구라오카성(鞍岡城)으로 도망쳤다. 하지만 여기서도 공격을 받아, 구라오카산(鞍岡山)으로 도망친 일부를 제외한 대부분은 토벌당해 죽었다. 이 일련의 사건으로, 기쿠치씨는 쇼니・오토모 두 씨족에 대해 씻기 어려운 깊은 원한을 갖게 되었다.

### 겐무 신정과 히고 무사
이처럼 규슈에서의 막부 다도(도막)운동은 일단 실패로 돌아갔다. 하지만, 중앙에서는 아시카가 다카우지(足利尊氏)가, 가마쿠라에서도 닛타 요시사다(新田義貞)가 반기를 들었다. 쇼니・오오토모 두 씨족도 도막 쪽으로 돌아서서, 친제이탄다이를 쳐부쉈다. 그리하여 가마쿠라 막부는 붕괴되고, 오키(隠岐)에서 교토로 돌아온 고다이고 천황의 아래, 공경과 구스노키 마사시게(楠木正成) 등 무사가 보필한 천황의 친정이 시작됐다.
신정부는 정권교체의 논고(論告)에서 히고의 무사를 높게 평가했다. 기쿠치씨의 적남 다케시게는 히고노카미의 관직을 얻었고, 형제인 다케토시(武敏, 가몬노카미(掃部頭)), 다케모치(武茂), 다케즈미(武澄, 히젠노카미)도 요직을 받아 그 공적에 대한 표창을 받았다. 아소씨도 호죠씨에게 빼앗겼던 대궁사 임명권을 <관사개방령>(官社開放令)에 따라 되찾고 그 세력을 회복했다.
이러한 조치는 많은 가신들이 원통하게 생을 마감한 히고 무사단의 불만을 줄이는 역할을 했으며, 히고 무사단이 훗날 ‘남조 일변도’라고 불릴 정도로 남조 측(또는 궁방, 宮方)으로 경도되는 동기가 됐다.

### 남조 일변도
천황 친정하의 정책은 졸속 개혁과 조령모개, 은상의 불공평과 새로운 과세 등 여러 문제를 품고 있었기에 그 결과 친정 권력은 급속히 그 지지를 잃어갔다. 겐무 2년(1335년) 아시카가 다카우지는 가마쿠라에서 반친정의 기치를 들고 일어섰고, 고다이고 천황은 닛타 요시타다를 토벌군으로 보냈다. 천황의 근시(近侍)로 있던 기쿠치 다케시게, 다케요시 형제는 ‘기쿠치 천본창’(菊池千本槍)을 손에 들고, 아소 고레토키(阿蘇惟時), 고레나오(惟直) 부자와 함께 닛타군에 가담해 하코네・타케노시타(箱根・竹ノ下)의 싸움에 참전했다. 이 때, 아소 부자에게 내려진 ‘고다이고 천황 윤지(綸旨)’가 ‘아소가 문서’로 현존하고 있다. 하지만 닛타 쪽은 패하여 교토까지 퇴각했다. 기쿠치 다케시게는 후군(殿軍)으로써 아시카가 다다요시(足利直義)를 물리치는 활약을 보였으며, 겐무 3년/엔겐(延元) 원년(1336년)에는 교토 오와타리바시(京都・大渡橋)의 싸움에서도 다카우지군을 요격했다. 그 후 다케시게는 히에이산(比叡山)으로 도망친 고다이고 천황을 따라갔다가 그대로 연금됐다.
아시카가 다카우지는 교토에서 키타바타케 아키이에(北畠顕家)에게 패배하고, 태세를 재정비하기 위해 규슈로 도망쳤다. 이때 그는 규슈의 유력 무사단에게 군대를 독촉하는 서장을 보냈고, 무가정권 부활에 기대를 건 쇼니 요리히사(少弐頼尚) 등이 이에 따랐다. 하지만, 기쿠치씨와 아소씨는 남조(천황측)와의 의리를 지켰다. 다케시게가 부재하던 시기를 지키고 있던 기쿠치 다케토시, 아소 대궁사 고레나오와 고레나리 형제는 군을 끌고 북상하여, 우세한 전력을 배경으로 다타라하마(多多良浜)의 전투에 임했지만 패했다. 그들은 다카우지의 재기를 눈뜨고 지켜볼 수밖에 없었다. 겐무 3년 4월 3일, 아시카가 다카우지는 규슈 북부에 잇시키 노리우지(一色範氏, 법명 도유(道猷))를, 남부에 하타케야마 다다아키(畠山直顕)를 배치했다. 그리고 쇼니 요리히사(少弐頼尚)와 오토모 우지야스(大友氏泰) 등과 함께 대선단을 끌고 수도로 출발했다. 다카우지는 도중에 천황 측의 요격을 당했으나, 미나토가와강의 전투(湊川の戦い)에서 이를 격파했다. 전투에서 패한 구스노키 마사시게(楠木正成)와 기쿠치 다케요시(菊池武吉)는 할복해 죽었다. 이후 다카우지와, 이를 피하여 요시노로 도망친 고다이고 천황이라는 남북의 두 계통이 양립(양통질립)하는 남북조 시대가 시작됐다.
아시카가 다카우지 등 본세력이 규슈를 떠나자 히고 무사단은 저항을 강화했다. 다카우지가 떠난 직후인 4월 13일에 안라쿠사(安楽寺, 현 다마나시)에서, 16일에 토스바루(鳥栖原, 니시코지정)에서 싸움이 일어났다. 이마가와 스케토키(今川助時)는 다카우지 측으로서 히고국의 국부에 입성하면서, 가라카와강(현 기쿠요정)에서 전투를 벌였다. 유폐 상태를 벗어난 기쿠치 다케시게는 히고에 돌아온 뒤인 겐무 4년(1337년)에 거병했다. 그는 아소 고레토키(阿蘇惟時)의 사위인 아소 고레즈미, 야쓰시로에서 지두직을 맡고 있었던 나와씨(名和氏)와도 협력하여, 이누즈카하라(犬塚原, 현 미후네정)에서 잇시키 요리유키(一色頼行)를 격파하기도 했다.
히고 무사는 그 행동에 대해 ‘남조 일변도’라는 평가를 받았지만, 실상을 보면 반드시 한덩어리로 움직인 것은 아니었다. 이 시기는 영지를 적남에게 일괄 상속시키는 관습이 널리 퍼졌다. 이 관습은 얼핏 보면 유산의 분산을 막는 것이었으나, 한편으로는 일족 내의 갈등을 심화시키기도 했다. 아소씨는 일족이 남북조로 갈라졌지만, 고레나오 사후에 대궁사에 복귀한 아소 고레토키는 중립의 태도를 유지해 일족의 분열을 막았다.
기쿠치씨도 같은 문제를 안고 있었다. 기쿠치 다케시게는 씨족을 아우르는 이념을 외부에서 찾았고 조동종(曹洞宗)의 승려 다이치(大智)를 쇼코사(聖護寺)에 불러 ‘기쿠치 가헌’을 만들었다. 엔겐(延元) 3년(1338년) 7월 25일의 날짜가 적혀진 이 가훈에는 혈판(血判)이 찍혀 있어, 일본 최초의 혈판 기청문(起請文, 서약문)이라고 한다.이에 따르면, 중요한 정치적 결단은 총령(惣領, 가문의 상속자)이 내리지만, 일반적인 정사는 요리아이슈(寄合衆)이라 불리는 일족의 집단이 결정한다고 한다. 하지만, 이듬해 다케시게가 죽고, 그 뒤를 동생 기쿠치 다케히토(菊池武士)가 이었으나, 그는 자신의 소임을 견디지 못하고 곧 은퇴했다. 게다가 본거지를 북조 측인 고시 유키타카(合志幸隆)에게 점령당하고 말았다. 본거지는 아소 고레즈미의 협력을 얻은 서자 기쿠치 다케미쓰(菊池武光)가 탈환했지만, 기쿠치씨의 세력은 쇠퇴하고 있었다.

### 히고의 세 세력
이 상황에 더욱 혼돈을 가져올 두 존재가 히고국을 향하고 있었다. 첫 번째는 남조의 정서대장군인 카네요시 친왕(懐良親王)이었다. 친왕은 이요(伊予)와 사쓰마(薩摩)를 거쳐, 죠와(貞和) 4년/쇼헤이(正平) 3년(1348년) 히고의 우토에 도착했다. 그는 총령의 자리를 이은 기쿠치 다케미쓰를 따라 아소 고레즈미의 영지를 통과해 기쿠치 가문의 와이후 산(隈府山)으로 들어갔다.
두 번째 인물은 아시카가 다다후유(足利直冬)다. 그는 아시카가 다카우치의 서자였으나 아버지로부터 쫓겨나 숙부인 아시카가 다다요시(足利直義)의 양자가 됐다. 고노 모로나오(高師直)・모로야스(師泰) 형제와 대립하던 다다요시는 죠와 5년/쇼헤이 4년(1349년)에 다다후유를 츄고쿠탄다이(中国探題)에 임명해 츄고쿠 지방에 영향력을 미치려고 했다. 하지만 모로나오는 부하를 시켜 다다요시를 공격하게 했다. 이때 다다요시를 도운 사람은 히고의 무사 가와시리 유키토시(河尻幸俊)였다. 가와시리씨는 미나모토노 다카아키라(源高明)의 손자 미나모토노 사네토모(源実明)를 시조로 하며, 아키타 남향 가와시리(飽田南郷川尻, 현 구마모토시)에서 대대로 국아(国衙)의 관리를 지낸 세이와 겐지(清和源姓)의 일족이라고 한다. 가마쿠라 시대 중기에는 가와시리 야스아키(河尻泰明)가 간간 기인(寒巌義尹)을 초청해 다이지 사(大慈寺)를 개산하고, 조정 및 호죠씨와의 관계를 맺으며 세력을 넓혔다. 히고국 내에서는 북조 측에 속해 있었다.
카와시리 유키토시의 초청을 받고 히고에 들어간 아시카가 다다후유는 막부의 위세를 빌려 규슈의 무사단에게 자신의 지휘하에 집결할 것을 호소했다. 또한 그들의 영지를 안도(安堵, 인정)해 줬다. 한편으로는 히고의 탄다이 측에 가담하는 세력을 공략해 간노(観応) 원년(1350년), 다자이후에 입성했다.아시카가 다카우지와 고노 모로나오 등은 다다후유 토벌령을 내렸다. 그리고 기쿠치에는 남조의 가네요시 친왕(懐良親王)이 있었다. 이리하여 원호에서도 쇼헤이, 간노, 죠와(貞和, 아시카가 다다요시가 사용)라는 3가지가 병존하는, 히고판 간노의 소란에서 특징적으로 나타나는 세 세력의 정립(鼎立) 상태에 돌입했다. 이를 정리하면 다음과 같다.
- 천황 측(남조 측) : 가네요시 친왕, 기쿠치 다케미쓰, 아소 고레즈미, 고죠 요리미쓰(五条頼光)
- 다카우지 측 (탄다이 측) : 잇시키 노리우지(一色範氏), 잇시키 나오우지(一色直氏, 규슈 탄다이) 부자
- 다다후유 측 (스케도노 측(佐殿方)) : 아시카가 다다후유, 가와시리 유키토시, 다쿠마 무네나오(詫磨宗直, 히고 오우라), 쇼니 요리히사(少弐頼尚, 치쿠고)

칸노 2년(1351년) 2월 코노 모로나오・모로야스가 권력투쟁에서 패해 죽고, 아시카가 다다요시는 권력을 장악해 다다후유 측은 기세를 얻었다. 다다후유는 친제이 탄다이에, 가와시리 유키토시는 히고국 슈고에 취임했다. 잇시키씨는 남조 측과 일시 협정을 맺었고, 기쿠치 다케미쓰 등이 치쿠고에 가서 다다후유 측과 격렬히 싸웠다.  하지만 같은 해 쇼헤이 일통(正平一統)이 이뤄졌고, 이듬해에는 다다요시가 살해당했다. 마찬가지로 기세를 잃은 아시카가 다다후유가 규슈에서 도망치면서 삼파전의 상태는 끝이 났다.

### 치쿠고강의 전투
타다후유가 도망치면서 다시 남북조 대치상태로 돌아온 규슈에서는 탄다이 측과 스케도노 측의 내분을 틈타 천황측이 세력을 강화하고 있었다. 가네요시 친왕의 위광에 합전을 지휘한 기쿠치 다케미쓰의 가리스마가 더해져 히고는 다시 한번 ‘남조 일변도’가 됐다. 분나(文和) 2년/쇼헤이 8년(1353년) 치쿠젠에 쳐들어간 천황 측은 간노의 소란에서 잇시키 나오우지 군을 격파했고, 2년 뒤에는 하카타를 공략했다. 잇시키 노리우지・나오우지 부자는 규슈를 탈출했다.
이렇게 되자, 쇼니씨와 오토모씨 등 규슈 탄다이인 잇시키씨와 대립하던 구 슈고파는 천황 측과 손을 잡을 필요가 없어져 다시 대립하게 되었다. 엔분(延文) 3년/ 쇼헤이 13년(1358년) 오토모 우지토키(大友氏時)가 거병했고, 쇼니 요리히사(少弐頼尚)도 이에 호응해 기쿠치씨의 본거지를 목표로 삼았다. 기쿠치 다케미쓰는 고죠 요리미쓰(五条頼光) 등을 모아서 북상했다. 요리히사도 류조지씨(龍造寺氏), 후카호리씨(深堀氏), 마츠우라당(松浦党) 등과 결집하여 이를 맞이했다. 이듬해 양군은 치쿠고강의 전투에서 격돌했다. 7월 19일에 시작된 전투는 8월 6일 천황측의 야습으로 결판이 났다. 양쪽 모두 심각한 피해를 입었지만, 특히 쇼니군은 패퇴한 이후 쇠퇴하게 되어 기쿠치씨는 하카타 합전의 원한을 풀었다.

### 정서부의 성립과 붕괴
코안(康安) 원년/쇼헤이 16년(1361년), 가네요시 친왕은 우토에 도착한지 18년 만에 다자이후에 입성해 정서부를 설치하고 북부 규슈를 장악했다. 정서부는 아버지인 쇼니 요리히사를 등지고 남조 측에 가담한 쇼니 요리즈미(少弐頼澄)를 필두로 한 12명의 부관들로 구성됐다. 하지만 실제로는 히고 슈고인 기쿠치 다케미쓰 등 기쿠치 일족이 장악했다. 이 무렵 중앙에서는 남조 세력이 쇠퇴하고 있었기에, 정서부는 막부로부터 독립된 군사정권의 양상을 띠었다. 이는 명, 고려와의 국교에서 두드러지게 나타난다. 무역권의 장악이나 왜구의 단속을 요구하는 명나라 사절이 정서부에 간 일, 명이 ‘양회’(良懐), 즉 가네요시 친왕을 ‘일본국왕’에 책봉한 것에서도 엿볼 수 있다.
당연히 아시카가 막부는 정서부를 인정하지 않았으며, 히고 슈고에 오토모 우지토키를 임명하고, 뒤이어 후임에 아소 고레즈미를 세우는 등 남조 측의 내부 와해를 획책하는 등의 행동을 취하고 있었다. 그리고 오안(応安) 3년/ 겐토쿠(建徳) 원년(1370년) 막부는 실효성이 있는 수를 써서, 이마가와 사다요(今川貞世, 법명은 료슌(了俊))를 규슈 탄다이에 임명했다.  그리고 막부는 츄고쿠 지방의 무사단을 이끌고, 규슈에서 과거 북조 세력도 회유하여 다자이후에 쳐들어갔다. 오토모씨와 마츠우라당 등을 휘하에 거느린 사다요가 여러 방면에서 공격을 펼치자, 가네요시 친왕, 기쿠치 다케미쓰 등이 이끌던 정서부는 오안 5년/분츄(文中) 원년(1372년)에 무너졌다. 이후 2년간은 치쿠고강 유역을 전장으로 하는 싸움이 계속됐으나, 기쿠치 다케미쓰와 다케마사(菊池武政)가 죽은 뒤, 천황측은 히고까지 밀려났다.
타케마사가 쌓았다고 전해지는 본거지 기쿠치성에 틀어박힌 천황 측은 이마가와 사다요에게 완전히 포위당했다. 또한 사다요는 규슈 삼인방이라 불리는 시마즈 우지히사(島津氏久), 오토모 치카요(大友親世), 쇼니 후유스케(少弐冬資)에게도 참전을 명해 기쿠치씨의 섬멸을 꾀했다. 하지만 여기서 불가해한 일이 벌어진다. 당초 소극적인 태도를 보이던 쇼니 후유스케는 시마즈 우지히사의 설득으로 참전했는데, 사다요가 이 후유스케를 살해하고 말았다. (미즈시마섬(水島)의 변) 화가 난 우지히사는 이후 반(反) 사다요로 태도를 바꿨다.
이런 혼란은 천황 측에서도 일어나고 있었다. 가네요시 친왕은 죽은 다케마사의 적남인 기쿠치 다케토모(菊池武朝)와 의견 충돌이 일어나 정서장군직을 사임했다. 다케토모는 후임인 요시나리 친왕(良成親王)을 받들고 히젠에 쳐들어 갔으나 패퇴했다. 이들은 히고의 우스마노(臼間野), 오미즈(大水, 다마나군 난칸정(南関町))에서도 대패했다.
이마가와 사다요는 사쓰마국의 국인들에게 무장봉기를 일으키게 하여, 반항의 기미를 보인 시마즈씨의 움직임을 봉쇄했다. 사다요는 기쿠치씨와의 싸움을 결착지을 수 있도록 전력을 결집했다. 에이와(永和) 4년/텐쥬(天授) 4년(1378년), 츄고쿠 세력을 거느리고 구마모토(隈本)・후지사키(藤崎)에 진을 세운 사다요는 기쿠치씨의 군량을 공격했다. 기습을 감행한 기쿠치 다케토모는 다쿠마 벌판의 싸움에서 승리했으나 언발에 오줌누기에 불과했다. 에이토쿠(永徳) 원년/코와(弘和) 원년(1381년)에는 기쿠치성, 기노성 등 기쿠치씨 세력하의 각 성이 함락되고, 다케토모는 남쪽으로 도망쳤다. 사다요는 군대를 진격시켜 가와시리와 우토를 차례로 점령하고, 메이토쿠(明徳) 2년/ 겐츄(元中) 8년(1391년)에는 나와씨(名和氏)의 야쓰시로를 공략했다. 그리고 이듬해, 중앙에서 메이토쿠의 화약이 이뤄진 것을 계기로 다케토모는 항복했고, 이마가와 사다요의 히고 제압은 완료됐다. 이마가와 사다요는 기쿠치씨의 본령을 인정해주고 다케토모를 히고국 슈고대리(守護代)에 임명하는 등 규슈세력 장악에 힘썼다. 하지만, 이는 오히려 정서부 재건을 노리는 것이 아니냐는 쇼군 아시카가 요시미쓰(足利義満)의 의심을 사서, 사다요는 오에이(応永) 2년(1395년)에 파면됐다.

## 무로마치 시대의 히고

### 기쿠치씨의 흥망성쇠
이마가와 사다요가 떠나고 시부카와 미쓰요리(渋川満頼)가 규슈 탄다이에 취임하자, 기쿠치씨는 다시 반역의 자세를 드러냈다. 하지만, 계속되는 간헐적인 전란 속에 기쿠치씨는 점점 쇠퇴하고, 대신 다쿠마 미쓰치카(詫磨満親)가 세력을 넓혔다. 하지만 이 역시 한때의 일로, 다쿠마씨와 남북조시대에 이름을 날렸던 가와시리씨는 오에이 연간에 눈에 띄는 활약을 보이지 못했다.
기쿠치씨는 일시적으로 세력을 되찾았다. 기쿠치 가네토모(菊池兼朝)는 히고 슈고직을 맡게 됐으나, 아소씨와 사가라씨의 세력권까지 슈고 권력이 미치지는 못했다. 일국 전체를 지배할만한 권력을 세우지 못한 상황은 기쿠치씨의 역대 슈고들을 괴롭혔다. 에이쿄(永享) 3년(1431년) 기쿠치 모치토모(菊池持朝)의 대에 이르러 기쿠치씨는 친막부적인 태도를 보였고, 치쿠고와 히고의 슈고를 맡게 됐다. 기쿠치성은 구마모토(隈本)를 대신해 슈고 소재지(守護所)인 와이후(隈府)가 됐다. 다음 대인 다메쿠니(為邦)는 조선과의 무역에 나섰으며, 성내에 교쿠쇼사(玉祥寺)와 헤키간사(碧巌寺)를 선립하는 등 그의 부와 덕은 칭송을 받았다. 하지만 생애 후반에는 치쿠고 슈고직을 오토모씨에게 빼앗겨 조일무역이 불가능해졌고, 사라가씨의 야쓰시로 진출에도 아무런 손을 쓰지 못했다. 이것이 기쿠치씨 쇠퇴의 시작으로 여겨진다.
다음 대인 기쿠치 시게토모(菊池重朝)는 슈고직도 계승해, 공권력을 이용하여 구마모토 성내의 정비를 실시했다. 기쿠치 5산과 성하마을(城下町)의 형성이 이 무렵 이뤄졌다. 또한, 시게토모는 문화인으로서의 업적도 남겼다. 중신인 구마베 다다나오(隈部忠直)와 함께 건립한 공자당에는 초청을 받아 찾아온 게이안 겐쥬(桂庵玄樹)가 노래한 한시가 남아 있다. 또한, 후지사키 하치만궁도 이 시기 축조됐으며, 연가(連歌) 모임도 여러 번 열렸다. 분메이(文明) 13년(1481년) 8월에 흥행한 만구연가(万句連歌)는 나중에 필사된 것이 전해진 덕분에 모임 참가자를 알 수 있다. 이에 따르면, 참가자의 대부분은 히고 북부 사람들이었고, 기쿠치씨 계열의 유력한 분가(庶氏)는 참가하지 않았다. 또한, 참가자의 절반은 기쿠치씨의 직신으로 보이며, 특히 구마베씨가 많이 출석한 것으로 보인다.
이 무렵, 기쿠치씨 세력의 정무는 구마베씨, 아카호시씨(赤星氏), 죠씨(城氏, 후지와라성)가 가로 가문으로써 집행했으며, 예전에 ‘기쿠치 가헌’에서 정한 합의제는 그림자도 실체도 없어졌다. 시게토모가 죽은 메이오 2년(1493년), 기쿠치의 총령은 적자인 요시카즈(能運)가 이었지만, 그는 최후의 기쿠치 본가 적류가 됐다.

### 아소씨의 분열, 야베향으로 거점을 옮기다. ‘하마의 야가타’의 융성
한편, 아소씨는 일족 분열의 위기에 처해 있었다. 아소 고레즈미는 한때 북조에 붙은 적남 아소 고레무라(阿蘇惟村)에게 대궁사직을 물려줬다. 하지만 고레무라의 동생 고레타케(惟武)가 에이 불복해 정서부에 소를 올렸고, 이를 인정받아 고레타케가 죠지 6년/쇼헤이 22년(1367년) 대궁사의 보임을 받았다. 이 때부터 아소 일족은 두 계열로 나뉘어 대립하기 시작했다.
아소 고레무라, 고레사토(惟郷), 고레타다(惟忠)는 야베(矢部)에 본거지를 두고 규슈 탄다이와 오토모씨의 지지를 얻고 있었다. 하지만, 아소신사령을 지배하에 두고 기쿠치씨의 지원을 받은 고레타케, 고레마사(惟政), 고레카네(惟兼)을 억제할 순 없었다. 오에이 11년(1404년)에는 고레사토가 쳐들어와 동족 간의 전투가 벌어졌다. 이 때는 막부가 중재에 들어갔다. 그 후에도 싸움은 계속됐으나, 호토쿠(宝徳) 3년(1451년) 일족 장로들의 결의로 고레카네의 아들 고레토시(惟歳)를 고레타다의 양자로 삼아 양통의 단일화를 꾀했다. 하지만 고레타다가 실권을 놓지 않았기 때문에 결국 싸움이 벌어졌다. 분메이 17년(1485년) 고레토시와 그 아들 대궁사 고레이에(惟家)는 사가라씨의 조력을 받았고, 고레타다와 그 아들 고레노리(惟憲)는 슈고 기쿠치 시게토모의 지원을 얻었다. 이들은 마카도바루(幕の平, 현 가미마시키군 야마토정 스기키・야마다)에서 격돌했다. 싸움은 고레타다와 고레노리측의 승리(마카도바루의 전투)로 끝났다.

### 히토요시와 야츠시로
남북조 시대에 구마지방의 사가라씨는 다라기의 가미사가라씨와 히토요시의 시모사가라씨로 나뉘어 아소씨처럼 대립을 거듭하고 있었다. 이 교착상태를 매듭짓고 가문의 통일을 이룬 사람은 분안(文安) 5년(1448년) 가미사가라를 멸망시킨 사가라 나가쓰구(相良長続)였다. 하지만 이 일은 분가에 의한 하극상으로 간주되고 있다. 나가쓰구는 슈고인 기쿠치 다메쿠니(菊池為邦)로부터 아시키타군의 영유권을 획득했고, 간쇼(寛正) 4년(1463년)에는 나와 아키타다(名和顕忠)를 도와준 대가로 다카다향(현재의 야쓰시로시 남부)도 영지로 편입시켰다.
사가라씨의 원조를 받아 야쓰시로성으로 돌아온 나와 아키타다는 다카다향을 아쉬워했다. 분에이 8년(1476년) 사쓰마의 우시쿠소인(牛屎院)으로 사가라씨가 출병하자, 아키타다는 그 틈을 파고들어 다카다향에 쳐들어갔다. 나가쓰구의 적자인 사가라 다메쓰구(相良為続)는 아마쿠사의 영주를 자기편으로 끌어들여 이 공격을 막았다. 분에이 14년(1482년) 아키타다가 또다시 쳐들어오자 다시한번 아마쿠사 세력과 힘을 합친 다메쓰구는 이를 물리쳤다. 다메쓰구는 그대로 야쓰시로를 공격해, 2년 후에는 제압에 성공했다. 그는 기세를 몰아서 도요후쿠(豊福, 현 우토시, 구 마쓰바세정)까지 진출했다. 하지만 메이오 8년(1499년)에는 기쿠치 요시카즈(菊池能運)의 조력을 얻은 나와씨에게 패하여, 마쓰바세와 야쓰시로를 포기하고 구마로 돌아왔다.

### 섬 지역에 기반한 무사단
아마쿠사 지방의 무사단은 거의 모든 섬에 존재해 있었다. 가마쿠라 시대 전기에 알려진 무사단으로는, 아마쿠사 시모시마섬 서북부의 기쿠치씨 계열로 알려진 지두직의 시키씨(志岐氏), 시모시마섬의 중남부 혼도지마의 오쿠라씨(大蔵氏) 계열로 알려진 아마쿠사씨(天草氏), <몽고습래회사>에 그 활약이 기록된 오야노섬(大矢野島)의 오야노씨가 있었다. 시키씨가 지두직을 얻은 것은 겐큐(元久) 2년(1205년)부터라고 한다. 시키씨는 이 지역에서는 신흥 세력이었기 때문에 호죠씨나 탄다이인 잇시키씨와 관계를 맺는 등 그때그때 권력자와의 연줄을 얻어서 세력을 유지하려 노력했다.
아마쿠사씨는 죠헤이・텐교의 난(承平天慶の乱)에서 활약한 오쿠라노 하루자네(大蔵春実)의 후예로 여겨진다. 죠에이(貞永) 2년(1233년) 하라다 다네나오(原田種直)의 여식 하리마노쓰보네(播磨局)가 혼도지마의 지두직을 계승한 것에서 시작한다. 오쿠라씨 계열로 알려진 오야노씨는 원나라 침략기에서의 기록 이후 그 활동이 불분명하다.
무로마치 시대 중기에는 아마쿠사 지방을 무대로 한 소란이 시작된다. 나와 아키타다를 사이에 두고 전개된 기쿠치씨와 사가라씨의 싸움은 아마쿠사의 여러 무사를 끌어들였다. 기쿠치 측에서 활약했던 아마쿠사 가미시마섬(天草上島)의 스모토씨(栖本氏)에 대한 기록이 남아 있다. 또한 이 무렵에는 아마쿠사씨의 세력이 강해져 시키씨와 고쓰우라씨(上津浦氏)를 압박했다. 이는 슈고인 기쿠치 요시카즈의 중재로 일단 진정됐으나, 전국 시대에 다시 한 번 전란이 일어나게 된다.

## 센고쿠 시대의 히고

### 기쿠치씨 종가의 단절
일본의 전국시대는 메이오의 정변(1493년) 혹은 오닌의 난(1467년)을 기점으로 하지만, 히고국의 전국시대는 기쿠치 요시카즈가 사망한 에이쇼(永正) 원년(1504년)을 시작으로 본다.

### 아소씨 전성기
현재의 야마토정 스기키 부근에서 벌어진 아소씨의 내부 분쟁인 마카도바루의 전투(馬門原の戦い)에 기쿠치 시게토모가 개입했으나 패배한 이후, 기쿠치씨의 지배영역은 줄어들었고, 지도력도 현저히 저하됐다. 가독을 이은 시게토모의 아들 요시카즈는 직신의 저항에 부딪혀, 분키(文亀) 원년(1501년)에 시마바라(島原)로 망명했다. 그러자 일족은 합의 끝에 우토 다메미쓰(宇土為光)를 슈고로 삼았다.
2년 후, 요시카즈는 아소씨, 사가라씨 등과 제휴하고, 아마쿠사씨 등의 지원을 받아 와이후(隈府) 탈환에 성공했다. 하지만, 전쟁에서 입은 부상이 원인이 돼 이듬해 사망했다. 요시카즈에게는 자식이 없었기에 상속 분쟁이 발발했다. 이후, 아소씨는 야베를 거점으로 세력을 확장했고 그 융성함이 극에 달했다.

### 기쿠치씨의 쇠퇴
요시카즈의 유언에 따라 기쿠치 시게야스(菊池重安)의 아들 마사타카(政隆)가 당주가 됐다. 그러나 이에 반발한 일족은 기쿠치씨 대신에, 세력을 기워온 아소 가문의 대궁사 아소 고레나가(阿蘇惟長, 기쿠치 다케쓰네(菊池武経))를 후계 슈고직에 추대했다.
에이쇼(永正) 3년(1506년), 고레나가의 배후에서 히고 장악을 획책하던 오토모씨가 병력을 끌고 직접 개입했다. 기쿠치성에 입성한 아소 고레나가는 대궁사직을 동생인 고레토요(惟豊)에게 물려주고 기쿠치 다케쓰네로 이름을 고쳐 당주의 자리에 올랐다. 마사타카는 도망친 뒤 다마나, 시마바라에서 저항을 이어갔으나, 3년 후에 포박돼 구메(久米)의 안코쿠사(安国寺, 기쿠치군 시스이정(泗水町))에서 자결했다.
하지만, 기쿠치 다케쓰네는 교만해져서 가신들의 지지를 얻지 못하고, 불과 3년만에 지위를 잃게 된다. 이 배경에는 흑막인 오토모 치카하루(大友親治)의 의향에 부응하지 못했기 때문이라는 설, 오토모씨가 기쿠치 가문을 탈취해 히고를 지배하려는 목적으로 다케쓰네를 쓰고 버릴 생각이었다는 설이 있다. 기쿠치 가문의 총령에는 다쿠마씨 출신인 기쿠치 다케카네(菊池武包)가 옹립되었으나 이는 형식적인 것에 불과했다.

### 기쿠치씨의 멸망
기쿠치씨의 종가가 단절되던 당시 계략을 꾸민 오토모 치카하루・요시아키(義鑑) 등의 목적은 기쿠치 가문 탈취와 히고 지배에 있었다. 에이쇼 17년(1520년) 요시아키의 동생 오토모 요시타케(大友義武)가 기쿠치 성을 자처하고 그 가독을 이었다. 하지만 그는 와이후에 들어가지 않고 구마모토 성(隈本城)을 본거지로 삼았다. 요시타케를 보필한 것은 가노코기 치카가즈(鹿子木親員), 혼죠 나가카타(本郷長賢), 다시마 시게카타(田島重賢) 등 아키타・타쿠마군의 무사였다. 특히 가노코기 치카가즈는 국내의 분쟁조정에서 활약했고, 또한 후지사키궁 재건을 주청하고 연가사(連歌師)와 교류하는 등 문인 무장으로서의 능력도 발휘했다.
하지만 오토모씨가 목적한 히고지배의 일환이었던 기쿠치 요시타케는 이윽고 독자적인 색채를 강화해 나갔다. 텐분(天文) 2년(1533년) 규슈 북부를 노린 오우치 요시타카(大内義隆)가 제시한 치쿠고 슈고직에 이끌려 출병한 일에서 요시타케의 생각이 명백히 드러났다. 이는 오토모 본가의 당주이자 요시타케의 형인 요시아키의 격노를 샀다. 요시아키는 히고에 쳐들어갔고, 요시타케는 시마바라를 거쳐 사가라 하루히로(相良晴広)의 밑으로 도망쳤다. 요시아키는 오우치씨와의 화친에 응한 뒤, 텐분 12년(1543년)에 히고 슈고직에 올라 히고의 대부분을 지배했다.
하지만 텐분 19년(1550년) 2월에 요시아키가 2층 붕괴의 변(二階崩れの変)으로 살해되자, 요시타케는 세력을 되찾고, 과거의 중신들과 나와씨・사가라씨등의 협조를 얻어 구마모토로 돌아왔다. 하지만 이번엔 아소씨와 죠씨(城氏)를 끌어들인 요시아키의 적자 요시시게(義鎮)의 공격을 받았다. 요시타케는 여기에 맞서기 어려워 시마바라로 도망쳤고, 다시 사가라씨에게 의지하게 된다.
사가라 하루히로는 사쓰마의 시마즈 다다요시(島津忠良)에게 화친 알선을 의뢰하는 등, 오토모 요시시게에게 기쿠치 요시타케와의 화해를 계속 청했으나 합의에 이르지는 못했다. 요시타케는 텐분 23년(1554년), 요시시게의 거듭된 귀환명령에 마음의 각오를 하고 붕고(豊後)로 귀환한다. 그러나 도중에 오토모 세력에게 둘러싸여 어쩔 수 없이 자결하고 만다. 이로써 히고 무사의 유력 집안인 기쿠치씨는 멸망했다. 오토모씨는 히고 북부를 장악했고, 정치 실무는 과거 기쿠치 가신단에게 맡기는 정책을 취했다.

### 각축장이 된 히고
일단 평안을 찾은 오토모씨의 지배 머지 않아 균열이 생겼다. 히고는 여러 세력이 각축장(草刈場)의 양상을 띠기 시작했다. 에이로쿠 2년(1559년), 현재의 기쿠치정에서 각자가 국인으로서 독자성을 내세운 구 기쿠치 가신 사이의 권력다툼이 격화되기 시작했다. 아카호시 치카이에(赤星親家)가 아와세가와(合勢川)의 전투에서 구마베 치카나가(隈部親永)에게 패하자, 그 아들 아카호시 무네이에(赤星統家)는 오토모씨에게 의탁했다. 이에 대한 대응으로 구마베씨는 히젠의 류조지 다카노부(龍造寺隆信)에게 도움을 청했다.
사태는 텐쇼 6년(1578년) 11월, 미미카와강의 전투(耳川の戦い)에서 오토모 소린(大友宗麟)이 패배하면서 요동치기 시작했다. 류조지씨는 이것을 호기로 여기고 남하를 개시하여, 2년 후에는 히고에 다다랐다. 다카노부는 쓰쓰카타케성(筒ヶ嶽城, 아라오시)의 쇼다이 치카타다(小池親伝)를 항복시키고, 그의 차남인 에가미 이에타네(江上家種)를 대장으로 하는 군대는 구마베씨와 공동전선을 폈다. 이들은 나가사카성(長坂城, 야마가 시)로 나가 아카호시 측의 호시코 나카쓰카사 가도마사(星子中務廉正)의 군대를 공략했다. 이듬해, 류조지씨는 적자 마사이에(政家)를 대장으로 삼아 다시 군대를 진출시켰다. 아카호시 치카이에는 인질을 보내고 항복한 뒤 기쿠치성에서 퇴거했다. 그 뒤로 구마베 치카나가가 입성하면서 히고 북부의 지배권은 오토모씨에서 류조지씨로 넘어갔다.
한편, 구마모토성(隈本城)을 지키던 죠 치카마사(城親賢)는 류조지・쿠마베 연합에 대항하기 위해 오토모씨가 아니라 사쓰마의 시마즈씨와 손을 잡았다. 시마즈씨와 국경을 접한 사가라씨는 에이로쿠 5년(1562년)에 기타하라씨의 영지 회복을 위해 시마즈 다카히사(島津貴久)와 맹약을 맺고 있었다. 하지만 사가라씨는 이듬해, 휴가국(日向国)의 이토씨(伊東氏)와 연계하여 시마즈씨의 다이묘진성(大明神城)을 떨어뜨렸다.
이로 인해 양자의 관계가 악화돼, 다카히사의 뒤를 이은 시마즈 요시히사(島津義久)는 에이로쿠 12년(1569년) 히시카리씨(菱刈氏)의 원군으로 오오쿠치(大口)에 있었던 사가라 세력을 쫓아냈다. 그 후, 시마즈씨는 텐쇼 6년(1578년)까지 사쓰마국, 오스미국, 휴가국을 연이어 통일하고, 이어서 미미가와강(耳川)의 싸움에서 오토모씨를 격파하여 북진의 발판을 굳히고 있었다.
텐쇼 8년(1580년) 죠씨의 요구에 응해 시마즈 요시히사는 사타 히사마사(佐多久政), 가와카미 다다토모(川上忠智)를 히고에 파견했다. 이들은 구마모토성을 거점으로 삼고, 오토모쪽에 붙은 야자키성(矢崎城, 미스미정)의 나카무라 고레후유(中村惟冬)를 공격해 쳐부수고, 이어 고시 치카타메(合志親為)가 굳게 지키는 다카바성(竹迫城)도 공략했다. 하지만, 이러한 시마즈씨의 원정은 사가라씨의 영지인 아시키타와 야쓰시로를 해로로 넘어야 하는 것이었기에, 이 때는 본격적인 공격이 이뤄지지는 않았다.
뜻하지 않게 히고의 방파제가 된 사가라씨는, 규슈 제패를 노리는 시마즈씨의 격렬한 공격을 받게 된다. 텐쇼 8년 9월, 시마즈 측은 니로 다다모토(新納忠元)를 장수로 하는 군대로 미나마타성을 공격해 1년간의 공방전 끝에 함락시켰다. 사가라 요시히(相良義陽)는 아시키타의 일곱 포구(葦北七浦)를 할양하는 조건으로 화친을 맺었다. 시마즈씨는 사가라씨에게 아소씨 공략의 선봉을 명했다. 사가라 요시히는 과거 맹우 사이였던 아소 측의 가이 치카나오(甲斐親直 혹은 소운(宗運))과 히비키노하라(響野原)의 전투에서 창을 맞댈 수밖에 없었다. 이 싸움에서 요시히는 전사한다.

### 아소씨, 야베의 거점을 잃다
류조지의 휘하에 있었던 히젠의 아리마 하루노부(有馬晴信)는 시마즈씨와 내통하고 있었다. 텐쇼 12년(1584년) 초, 류조지 다카노부(龍造寺隆信)는 배신자를 징벌하기 위해 병력을 시마바라로 보냈다. 시마즈 요시히사는 이것을 호기로 보았다. 3월, 대장 시마즈 이에히사(島津家久) 이하의 대군을 히젠으로 진격시켜, 류조지씨와의 결전(오키타나와테의 전투(沖田畷の戦い))에 임한 시마즈 측은 격전 끝에 승리를 거머쥐고 히고의 패권을 수중에 넣었다.역시나 히고 무사는 반항의 태도를 보이지 않았다. 9월 8일에는 시마즈 요시히로가 야쓰시로에 도착하고, 12일에는 구마모토성에 입성했다. 구마베 치카야스(隈部親泰) 등 히고 북부의 국인들도 공순의 뜻을 표하는 가운데, 유일하게 오토모씨와 연계하고 있던 아소씨만 이에 따르지 않았다.
하지만 아소측의 지장 가이 치카나오가 텐쇼 13년(1585년) 7월 3일에 죽자 시마즈씨는 공격을 개시했다. 이들은 에후네의 다시로 요시타카(田代快尊)・무네쓰타(宗傳) 부자 등 아소 측 세력의 성을 차례로 함락시키고, 이듬해에는 아소의 본거지 야베를 함락시켜 히고 제압을 완성했다.
시마즈씨는 가고시마의 다네가섬(種子島)에 전래된 철포를 주무기로 삼아 규슈 각지의 싸움에서 압도적인 모습을 보였다. 시마즈씨는 야쓰시로를 거점으로 삼고, 각 요충지에 휘하의 수하들을 두어 히고 지배를 시작했다. 하지만, 이미 점령한 휴가국에서처럼 지두직에 가신들을 앉히고, 그 휘하에 지역의 무사단을 두어 군사조직화하는 데에는 이르지 못했다. 이는, 서로 다른 통치수법을 쓰려고 한 것이 아니라, 오와리국에서 시작된 새로운 시대의 흐름이 여유를 주지 않았기 때문이다.

### 아마쿠사에 전파된 기독교
전국시대는 아마쿠사에도 찾아와 각 씨족은 싸움을 거듭하고 있었다. 이 상황에 파문을 일으킨 것은 에이로쿠 3년(1560년), 스모토씨(栖本氏)를 공격한 고쓰우라씨(上津浦氏)를 지원한 마쓰라 다카노부(松浦隆信)가 도입한 철포대의 위력이었다. 아마쿠사의 각 가문은 그 유효성을 인정하고 철포를 도입하기 위해 포르투갈 선교사의 기독교 포교를 허락했다.
에이로쿠 9년(1566년), 시키 시게쓰네(志岐鎮経)는 구치노쓰(口之津)의 일본 포교장(布教長) 고스메 드 토레스(Cosme de Torres)에게 선교사 파견을 요청했다. 이에 따라 루이스 드 알메이다(Luis de Almeida)가 시키(志岐)로 떠나 교회당을 지었다. 또한 그는 시게쓰네에게 세례를 실시하여 ‘돈 조안’이라는 세례명을 줬다.
이 교회당은 일본 포교의 일대 거점이 되어, 에이로쿠 11년(1568년)에는 일본 각지의 선교사들이 여기에 모여 회의를 했다. 겐키(元亀) 원년(1570년)에는 토레스가 은퇴하고 프란시스코 가브랄(Francisco Cabral)로 포교장 인계가 이뤄졌다. 시키씨의 영지인 토미오카항(富岡港, 현 아시키타 정)에는 가브랄과 함께 그네키-솔도 오르간티노(Gnecchi-Soldo Organtino)도 상륙했다.
그러나 뒤에 시키 시게쓰네는 배교하고 기독교도를 박해하는 쪽으로 돌아섰다. 이 배경에는 토레스의 죽음, 후임인 가브랄과의 성격 차이, 가신과 무역선원 사이에 생긴 갈등 등이 있었다. 하지만 남만무역의 본거지가 나가사키로 옮겨진 것이 결정적이었다. 루이스 프로이스가 저술한 <일본사>에서 시게쓰네는 평판이 아주 나쁘게 적혀 있다.
시키씨를 대신해 기독교를 수용한 것은 아마쿠사 후미나오(天草鎮尚, 세례명 미겔)이었다. 그는 겐키 2년(1571년, 에이로쿠 12년이라고도 한다) 알메이다를 초청해, 적남인 히사타네(久種, 세례명 조안) 이하 가신들과 함께 세례를 받았다. 그 후 몇 년 동안 시모시마섬 중남부를 기점으로 아마쿠사 제도 전역에 기독교가 퍼졌다.
시마즈씨가 히고를 제압할 때, 아마쿠사 지방도 그 지배 하에 들어갔다. 그러나 시키씨・아마쿠사씨・ 고쓰우라씨(上津浦氏) ・오야노씨(大矢野氏) ・스모토씨(栖本氏)는 각각 독자성을 유지하고, 국인으로서의 명맥을 이어갔다. 이들을 가르켜 아마쿠사 5인중(天草五人衆)이라 부른다.

### 항만도시의 발달
중세 후기 일본은 경제가 발달함에 따라 교역도 활발해졌다. 히고에도 외국까지 알려진 항만도시가 발달했다. 다카세(高瀬, 현 다마나시)는 하쿠자키궁(筥崎宮)령에 속하며, 기쿠치강과 하네기강(繁根木川) 하구에 낀 교통의 요지였다. 가마쿠라 시대에는 시종(時宗)의 간교사(願行寺) 등이 건립됐고, 명나라에 도해하기 전에 젯카이 츄신(絶海中津)도 들렀다고 한다. 죠와(貞和) 3년/코코쿠(興国) 7년(1347년)에는 기쿠치 다케미쓰(菊池武光)의 동생 다케히사(武尚)가 호타기성(保田木城)을 쌓고 이후 다카세씨를 자칭했다. 다카세씨는 간교사를 비롯한 불각(仏閣)에 기부하고, 마을 정비 등에 힘써 객주(問屋) 마을과 직인 마을의 형성에 기여했다. 조선과의 무역도 활발히 이뤄졌는데, 나중에 다카세강 바닥에서 발견된 중국의 청자류에서도 그 번영한 모습을 엿볼 수 있다. 기쿠치 요시카즈(菊池能運)가 우토 다메미쓰(宇土為光)를 토벌했을 때에 다카세 다케모토(高瀬武基)가 전사하자, 호타기성은 주인이 없는 상태가 됐다. 이곳은 후에 오토모씨의 히고 지배기 때 자치도시로서의 성격을 강화했다.
아시카가 다다후유를 맞이한 가와시리 유키토시(河尻幸俊)가 거점으로 삼은 가와시리도 시라카와강과 미도리카와강의 하구 지역의 항만도시로 번영했다. 에이쇼 14년(1517년)에 이곳을 방문한 연가사인 소세키(宗碩)는 “천 대의 배가 모여드는 강과 뿔뿔이 흩어지는 버드나무 그늘”(千舟より川やちりはう柳かげ)이라고 가와시리의 모습을 읊었다. 오에이 연간에 가와시리씨의 세력이 쇠퇴하면서 가와시리는 특정 세력의 지배를 받지 않는 ‘공계’(公界)로서 성격을 강화했다. 텐분(天文) 8년(1539년) 기쿠치 측과 사가라 측은 이해조정의 회담장을 가와시리에 세웠다. 또한 시마즈 이에히사 일행이 상경하던 도중 가와시리를 지나면서 통행세(関銭)를 지불했는데, 이런 일들은 ‘공계’ 가와시리에서만 있었던 일이라고 한다. 선교사 알메이다는 에이로쿠 7년(1564년)의 편지에서 가와시리를 가리켜 ‘커다란 마을’이라는 기술을 남겼다.
켄무(建武) 신정에서의 논공행상에서 지두직을 얻은 나와 요시타카(名和義高)는 야쓰시로로 들어가 야쓰시로 성을 쌓았다. 이후 야쓰시로는 성하마을(城下町) 및 야쓰시로 신사의 문전마을(門前町)로써 번영했다. 사가라씨가 다스릴 때는 외항인 토쿠부치우라(徳淵浦)를 기점으로 하는 무역으로 야쓰시로는 번성했다. 사가라 요시시게(相良義滋)와 하루히로(晴広)는 무역선 ‘이치쿠루마루’(市来丸)를 건조해 주로 류큐 무역을 했다. 마을 주민(町衆)들의 중국 무역도 활발했다.

### 아소가의 본거지, 야마토정 ‘하마노야가타’의 출토품
이들 도시로 대표되는 교역활동이 가져온 결실의 일부가 아소씨의 본거지였던 야베정(현 야마토정)에서 발견됐다. 1973년(쇼와 48년), 구마모토현 교육위원회는 현립 야베 고등학교 부지를 조사하여, 건물 및 정원 유적을 발굴했다. 이어서, 황금 연판, 백자, 청자, 청화, 삼채, 녹유 등의 도자기들이 출토됐다. 이들은 대부분 수입품이었고, 이 유적은 아소씨의 본거지인 ‘하마노야가타’(浜の館)였던 걸로 파악된다. 출토품 21점은 ‘히고 아소씨 하마어소 유적 출토품’(肥後阿蘇氏浜御所跡出土品)이란 명칭으로 국가 중요문화재로 지정됐다.

## 근세의 시작

### 도요토미 히데요시의 규슈통일
일본사에서 일반적으로 근세는 오다 노부나가의 상경(上洛)을 기점으로 한다. 하지만 히고에서는 도요토미 히데요시의 규슈 통일을 시작으로 보고 있다. 텐쇼 15년(1587년) 3월, 대군을 이끌고 규슈에 들어온 히데요시는 이후 문자 그대로 파죽지세로 남하했다. 4월 11일에는 히고 난칸(肥後南関), 16일에는 구마모토성, 19일에는 야쓰시로성, 26일에는 미나마타성에 이르렀다. 5월 8일에는 이즈미(出水)에서 시마즈 요시히사(島津義久)를, 이어서 시마즈 요시히로(島津義弘)・니로 다다모토(新納忠元)를 항복시키고 발길을 돌려 6월 2일에는 구마모토로 돌아왔다.
그리고 히데요시는 히고의 국인 52명에게 본령안도(本領安堵)의 서장을 보내는 동시에 삿사 나리마사(佐佐成政)에게 히고 1국을 주었다. 같은 달 7일에는 고바야카와 다카카게(小早川隆景)에게 치쿠젠과 치쿠고를, 구로다 요시타카(黒田孝高)에게 부젠의 6군을 줬다. 규슈 각국의 분배를 마친 히데요시는 오사카로 돌아갔다.

### 난치의 나라의 삿사 나리마사
오다 노부나가 휘하의 맹장으로 명성이 높았던 삿사 나리마사는 히데요시에게 반발하여 몇 차례 반기를 들었다가 항복하기를 거듭했다. 그러한 나리마사가 히고국을 받은 것은 의외라는 평도 있다. 그러나 규슈 원정 중인 5월에 히고의 국인 사가라 요리히사(相良頼房)와 오야노 다네모토(大矢野種基)가 수령한 본령 안도의 증명서(朱印状)에는 ‘하시바 무츠노카미(羽柴陸奥守, 즉 삿사 나리마사)에게 요리키(与力)시키다’라고 되어 있다. 이 문서에서 이미 나리마사에게 관직과 하시바 성이 수여된 것을 보면, 히데요시는 이 때 이미 나리마사에게 히고를 통치하게 하려고 예정하고 있었음을 알 수 있다.
또한 6월 2일에는 나리마사를 시종(侍従)으로 임명하고, 히고국인 52인에게 보낸 서장에서도 영지의 목록을 나리마사에게 받으라는 지시를 내린 것으로 보아, 히데요시는 나리마사에게 기대를 걸었던 걸로 보인다. 또한, 히데요시는 히고통치에 대하여 봉기(一揆)가 일어나지 않게 할 것, 국인의 영지 안도, 3년간 검지 금지 등을 엄명한 5개조의 정서(定書)를 내렸다. 그 수신인은 ‘삿사 구라노스케’(佐々内蔵助)로 되어 있는데 그 신빙성에 대해서는 이런저런 논란이 있다.
‘난치의 나라’로 알려진 히고의 행정에 나선 삿사 나리마사는 영지 목록을 작성하기 위해 각 국인에게 영지의 검지를 요구했다. 주인장(朱印状)에 따르면, 본령 안도에는 나리마사를 따라 목록을 받는 것이 조건으로 명시돼 있었다. 그러나 국인들은 이런 식의 주종관계(寄親・寄子)를 이해할 수 없었고, 이는 히데요시가 보장한 자치권을 침해하는 것으로 여겨졌다.
가장 먼저 반발의 태도를 보인 것은 구마모토성을 거점으로 하던 구마베 치카나가(隈部親永)였다. 그는 주인장을 방패삼아 검지를 거부했고, 이른바 히고국인의 봉기가 발발했다. 8월 6일, 나리마사는 조카인 삿사 무네요시(佐々宗能)를 시켜 반란을 토벌하려 했으나 저항을 받았다. 그러자 나리마사는 가신을 통해 징집한 국인들을 더해 총 6000명의 군세로 구마모토성을 공격했다. 치카나가는 아들인 야마가 치카야스(山鹿親安)의 죠무라성(城村城)에 들어가 여기에서 농성했다. 이어 히고 내의 국인들에게 격문을 날렸다. 이에 호응한 것은 미후네성(御船城)의 가이 치카후사(甲斐親房)・치카히데(親英)였다. 아카호시씨, 죠씨, 다쿠마씨 등 유력한 국인도 이에 합류하여 총 3만5000명의 봉기군은 구마모토성으로 향했다.
이 보고를 받은 삿사 나리마사는 와이후성(隈府城, 기쿠치성)에 부속성(付城)을 쌓고, 급히 구마모토로 돌아왔다. 나리마사는 쓰보이강(坪井川)에서 봉기군을 깨뜨렸으나, 와이후에서는 삿사 무네요시(佐々宗能)가 구마베 측의 우치쿠가 시게후사(内空閑静房)에게 패해 죽었다. 뿐만 아니라, 다나카성(田中城, 기쿠치군)에서 와니 사카자네(和仁親実)와 헤바루 치카유키(辺春親行) 등도 900명의 사병으로 궐기했다. 나리마사의 구원 요청을 받은 야나가와(柳川)의 다치바나 무네시게(立花宗茂)는 2000명의 군사를 와이후성으로 보냈고, 다나카성에도 안코쿠지 에케이(安国寺恵瓊), 나베시마 씨(鍋島氏) 등이 공격해 왔다.
봉기의 소식을 들은 히데요시는 12월, 인접한 여러 다이묘에게 출병을 명해 히고 진압과 국인 섬멸을 지시했다. 대군에 둘러싸인 구마베 치카나가・치카야스는 항복했으나 처형당했다. 안코쿠지 에케이는 와니 치카자네(和仁親実) 등 가신들의 충절을 칭송했으나, 히데요시는 이들을 용서하지 않고 모조리 처벌했다. 또한 텐쇼 16년(1588년)에는 아사노 나가요시(浅野長吉)를 비롯해 휘하 장수 8명과 2만명의 병력을 히고에 보내, 잔당을 이잡듯 뒤지고 검지를 실시하는 등 통치를 시행했다. 히데요시는 봉기 발발의 책임을 삿사 나리마사에게 물었고, 나리마사는 윤5월 14일 아마가사키(尼崎)에서 할복하게 된다.

### 잔당의 진압
나리마사가 할복한 다음날, 히데요시는 히고를 양분해 가토 기요마사(加藤清正)와 고니시 유키나가(小西行長)에게 주었다. 기요마사는 구마모토성에 근거하여, 히고 북부 19만 5천석의 영내에 모리모토 가즈히사(森本一久) 등을 배치했다. 또한, 요리키(与力)로서 활동했던 국인, 삿사의 구신, 영내와 다국의 낭인 등을 불러들였다. 한편, 유키나가는 우토성을 거점으로 하고, 히고 남부와 아마쿠사 14만 5천석을 영유하면서 직신을 요지에 배치했다. 히토요시의 사가라씨는 히데요시 진공시에 시마즈씨에 붙었으나, 가신 후카미 소호(深水宗方)의 끈질긴 교섭이 효과를 봤다. 비록, 야쓰시로와 아시키타를 잃기는 했으나 히토요시의 본령은 안도되었다. 하지만 봉기 당시에 히데요시의 명을 받아 봉기 진압에 나선 시마즈 요시히로(島津義弘)、이쥬인 다다무네(伊集院忠棟)의 군세를 사시키에서 발묶이게 하는 실수를 범한다. 이것은 삿사 나리마사가 시마즈 군이 자신을 토벌하기 위해 출진한 것으로 착각해 그 발을 묶을 것을 사가라 가문에 의뢰한 데 따른 행위였다.
타다무네는 이시다 미쓰나리, 호소카와 후지타카(細川藤孝)에게 “사가라의 군대 저지행위는 봉기 행동이므로 사가라 요리후사(相良頼房)가 오사카에 올라왔을 때 이를 규탄해야 한다”고 호소했다. 미쓰나리와 후지타카도 사가라씨의 행위를 역심으로 판단하고 요시히로가 상경했을 때 그 당시의 사정을 히데요시에게 들려줄 심산이라고 말했다. 당연히 히데요시도 이 사실에 격노했으나, 후카미 소호가 오사카에 가서 사정을 말하고 사죄한 덕분에 이를 용서했다. 결과적으로 사가라씨는 영지를 안도받았다.
국인의 봉기 때 삿사 쪽으로 가담했던 아마쿠사 5인중(天草五人衆)은 텐쇼 17년(1589년)에 고니시 유키나가가 우토성 개축(普請)을 위한 자본 공출을 명하자 반란을 일으켰다. 처음에는 시키 린센(志岐麟泉)이 이의를 제기하며 궐기했고, 아마쿠사 다네모토(天草種元)・코쓰우라 다네나오(上津浦種直)・오야노 다네모토(大矢野種基)・스모토 치카타카(栖本親高)도 이에 동조해 봉기를 일으켰다. 유키나가는 3000명의 병사를 보냈으나, 연합한 아마쿠사 5인중은 5600명의 병사를 모아 후쿠로우라(袋浦, 토미오카)에서 고니시군을 격파했다.
유키나가는 가토 기요마사 및 히젠의 아리마(有馬)씨, 오무라(大村)씨로부터 응원군을 얻어 포위망을 형성하고 공격해 들어갔다. 이 싸움에서 기요마사가 가장 활약했으며, 유키나가는 같은 기리시탄의 정이 작용했는지 뒤에서 투항을 권했다. 하지만 봉기군은 혼도성(本渡城)에 틀어박혀 철저한 항전 태도를 버리지 않았고, 결국 많은 이가 전사했다. 시키 린센은 사쓰마로 도망쳤고, 다른 네 가문은 결국 항복하고 유키나가의 가신단으로 편입됐다.
히데요시의 명에 따라 기요마사, 유키나가, 사가라씨 등 규슈의 각 다이묘가 조선으로 출병한 틈을 다, 텐쇼 20년(1592년) 시마즈의 가신 우메키타 구니카네(梅北国兼)와 다지리 다지마(田尻但馬) 등은 이른바 우메키타 봉기(梅北一揆)를 일으켰다. 이들은 히고의 사시키성(아시키타 정)에 틀어박혀 주변에도 궐기를 촉구했으며, 이어 야쓰시로에도 병사를 보냈다. 하지만, 현지의 유력자들은 쉽게 동조하지 않았다. 그들은 사가라씨 등 진압군 측의 우세를 확인하자 반 봉기군 측에 가담했고, 결국 우메키타 등은 패퇴했다. 나고야에서 봉기 소식을 접한 히데요시는, 아사노 나가마사(浅野長政)와 그 아들인 요시나가(幸長)를 파견해 봉기를 진압하고 지방의 여러 성에 대한 감시를 강화하게 했다. 더욱이 봉기가 종결된 후에는 시마즈 토시히사(島津歳久)와 아소 고레미츠(阿蘇惟光)가 이들을 배후에서 조종했다고 하여 단죄했다. 히데요시는 다이묘 세력의 강화와 잠재적인 반란분자 억제라는 결실을 일거에 수중에 넣었다.

## 막번체제의 성립

### 가토 기요마사와 그 자손

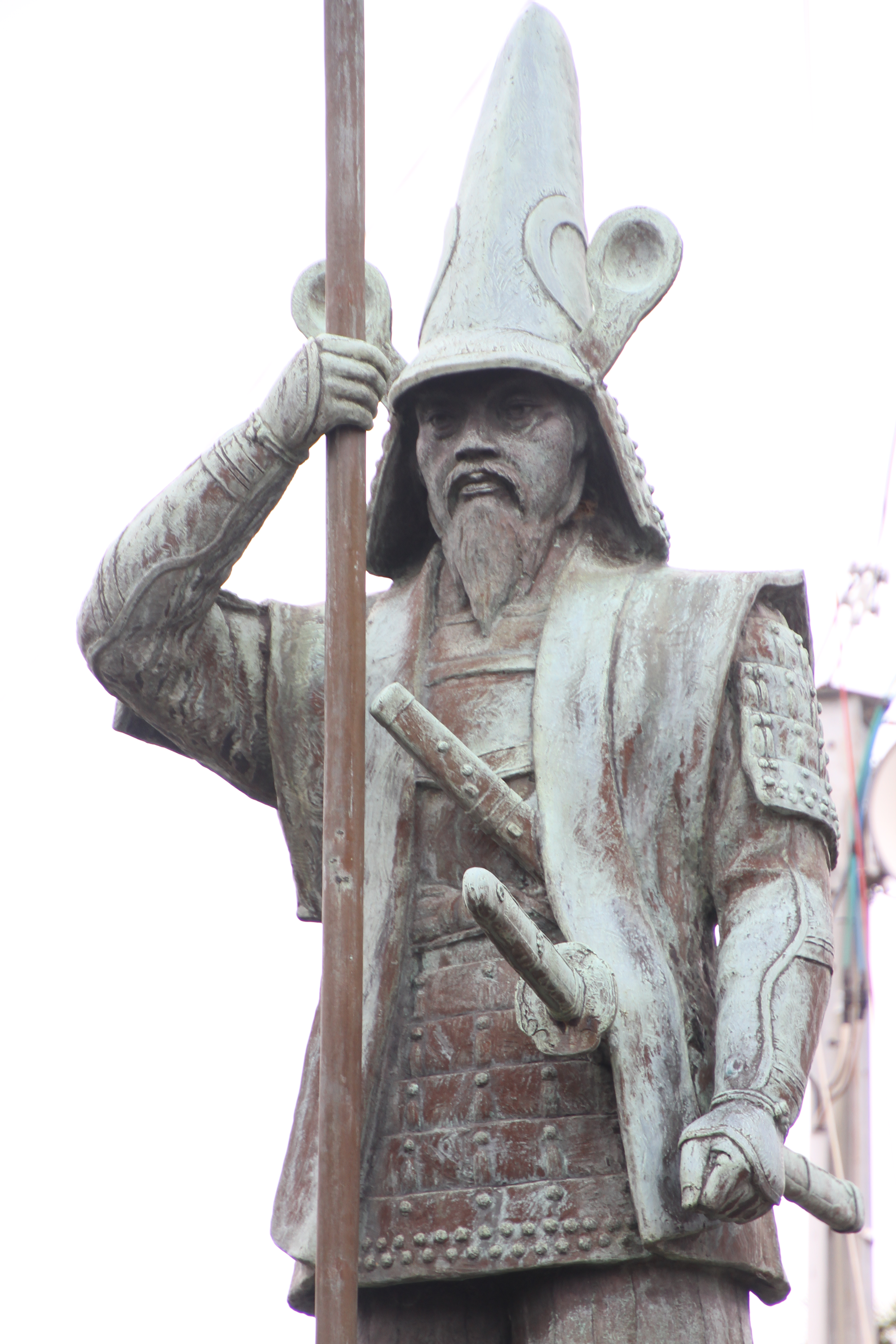
가토 기요마사의 동상

케이초 5년(1600년) 9월, 양분된 천하를 결정짓는 전투(세키가하라 전투)에서 규슈의 다이묘도 동서로 나뉘었다. 도쿠가와 측(동군)에는 가토 기요마사 외에 쿠로다(나카쓰), 나베시마(히젠), 호소카와(코쿠라) 등이, 이시다 측(서군)에는 코니시 유키나가 외에 시마즈, 오토모, 타치바나(야나가와)가 붙었다. 사가라씨는 당초 서군에 속했으나, 기후성의 전투 이후 동군으로 갈아탔다.
히고에서는 아리마, 오무라씨의 지원을 받은 기요마사가 시마즈씨 등의 조력을 얻은 우토 하야토(코니시 유키카게)가 지키는 우토성을 공격했다. 공방전은 장기화되어 10월까지 이어졌으나, 이시다 측의 패배와 코니시 유키나가의 처형 소식이 전해지면서 하야토는 성문을 열고 자결했다.
전후의 논공행상에서 가토 기요마사는 히토요시와 아마쿠사를 제외한 히고 일국을 얻어, 구마모토번이 성립됐다. 그 석고는 기존의 19만 5000석에 코니시 씨의 옛 땅 14만 5000석과 붕고(豊後)의 일부, 구 도요토미 가문의 직할령이 더해져 도합 54만 석이 됐다. 단숨에 대 다이묘의 반열에 오른 기요마사는 가신단을 확장할 수 밖에 없었다. 그는 코니시와 타치바나씨의 옛 가신들을 불러들이기로 했다.
그리고, 게이쵸 연간에는 수복을 거듭하며 사용하던 구마모토성(隈本城)을 포함한 챠우스산 일대에 대규모의 근대식 성을 짓는 공사에 착수했다. 토목과 치수의 재능이 유감없이 발휘된 결과 구마모토성(熊本城)이 게이쵸 12년(1607년)에 완공됐다. 이 때, 기요마사는 기존의 ‘구마모토’의 한자를 ‘隈本’에서 ‘熊本’로 고쳤다. 이는 일본어로 한자 ‘隈’(쿠마)를 ‘언덕에서 걱정하다’라고도 읽을 수 있기에, 다이묘의 거성으로는 어울리지 않는다고 생각 한 데 따른 것이라 한다. 이 축성의 모습을 노래한 광가(狂歌) '구마모토에 / 돌 굴리는 챠우스 산 / 적에게는 가토의 성주인가'가 유행하여 기요마사는 기뻐했다고도 한다.
치수사업과 그 가리스마로 인해 영민들의 사랑을 받았고, 남만 무역에도 열심이었던 기요마사는 게이쵸 16년(1611년), 교토의 니조성에서 열린 토쿠가와 이에야스, 도요토미 히데요리의 회견에 참석했다. 그러나 히고로 돌아가는 배 안에서 사망했다. 당시 적남인 가토 다다히로는 10세였다. 에도 막부는 토도 타카토라(藤堂高虎)를 감국(監国) 자격으로 히고에 파견하고, 5가로를 정해 그들의 합의제로 번정을 운영했다. 이듬해에는 타다히로의 상속이 인정됐으나 이 때도 막부는 미나마타, 우토, 야베의 세 성을 파괴할 것을 지시하고, 5가로의 인사이동을 명령했다. 이 명령에 따라 필두 가로였던 가토 미마사카(加藤美作)가 격하되고, 가토 우마노스케(加藤右馬允)가 필두 겸 야쓰시로 성주대리에 취임했는데 여기서 문제가 발생했다.
겐나(元和) 4년(1618년), 우마노스케 파(우마카타)는 미마사카 일파(우시카타)가 모반할 염려가 있다고 호소했고, 미마사카는 즉각 이에 대한 반론을 상주했다. 이는 쇼군인 토쿠가와 히데타다의 재량 사항이 됐다. 오사카 여름의 진에서 우시카타는 도요토미 측에 내통했다는 혐의와 토쿠가와 측에 대한 온갖 헛소문을 유포시켰다고 단죄되어 미마사카 일파는 모두 형에 처해졌다. 이 사건의 배경에는 기요마사가 급격히 가신단을 확대시킨 점도 거론된다. 기요마사가 사망하면서 원래는 여러 방면에서 모인 집단의 결속력에 균열이 생긴 결과라는 것이다. 이 사건은 ‘우시카타와 우마카타의 소동’(牛方馬方騒動)이라고 불린다.
어린 나이였기에 소동에 대한 처벌을 받지 않았던 가토 타다히로는 나중에 쇼군 가문의 상속 싸움에 휘말리게 된다. 간에이 9년(1632년) 토쿠가와 히데타다가 사망하자, 타다나가를 받들고 이에미츠를 암살하겠다는 계획이 담긴 괴문서가 에도의 각 다이묘 가문에 전달됐다. 에도에 있었던 타다히로의 적자 미쓰히로는 이를 막부에 전하지 않았고, 전부터 타다나가와 친분이 있던 가토씨도 처벌의 대상이 됐다. 히고국은 몰수되어 타다히로는 개역, 미쓰히로는 유배형에 처해졌다. 히고에는 호소카와씨(細川氏)가 전봉되었다.

### 아마쿠사의 상황
옛 고니시 유키나가의 영지 중에 아마쿠사는 구마모토번에 포함되지 않고, 데라자와 히로타카(寺沢広高)의 히젠 가라쓰번의 월경지가 되었다. 이곳은 한때 구마모토 번령이었지만, 열성적인 법화경(法華経, 妙法蓮華経)의 신자였던 가토 기요마사는 키리시탄이 뿌리내린 이곳을 싫어했기에 이곳과 붕고의 쓰루사키(鶴崎)와의 교환을 신청해 게이쵸 8년(1603년)에 인정받았다고도 한다. 하지만 나중의 연구에 따르면 적어도 게이쵸 6년에 구마모토 번령에는 아마쿠사가 없고 쓰루사키가 있다는 점, 히젠 가라쓰번의 아마쿠사 지배를 나타내는 증거가 발견되어 위 설에 대한 의문이 제기되고 있다.
텐쇼 15년(1587년) 발포된 사제 추방령 이후에도 고니시 유키나가 휘하였던 아마쿠사 영주들에 의한 기독교 보호는 이어져 아마쿠사 제도는 키리시탄의 본거지가 되어간다. 오토모씨가 쇠퇴함에 따라 붕고에 있었던 노비샤드(수련원)와 코레지오(대신학교)가 아마쿠사로 옮겨가, 가와치우라(河内浦)에 노비샤드와 아마쿠사 코레지오가 세워졌다. 또한 예수회 사제와 수도사들이 체재하면서 포교를 하는 한편, 활판인쇄기를 도입해 <이솝 우화>와 <헤이케모노가타리>, 사전 등의 출판활동도 이뤄졌다. 분로쿠 원년(1592년)에는 아마쿠사의 4개소에 레지덴시아(사제관)가, 게이초 4년(1599년)에는 나가사키에서 옮겨온 세미나리요(소 신학교)가 시키(志岐)에, 그리고 이듬해에는 천주당이 7개소에 건설됐다. 아마쿠사 제도 주민의 과반수는 기독교에 귀의하고 있었다.
한때는 세례를 받고 예수회에 협력적이었던 데라자와 히로타카였으나, 게이초 9년(1604년)에는 태도를 바꿔 탄압하는 입장이 됐다. 이 태도 변화는 순수한 종교적 동기가 아니라 정치적인 의도에서 비롯한 것이라고 한다. 게이초 18년(1613년) 막부가 선교사 추방령을 내리자, 데라자와 씨는 선교사를 외국으로 추방하고 레지덴시아를 철거하기 시작했다. 키리시탄의 지도자들은 개종할 때까지 고문을 당했고, 일반 신자들도 관리들로부터 개종을 강요받았다.
한편으로 데라자와 씨는 아마쿠사에 대해 강압적인 지배 방침을 내렸다. 히젠 가라쓰번에 의한 검지의 결과 아마쿠사의 석고는 쌀 수확량으로 3만7천석(기타 상품작물이나 어업, 염업 등 5천석이 있어 아마쿠사의 총 석고는 4만 2천석)으로 책정됐다. 이는 아마쿠사의 실력과 관계없는 과대평가로, 그 배경에는 데라자와씨가 자신의 번을 더 크게 보이게 하려는 허세가 있었다고 한다. 그러나 영민에게는 어디까지나 석고에 상당하는 조세가 부과됐고, 거의 같은 상황이었던 시마바라의 영민들도 착취에 시달렸다.
시마바라의 난은 간에이 14년(1637년) 10월, 시마바라의 지방관 관사 습격으로 시작한다. 거의 같은 시기에 오야노에서도 농민들이 봉기했다. 이들은 코니시 유키나가의 구신 마스다 요시쓰구(益田好次)의 아들 아마쿠사 시로(天草四郎)를 ‘마마코스 상인(마르코스 페레이라 신부를 가리킴)이 예언한 천동(天童)’이라 받들고 봉기했다.
소식을 접한 가라쓰번은 1500명의 군사를 보냈으나 봉기군 측은 이를 격파하고 혼도에 진출했다. 이어서 아마쿠사 지배의 본거지 토미오카성(富岡城)을 에워쌌다. 그러나 성은 좀처럼 함락되지 않았고, 이윽고 구마모토 번에서 토벌군이 온다는 소식이 나돌자 일행은 시마바라로 돌아갔다. 그 후, 이들은 하라성(原城)터에서 농성했으나 규슈 각 번에서 온 군대의 총공격에 노출돼, 단 한명의 내통자를 제외한 전부가 토벌되어 죽었다. 아마쿠사 시로를 죽인 자는 구마모토번의 진사사에몬(陳佐左衛門)이었다.
난 이후, 시마바라의 마쓰쿠라씨는 개역됐고, 아마쿠사는 데라자와씨에서 빗츄국 나리와번(成羽藩)의 야마자키 이에하루(山崎家治)의 영지로 바뀌었다. 이 때, 나리와번에 의한 조사에서 쌀의 석고 3만8732석 중 6732석이 없어지고 3302석이 파괴됐다고 한다. 이에하루는 토미오카 성 수축 등에 나섰으나, 간에이 18년(1641년) 사누키국 마루가메번(丸亀藩)으로 전봉되었다. 이후 아마쿠사는 천령(天領, 막부 직할령)이 되어, 지방관인 대관에는 스즈키 시게나리(鈴木重成)가 임명되었다.

### 히토요시번의 성립

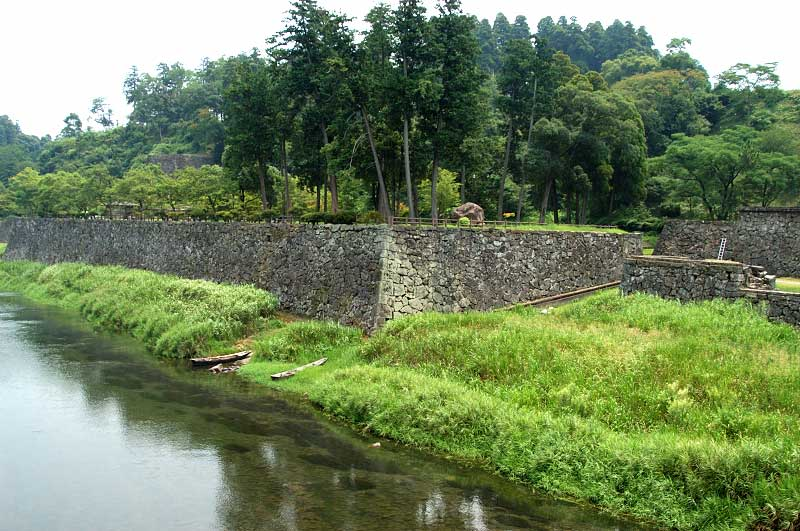
히토요시성의 석축

히데요시가 규슈를 통일할 때에 사가라 가문의 존속에 분주했던 후카미 소호(深水宗方)는 자신의 후계 봉행(奉行)으로 인도 요리야스(犬童頼安)의 적자인 인도 요리모리(犬童頼兄)를 지명했다. 하지만 일족의 반대에 부딪혀 요리모리와 함께 자신의 조카인 후카미 요리쿠라(深水頼蔵) 두 사람을 후계로 삼았다. 당주인 사가라 요리후사(相良頼房)는 조선에 출병했을 때에 후카미 요리쿠라를 군사(참모), 인도 요리모리를 그 보좌역으로 삼았으나, 두 사람은 사이가 좋지 못했다. 그 영향으로 조선 출병으로 당주가 부재한 때를 노리고 후카미 일족은 소동을 일으키거나, 가토 기요마사에 의지해 사사키로 도주하는 등 여러가지 일을 벌였으나 전부 실패했다. 요리쿠라는 기요마사를 따라 울산성 전투에 나섰으나 사망했고, 요리모리는 사가라 가문 내에서의 지위를 높여갔다.
위상을 확고히 한 요리모리는 세키가하라의 전투에서도 토쿠가와 측과의 밀통에서도 활약하여 사가라 가의 안위에 기여했으나, 나중에는 전횡이 두드러지게 됐다. 사가라 요리후사는 요리모리를 단죄할 것을 유언으로 남겼고, 요리후사의 뒤를 이은 사가라 요리히로(相良頼寛)는 막부에 요리모리의 단죄를 요청했다. 간에이 17년(1640년), 요리모리 등은 에도에 불려가 이나바 마사토시(稲葉正利)에게 맡겨졌다. 히토요시에 남은 일족은 저택에 틀어박혀 저항했으나 이것도 진압됐다. 요리모리는 최종적으로 츠가루(津軽)에 유배되어 거기서 죽었다.
히토요시 번 사가라 가는, 에도 시대의 여러 번 중에서 시마즈씨와 더불어 가장 옛날부터 지속된 가문이 됐다. 그 석고는 2만 2000석이라고 한다. 근세 히토요시성의 건축은 분로쿠(文禄) 년간부터 시작됐으나, 본격적인 건축은 게이초 12년(1607년)부터라고 한다. 히토요시 번에서는 병농분리가 이뤄지지 않았고, 각 마을에는 향시(郷侍)들이 거주하고 있었다.

### 호소카와의 입국
칸에이 9년(1632년), 히고국에 호소카와 다다토시(細川忠利)가 들어왔다. 일행은 선두에 가토 기요마사의 위패를 내걸고 구마모토성에 입장한 뒤, 먼저 기요마사공 묘를 향해 멀리서 절을 했다(요배)고 한다. 은거하고 있던 타다토시의 선대인 타다오키(忠興)은 야쓰시로 성으로 들어갔다.
전국시대에는 주군이 죽으면 가신이 이를 좇아 할복하는 풍습이 있었고 이는 에도시대 초기까지 계속됐다. 호소카와 가의 경우 간에이 18년(1641년) 3월에 번주인 호소카와 타다토시, 쇼호 2년(1645년) 윤5월에는 그 동생인 타쓰타카(立孝), 같은 해 12월에는 전 번주 타다오키, 게이안(慶安) 2년(1649년)에는 2대 번주이자 타다토시의 아들인 미쓰나오(光尚)가 죽었다. 이 때마다 여러 명의 순사자가 나왔다. 이 때의 일을 바탕으로 모리 오가이(森鷗外)는 <아베 일족>(阿部一族), <오키쓰야고에몬의 유서>(興津弥五右衛門の遺書)를 저술했다. 이 작품은 순사한 아베 야이치에몬(阿部弥一右衛門)의 자손의 비극을 이야기하고 있으나, 현재는 이 내용이 사실에 근거한 것은 아니라고 보고 있다.
한편, 호소카와 미쓰나오가 죽었을 때, 그 적자인 호소카와 츠나토시(細川綱利)는 아직 6세에 불과했기 때문에 후계 문제가 생겼다. 막부는 구마모토 번에 사쓰마(薩摩)를 견제하는 역할을 맡겼기 때문에, 어린 번주로는 안심할 수 없다고 생각했다. 그래서 영지 변경(国替)이나 우토의 호소카와 유키타카(細川行孝, 타쓰타카의 아들)와 구마모토 번을 양분하는 안도 제시됐다. 하지만 가신들이 과거의 공로를 내세우고, 또한 미쓰나오의 충절 넘치는 유언이 좋은 쪽으로 작용하면서 호소카와 가문은 분열의 위기를 넘겼다.
츠나토시가 성장한 이후인 간분(寛文) 6년(1666년), 츠나토시의 동생인 토시시게(利重)를 분가시켜 히고신덴 번(肥後新田藩, 에도의 텟포스(鉄砲洲)의 저택에 상주했다. 후에 히고의 타카세(高瀬)로 거주지를 옮긴 것에서 타카세 번이라고도 함)을 창설해, 지번(支藩)으로서의 역할을 맡겼다.

## 에도시대의 구마모토

### 데나가 제도

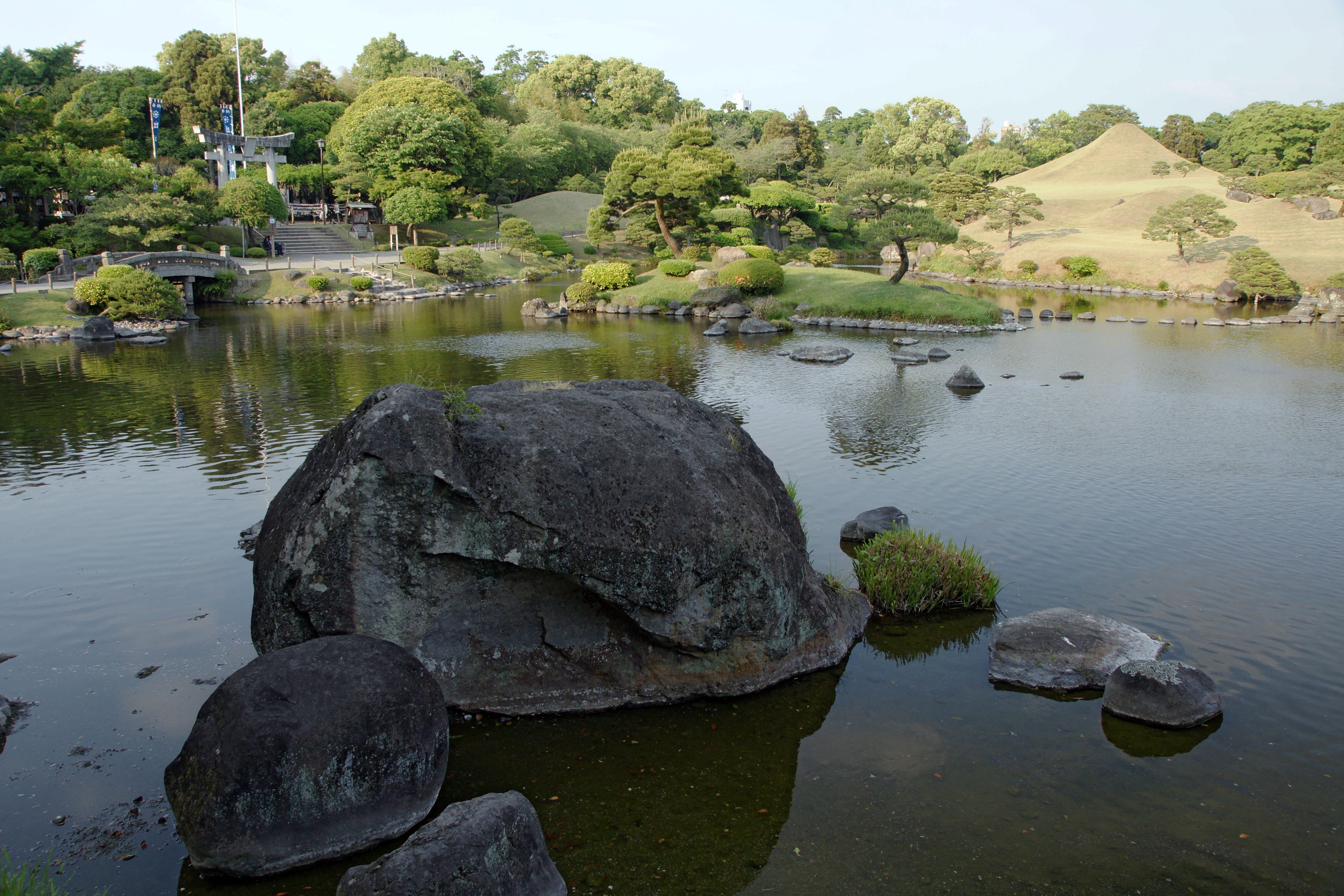
스이젠지조주엔의 모습.

구마모토 번은 간에이 12년(1635년), 영내 전역에 ‘테나가’(手永)라는 지방 행정구역을 설정하고, 각각을 관할하는 총쇼야(惣庄屋)를 두었다. 이 데나가란 군과 촌의 중간에 해당하는 구분으로, 호소카와 씨가 부젠코쿠라 번(豊前小倉藩) 시대부터 시행해 온 제도를 적용한 것이다. 총쇼야에는 대부분 대쇼야(大庄屋)나 옛 키쿠치, 아소 씨의 가신 등이 임명됐고, 각각의 데나가에는 회소(会所)라 불리는 관공서가 설치됐다. 거기서 총쇼야는 연공의 청부나 민정의 운영을 맡았다.
당초 데나가는 영내에 100개소 이상 설치됐으나, 통폐합을 거듭해 죠오(承応) 2년(1653년)에는 59개, 그리고 나중에는 51개까지 줄어들었다. 에도 시대 중기에 이르러 데나가는 지방행정의 기본 단위로의 성격이 강해졌다. 군 단위에 있던 대관(代官)을 데나가 단위에 두었고, 이후 대관을 총쇼야의 겸직으로 하는 등의 개정이 이뤄졌다. 또한, 세습제였던 총쇼야는 곧 임명제가 됐고, 전근 등이 실시되면서 관료로서의 성질을 띠게 됐다.

### 각지의 양상
구마모토성의 성하마을(城下町)은 기요마사 시대에 기본 구성이 완성됐다. 축성에 앞서 시라카와 강과 합류하던 이세리 강(井芹川)을 분리해 아리아케 해(有明海)로 흘러가도록 바꿨다. 또한, 츠보이 강도 시라카와 강에서 이세리 강으로 흘러들어가도록 하여, 각각이 구마모토 성의 해자로서 기능하도록 했다. 성의 주변엔 무가의 저택을 두었는데, 토목공사를 위해 후루정・신정(古町・新町)과 쓰보이, 그리고 교정(京町)의 일부에 정인(町人, 쵸닌)의 거리가 형성됐다. 쵸로쿠 교(長六橋)는 이 무렵에 처음 만들어진 성하에 있는 다리 중 유일하게 시라카와 강에 놓인 다리였다. 호소카와 씨가 입국한 뒤에도 마을은 발전과 정비를 이어갔다. 간에이 13년(1634년)에는 호소카와 타다토시에 의해 스이젠 사(水前寺)가 건립됐으며, 이는 키야마(木山) 방향 가도에 딸려 있는 찻집으로서 발달했다. 3대 번주 호소카와 츠나토시(細川綱利)의 시대에는 스이젠 사 안에 모모야마 문화(桃山文化) 풍의 회유식(回遊式) 정원인 죠쥬엔(成趣園)이 완성됐다. 교와(享和) 3년(1803년)에는 죠주엔 옆에 번이 운영하는 밀랍 제조소가 건설됐는데, 이 밀랍은 가세 강(加勢川)에서 에즈 호(江津湖)를 거쳐 가와시리까지 수로로 운반됐다.
중세의 아소는 진키(神亀) 3년(726년)에 기원했다고 알려진 사이간덴사(西巌殿寺)를 중심으로 승려와 야마부시(山伏)가 수행하던 땅이었다. 하지만 이 절은 전국시대에 쇠퇴해 히데요시의 규슈 통일 때에 싸그리 불태워졌다. 사이간덴 사는 기요마사의 시대에 쿠로카와 촌(현재 아소시 쿠로카와 정)에 재흥됐다. 에도 시대의 아소에서는 오미네 수행(大峰修行)이 이뤄지는 한편, ‘아소 강의’(阿蘇講)라 불리는 관광 안내도 실시됐다. 호레키(宝暦) 연간(1751~1763년) 경부터는 온천지로서도 알려지기 시작했다. 분카(文化)・분세이(文政) 시대(1804~1829년)에는 츠에타테 온천(杖立温泉)에 ‘유테이’(湯亭)라는 온천업자가 생겨났고, 양조장(造り酒屋) 등도 들어섰다.
호겐(保元) 2년(1157년)에 우노 치카하루(宇野親春)가 발견했다는 설이 남아 있는 야마가 온천(山鹿温泉)은 이미 헤이안 시대의 사전 <화명류취초>에 야마가 군 온천 향으로 기재돼 있었다. ‘히고국인의 봉기’의 무대이기도 했던 야마가는 에도 시대에 부젠 가도의 역참 마을(宿場町)이자 온천 마을로서 발달했다. 호소카와 타다토시는 간에이 17년(1640년)에 야마가 찻집을 세워, 여기에 오이케 요시타츠(尾池義辰)과 미야모토 무사시를 초대했다. 유서 깊은 이 지역의 민예품인 야마가 등롱은 화지(和紙)를 생산하기 좋은 땅이었던 당시의 야마가를 배경으로 발달했으며, 간에이 9년(1632년)에는 쇼군에게 헌상되기도 했다. 또한 야마가 등롱 축제도 에도시대에 성행했다고 한다.
고니시가의 영지가 몰수된 이후 우토성은 폐성됐으나, 호소카와씨 시대에 우토 지번이 설치돼 호소카와 유키타카(細川行孝)가 초대 번주가 됐다. 다만 성이 다시 세워지진 않았고, 진옥(陣屋)이라는 관청을 번의 거점으로 했다. 유키타카는 토도로키 수원(轟水源)의 용수를 진옥까지 끌어와 고센 수도(轟泉水道)를 건설했는데, 조부인 타다오키(忠興)의 차 용기와 족자 등을 본번(구마모토번)에 매각해 그 비용을 마련했다.
야쓰시로성(마쓰에성)은 일국일성령의 예외로 남았다. 이는 사쓰마를 견제하고, 외국선박의 내항에 대비하기 위해서라고 한다. 호소카와 씨는 쇼호(正保) 3년(1646년)에 가로인 마쓰이(松井) 가문을 성주대리(城代)로 세웠다. 호소카와 씨가 입국함에 따라 아가노야키(上野焼)의 몇몇 도공(窯元)들도 히고로 옮겨왔다. 그 중에는 타다오키(忠興)와 함께 야쓰시로로 들어온 아가노 키조(上野喜蔵) 일족이 있는데, 이들은 나라기(奈良木)에 가마를 열고, 만지(万治) 원년(1658년)에는 히라야마(平山)로 장소를 옮겼다. 이것을 야쓰시로야키(八代焼), 또는 소재지인 코다(高田) 데나가에서 따와 코다야키(高田焼)라고 불렸다. 조선왕조의 분청사기의 흐름을 잇는 상감도기를 제작해 번의 어용가마로서 보호를 받았다.
또한, 야쓰시로의 특산물로는 온주귤(코다 밀감)이 이전부터 유명했다. 텐쇼 2년(1574년) 키이국(紀伊国) 아리다(有田)의 이토 마고에몬(伊藤孫右衛門)이 야쓰시로에 묘목을 가져와 밀감 재배를 도입했다는 설도 있다. 코다 밀감은 규슈 원정시의 히데요시에게 헌상됐고, 가토씨의 시대부터는 막부로의 헌상품이 됐다.
히토요시의 성하마을은 아오이아소 신사(青井阿蘇神社)의 문전마을(門前町)이 중심이었으나, 근세 히토요시성이 건설된 이후에는 시가지가 동쪽으로 확장됐다. 이는 게이쵸 12년(1607년)부터 간에이 16년(1639년) 경에 형성된 것이라 한다. 히토요시 번에는 ‘소성물’(小成物)이라는 특징적인 납세제도가 있었다. 쌀 이외에 면화, 차, 옻, 닥나무 또는 장작이나 목재, 과일 등 다양한 물품이 납입됐다. 특히 이쓰키(五木) 지방의 차와 목재는 품질이 좋기로 유명했다. 이들은 상품성이 높아 번 외부로 공급됐는데, 그 상거래와 운송을 담당하는 하천의 후나돈야(船問屋) 등 상인이 발달한 것도 히토요시의 특징이었다.
아마쿠사의 대관인 스즈키 시게나리(鈴木重成)는 아마쿠사의 군촌 행정체제를 정비하고, 부흥의 목적으로 인근 번의 협력을 얻어 이농을 추진했다. 하지만 데라자와씨가 일전에 막부에 신고한 4만2000석이라는 숫자에 따른 징세를 감당하기 어려웠기에 시게나리는 여러 차례 막부 수뇌부에게 공식 석고(表高)를 반감시켜줄 것을 요청했다. 하지만 선례를 중시한 막부는 좀처럼 이를 승낙하지 않았다. 결국 시게나리는 에도로 상경해 청원서를 제출하고 자결했다. 이 시게나리의 죽음은 막부를 움직여 만지 2년(1659년)에 재검지가 실시됐고, 그 결과 아마쿠사의 석고는 2만 1000석으로 반감됐다. 석고가 감소한 일은 사실이지만 시게나리의 죽음에 대해서는 자결이 아니라 병사라는 설도 있다.
그 후 간분 4년(1664년), 아마쿠사는 미카와 국의 토다 타다마사(戸田忠昌)의 영지가 됐다. 하지만 타다마사는 6년 후 이봉될 때 민중의 노고를 생각해 아마쿠사는 천령(天領)으로 삼아야 한다는 건의를 제출해 받아들여졌다. 토다 씨는 토미오카성의 혼마루와 니노마루를 파괴했는데, 이를 ‘토다의 파성’이라고 한다.
평지가 적은 아마쿠사 지방은 간척으로 얻은 약간의 논밭 이외에 고구마가 식생활을 지탱하는 중요한 농산물이었다. 아마쿠사에서 ‘카라이모’, ‘칸쵸’, ‘캄보’ 등으로 불리는 고구마는, 기록상으로는 <아마쿠사 연표사록>의 교호(享保) 10년(1725)의 기록에서 처음 등장한다. 이는 에도의 코이시카와(小石川)에 고구마가 도입된 시기보다 빠른 것이다. 또한 해산물도 중요한 식재였다. 시모시마 섬의 최남단 우시부카(牛深)에서 번성한 정어리는 텐쇼 11년(1583년)에 키이국에서 이주한 이와사키 로쿠베에(岩崎六兵衛)가 전파했다고 한다. 정어리는 식용 외에도 가다랑어의 먹이나 말린 정어리(干鰯)로 상품화되어 지역 경제를 지탱했다.

### 치수와 관개
히고 54만 석이라는 석고는 텐쇼 16년(1588년)에 행해진 타이코 검지에서 밝혀진 숫자다. 히고에 입국한 가토 기요마사는 영내의 치수와 새로운 농지 개발을 적극적으로 진행시켰고, 각 하천을 개수하고 용수로와 보를 건설했다. 시라카와 강 유역의 세타우와 용수로(瀬田上井手)와 바바구스 용수로(馬場楠井手), 미도리카와 강의 우노세 보(鵜の瀬堰), 쿠마강 하류의 요하이 보(遙拝堰) 등이 기요마사 치수사업의 예로 꼽힌다. 이 때문에 게이쵸 13년(1608년)의 검지에서 히고의 석고는 75만 석까지 올랐다. 이러한 대규모의 개발은 국인이 할거하던 시대에는 불가능했던 일이다. 치수로 인한 혜택을 받은 민중은 과거를 그리워하지 않게 됐고 기요마사의 인기는 더욱 높아졌다. 호소카와 씨 시대에도 아리아케 해 간척 등으로 인한 새로운 농지 개발은 계속됐다.

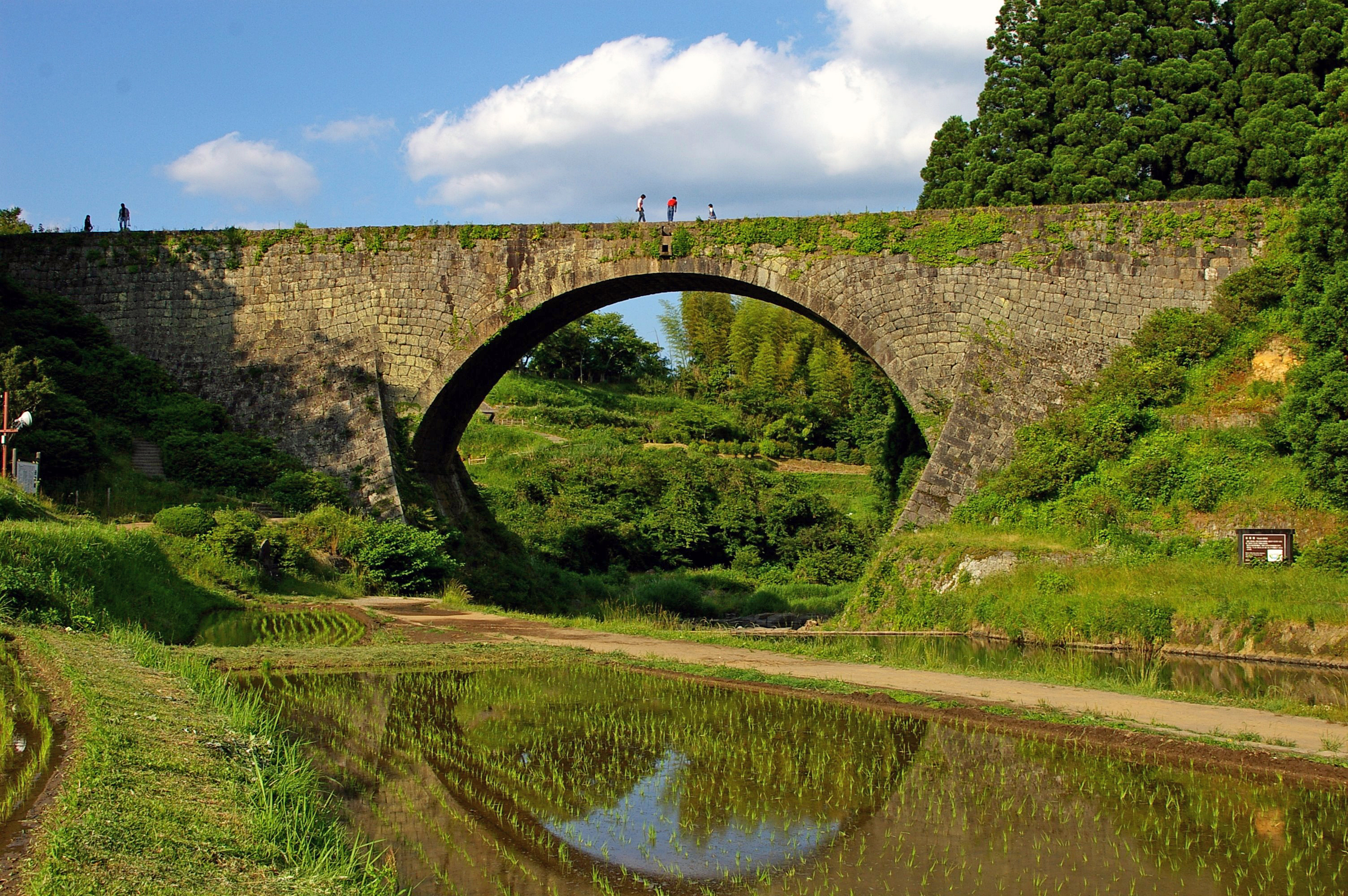
츠우준교

에도시대 후기에 농촌의 피폐함이 문제가 되자 총쇼야 층이 민중 구제를 목적으로 실시한 관개공사가 늘어났다. 그 대표적인 예가 츠우준교(通潤橋)다. 이 다리는 야베(矢部) 데나가의 총쇼야인 후타 야스노스케(布田保之助)가 입안・계획하고, 타네야마(種山) 석공들이 가교하여 완성시켰다. 이 다리로 인해 물이 부족했던 시라이토(白糸) 대지 40정으로 물을 공급할 수 있었다. 후타는 이 외에도 13개의 석교를 건설하고, 저수지와 용수로 설치, 도로 정비 등을 진행했다. 츠우준 교 건설의 모범이 된 것은 오케다케 교(雄亀滝橋)다. 이 다리는 지역의 총쇼야인 미스미 죠하치(三隅丈八)가 계획했고, 시공은 이와나가 산고로(岩永三五郎)에 의해 가교됐다. 나중에 미스미 죠하치는 메이지 정부의 초청으로 토쿄의 니혼바시나 황거의 니쥬 교(二重橋)의 건설에도 관여하는 등 히고 석공의 높은 기술 수준을 보여줬다.
히토요시 분지의 쿠마 강 상류에는 지류까지 더하면 총 연장 수십km에 이르는 농업 용수로인 햐쿠타로미조(百太郎溝)가 있다. 이 용수로는 16세기 말부터 건설이 시작됐다고 하며, 쿠마 강에 설치된 햐쿠타로 보(百太郎堰)에서 타라기 촌(多良木村)까지 만들어졌다. 이후 공사가 계속돼 지류인 하라다 강(原田川)까지 이어진 이 수로는 강 유역의 논밭을 적셨다. 무엇을 유래로 하여 이름이 붙었는지는 알 수 없는 수로지만, 많은 백성들이 노력을 기울여 건설한 것이다. 겐로쿠(元禄) 시대(1688~1704년)부터는 번사인 타카하시 마사시게(高橋政重)의 주도로 코노미조(幸野溝)가 설치됐다. 이러한 관개용 도랑들은 1만석 이상의 새로운 농지 개발을 가능하게 했으며, 또한 목재의 운반에도 활용됐다.

### 기근과 재해
히고는 고대로부터 풍부한 농산지로 유명했고, 번에 의한 치수와 관개도 활발했다. 하지만 이곳도 에도시대에 일어난 기근의 영향을 피하지 못했다. 칸에이 11년(1634년)의 흉작과 이듬해 대풍우로 인한 논밭, 가옥의 피해로 시작된 간에이의 대기근은 고령자와 병자 등 약자를 중심으로 많은 아사자를 낳았다. 이는 시마바라・아마쿠사의 난이 일어난 원인 중 하나로도 꼽힌다. 간에이 18년(1641년)은 최악의 상황이 되어 해충으로 인한 논밭의 피해는 볍씨의 확보에도 지장을 줄 정도여서 막부와 번은 그 대응에 바빴다.
교호 대기근의 경우, 이미 교호 14년(1729년) 경부터 가뭄과 대풍 등으로 인한 수확량 감소가 시작됐다. 또한 성가신 명충(螟虫)이 발생해 충분한 구제가 이뤄지지 못한 채 교호 17년의 장마와 서늘한 여름(冷夏)을 맞이하고 말았다. 수확량은 예년의 11% 정도밖에 되지 않았고, 구휼미 갹출 등 지출이 겹치는 바람에 구마모토 번의 재정은 악화됐다. 이로 인해 번은 독자적인 지폐인 번찰(藩札)의 발행 허가를 막부로부터 받았다. 하지만 은(銀) 실물을 준비하지 못한 채 발행한 은찰은 신용이 떨어졌다. 은찰은 높은 할인율과 인출 소동 등으로 인해 일찌감치 발행이 정지됐다.
5대 번주 호소카와 무네타카(細川宗孝)의 시대에는 ‘칸포 2년(1742년) 에도 홍수’가 일어났다. 서국 다이묘의 도움 공사(手伝普請) 때문에 번의 재정은 악화됐다.
쿄호 연간 이후 히고는 간헐적인 기근에 계속해서 시달렸다. 텐메이의 대기근(1782~1788년) 무렵에는 각 마을의 비축미(囲米)가 바닥을 드러냈으며, 농촌에서 도시 지역으로 나가 구걸로 연명하는 자들도 많았다. 텐메이 3년(1783년)에 히고를 여행한 후루카와 코쇼케(古川古松軒)는 농촌을 버리고 떠난 이들이 구마모토로 가는 도중에 아사한 모습 등을 전하며, 소문으로 들었던 구마모토 번의 인자한 정치도 허상이었다고 기록했다. 이 시기 막부는 아사마 산(浅間山) 분화(텐메이 대분화)로 피해를 받은 시나노 강(信濃川) 등의 복구공사를 구마모토 번에 명했다. 번은 자신들의 상황과 관계 없는 지출을 강요당했다.
칸에이 3년(1791년) 4월 초하루, 두 차례의 대지진으로 시마바라의 마유야마 산(眉山)이 붕괴하고, 대량의 토석류가 바다로 쏟아져 츠나미를 일으켰으며, 아리아케 해 연안에 큰 피해를 입혔다. 구마모토 번은 사망자 5520명, 가옥 유실 2252동, 논밭 약 2252정의 손해를 입었다. 아마쿠사 천령에서는 사망자 343명, 논밭의 피해는 약 65정 이상이었다.

### 백성의 봉기
구마모토번에서는 봉기(一揆)가 적었는데, 이는 견고한 지방 지배의 방증으로 여겨져 왔다. 하지만 최근에는 실제로는 약 90건의 봉기가 영내에서 발생했고, 히토요시나 아마쿠사를 포함한 근세 히고국에서는 100건이 넘었던 것으로 밝혀졌다. 이것은 서일본에서 이요국(伊予国)과 나란히 가장 빈번한 편에 속한다. 구마모토 번에서 일어난 봉기의 특징으로는 소규모, 300인 이하의 봉기가 많았다는 점이다. 또한 봉기의 이유로는 조세 등 부역의 감면 요구, 번찰의 신용 불안으로 인한 도시 소동, 쇼야나 촌 관리에 대한 파면 요구가 많았다. 다만 총쇼야 배척을 내건 봉기의 기록은 없고, 반대로 간세이 원년(1798년)에 총쇼야의 전출에 반대하여 야베의 농민이 구마모토 성으로 몰려든 예가 있다. 엔기(延喜) 4년(1747)에는 7~8000명이 참가한 구마모토 번 최대의 봉기가 아시키타 군에서 일어났다. 이것도 제방 공사에 진력하고, 농민을 이해해준 군수(郡代) 이나쓰 야에몬(稲津弥右衛門)의 파면 취소를 요구한 강력한 호소였다.
칸세이 연간(1789~1801년)에는 흉작과 도움 공사(御普請御手伝) 등의 이유로 히토요시번의 재정이 빈궁해져 갔다. 무사의 가록을 반납하는 등 검약책이 이어지는 가운데, 분세이(文政) 4년(1821) 가로직에 오른 타시로 마사노리(田代政典)에 의한 개혁이 단행됐다. 식산흥업책으로 모시풀, 닥나무(楮), 표고버섯 등의 재배와 자(座)에 의한 전매가 실시됐다. 이 계획 때문에 표고버섯을 재배하는 산에 출입이 금지돼, 때마침 일어난 흉작으로 인한 굶주림을 산나물 등으로 견뎌내던 농민들의 반발을 샀다. 텐포(天保) 12년(1841년) 2월 2일에 시작한 봉기는 표고버섯산을 때려부수고, 9일에는 총 1만5000명의 봉기군이 시내(町中)에서 특권계급 업자의 저택 등을 습격했다. 이것을 ‘표고버섯산 소동’이라 부른다. 봉기군 측에는 몬요(門葉, 사가라 일족을 뜻하며 소중의파(小衆議派)라고도 불림)인 사가라 사츄 요리나오(相良左仲頼直)가 붙어, 농민의 요구를 번에 관철시키면서 봉기는 수습됐다. 타시로 마사노리는 스스로 자해했으며, 사가라 사츄는 봉기를 선도한 혐의로 할복을 명받았다.
천령 아마쿠사에서는, 은주(銀主, 긴시)라고 불리는 유력자에 의한 실효지배가 이어졌다. 이들은 상공업이나 대금업 등으로 축재했고, 농지를 매점한 은주는 농민의 소작, 빈농화를 촉진했다. 현재의 이쓰와 정(五和町)에 있던 이시모토 가문(石本家)은 사쓰마의 즈쇼 히로사토(調所広郷)와 협력해 류큐 무역을 하거나, 막부로의 공납이 좋게 평가받아 패검(帯刀)을 허용받는 등 그 권세를 자랑했다. 기근이나 대쇼야의 부정(메이와 8년(1771년)의 ‘출미소동’ 등)에 의해 쌓여있던 농민들의 불만은 결국 은주를 향했고, 우치코와시나 마쓰다이라 사다노부(松平定信)에게 농민이 가마직소(駕籠訴)하는 일 등이 벌어졌다. 이에 따라 간세이 5년(1793년)과 8년(1796년)에는 ‘아마쿠사군 백성 상속방사법’ 이 발령됐다. 특히 후자는 ‘천하무쌍의 덕정’이라는 말을 들을 정도로 농민 편에 선 획기적인 정책이었다. 하지만 분세이 9년(1826)년에 이 사법의 운용기간이 끝나고 3년 후에는 대흉작이 덮쳤다. 그러자 은주와 사법의 부활을 바라는 농민 사이의 대립이 격화돼, 텐포 14년(1843년)과 코카(弘化) 2년(1845)에는 대봉기가 발발했다. 텐포 대봉기에는 2만 5000명, 코카 대봉기에는 최대 1만 5000명이 참가했다. 코카 연간의 봉기에서 막부는 강경책을 내고 나가사키 대관과 시마바라 번에서 출병하여 봉기를 진압했다. 146명이 체포되고 주모자는 효수형에 처했다. 농민 입장에서는 불충분한 것이지만, 기존에 시행됐던 사법을 막말까지 간헐적으로 실시해 다소나마 그 불만을 위로했다.

### 호레키의 개혁

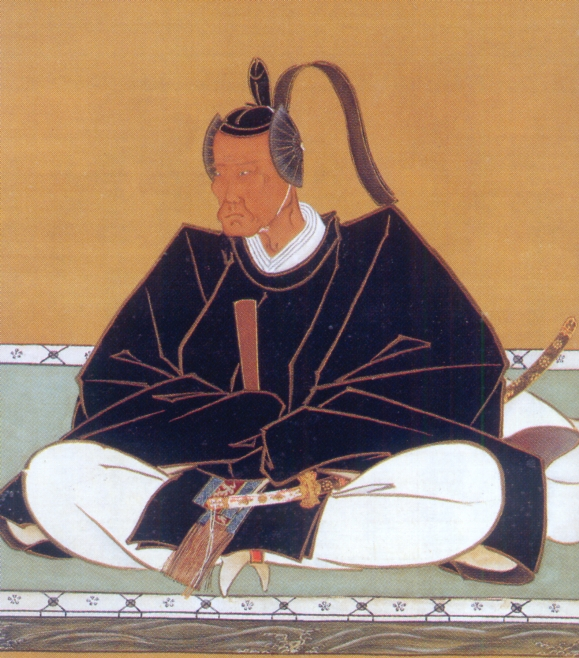
호소카와 시게카타의 모습

에도 중기 구마모토 번은 재정적으로 어려운 상태였다. 그 무렵인 엔기(延喜) 4년(1747년), 5대 번주인 호소카와 무네타카(細川宗孝)가 에도에서 토토미국 사가라번의 하타모토인 이타쿠라 가쓰카네(板倉勝該)에게 살해당했다. 사람을 착각한 끝에 벌어진 사건이었으나, 무네타카에게 자식이 없었기에 동생인 호소카와 시게카타(細川重賢)가 그 뒤를 이었다. 시게마사는 오랫동안 에도의 번저에서 살며 학문에 몰두하는 한편, 자번의 빈궁한 상태를 실감하고 있었다. 그는 히고에 입국한 이후 차례차례 호레키의 개혁이라 불리는 정책을 내놓고 번을 바로 세웠다. 그는 구마모토 번 중흥의 시조이자 ‘히고의 봉황’이라 상찬됐다.
시게마사는 입국과 거의 동시에 ‘신문치각조’(申聞置条々)를 발표해 기강을 바로잡았다. 이어 재정을 재건하고, 행정과 형법을 개혁하고, 식산흥업을 하면서 번립 학교인 시습관(藩校時習館)을 창립했다. 또한 검지를 실시해 영내의 연공 부과의 불공평을 시정하는 등 차례차례로 손을 썼다. 이 일련의 개혁에서 시게마사의 오른팔이 된 이는 용인(用人)의 위치에서 발탁돼 대봉행(大奉行)이 된 호리 가쓰나(堀勝名)였다.
호레키의 개혁에서 특필할 점이 하나 있는데, 바로 일본 최초의 형법전으로 알려진 ‘형법총서’의 편찬이다. 종래의 추방형을 폐지하는 대신 채찍질과 징역형을 추가했으며, 수형자에게는 번의 공적 작업을 통해 기능을 습득시키는 등 생활 지원도 이뤄졌다. 식산흥업으로는 검양옻나무(ハゼノキ)와 야쓰시로의 간척지에서 재배한 등심초(イグサ)의 육성, 번 직영으로 실시한 목랍의 제조가 있다. 양잠도 장려됐으나, 그 결실은 간세이 연간(1789~1801년) 이후에야 이뤄졌다.
호레키 4, 혹은 5년(1754 ~ 1755) 시게카타가 설립한 번교시습관(총교(총장)는 나가오카 타다후사(長岡忠英))은 번정 쇄신을 담당하는 번사 육성에 그 목적을 두고 있었다. 간분(寛文) 연간(1661~1673년) 구마모토에서 가장 번성했던 학문은 양명학이었으나, 막부의 방침에 따라 주자학 중심으로 바뀌고 있었다.
4대 번주인 호소카와 노부노리(細川宣紀)는 쇼헤이 학교(昌平黌) 출신의 아키야마 교쿠잔(秋山玉山)을 중용했다. 교쿠잔은 5대 번주인 무네타카를 섬겼으며, 그대로 6대 번주인 시게카타의 시습관에서 초대 교수직에 취임했다. 이곳에는 번사 뿐만 아니라 아시가루나 배신(陪臣), 심지어 서민의 자제도 승인을 받으면 입관할 수 있었다. 여기에는 무예소도 병설되어, 생도들은 문무 양쪽의 교육을 받았다.
시습관과 거의 같은 시기인 호레키 6년(1756년), 이미 사숙(私塾)을 갖고 있으면서 시게카타를 치료한 의사인 무라이 겐보쿠(村井見朴)는 시게카타의 명으로 의학교인 사이슌 관(再春館)을 미야데 촌(宮寺村, 현재의 니혼기(二本木))에 세웠다. 여기엔 약초밭인 한지엔(蕃滋園, 번자원)이 딸려 있었고, 의학과 함께 약햑도 연구됐다. 또한 여기서 식산흥업의 일환으로 조선인삼의 재배도 연구되었다.

### 키리시탄 쿠즈레와 유배자들
분카 2년(1805년), 아마쿠사에서 다수의 은신 키리시탄(隠れキリシタン)이 발각되는 사건(아마쿠사 쿠즈레)이 일어났다. 그 2년 전에 이마토미 촌(今富村, 현재의 가와우라 정(河浦町))에서 소가 살해되는 사건이 있었는데, 이는 축일에 소를 신에게 바치는 키리시탄의 행위로 간주되어 극비리에 조사가 이뤄지고 있었다. 이 조사는 코쿠쇼 사(国照寺)의 주지인 타이세이(大成)와 이마토미 촌의 쇼야인 우에다 토모사부로(上田友三郎)가 맡았다. 조사 결과 4개 마을에 총 5200명의 신자가 있는 것이 판명됐다. 보고를 받은 막부는 이들의 처우에 대해 드물게 관대한 조치를 내렸다. 이미 조사 단계에서 개종을 설득했고, 그리스도상 파괴와 그림밟기(踏絵, 후미에) 또는 개종을 맹세하는 문서 제출 등이 이뤄졌다. 그 때문에 최종적으로는 ‘선조 전래의 풍습을 맹목적으로 이어가고 있었다’라고 할 뿐 단 한명도 처벌받지 않았다.
이 결정의 배후에는 토모사부로의 형인 우에다 요시우즈(上田宜珍)의 영향이 있었다고 한다. 아마쿠사의 행정을 위탁받고 있었던 시마바라 번의 마쓰다이라 가문은 천령에서 바테렌(伴天連, 신부) 소동이 일어날 것을 두려워해 이전부터 요시우즈 등 쇼야 층과 접촉하고 있었다. ‘아마쿠사 쿠즈레’ 사건 때에 신자들을 설득하는 일에 있어 유시우즈가 분주한 덕분에 일은 원만하게 마무리됐다. 요시우즈는 아마쿠사 민중의 빈궁 해소에도 마음을 써서, 품질 높은 현지산 아마쿠사석(天草石)에 관심을 갖고 도기 제조를 검토하기 시작했다. 늘어나는 물류비로 인해 도기 제조는 좌절됐지만, 아마쿠사석을 그대로 숫돌로 판매하는 길을 열었다. 또한 요시우즈는 아마쿠사의 역사를 전하는 <아마쿠사 도경>(天草嶋鏡)을 저술하고, 지도 편찬을 위해 방문한 이노 타다타카(伊能忠敬)로부터 측량술을 배우는 등의 이력을 남겼다.
에도 시대 내내 아마쿠사는 유배지이기도 했다. 에도나 교토, 오사카 등에서 섬 귀양(遠島)의 처분을 받은 죄인들이 각 마을에 배정됐다. 이들은 마을 사람들과의 사이에서 여러 문제를 일으켰다. 아마쿠사 주민들과 촌의 관리들은 몇 번이고 유배지에서 면제해달라는 요청을 막부에 제출했으나 허락받지 못했다. 한편, 텐보 3년(1832년)에 참언으로 죄를 받은 치온인(知恩院)의 주지인 대승도 죠슌상인(定舜上人, 또는 잔무도인(残夢道人))은 아마쿠사에서 학문을 전수하는 등 그 높은 덕망으로 존경을 모았다. 죠슌상인은 메이지 정부의 특사를 받았으나, 아마쿠사에 머물다가 메이지 8년(1875년)에 그 생애를 마감했다.

## 막부 말기의 구마모토

### 실학당과 근황당
분카 6년(1809년)에 태어난 요코이 쇼난(横井小楠)은 수재로 인정받아 명예롭게도 시습관 사감(寮長)을 거쳐 에도 유학을 허락받았다. 그 땅에서 후지타 토코(藤田東湖) 등과 교류했고, 미토학(水戸学)의 영향을 많이 받았다. 술 문제로 귀국해 근신하던 그는 면학을 통해 훈고학적 주자학을 가르치는 시습관을 부정하는 측으로 돌아섰다. 또한 이황학파(李滉学派)인 유학자 오오쓰카 타이야(大塚退野)의 영향을 짙게 받아, 도리의 실천을 중시하는 사상을 몸에 익혔다. 이에 가로인 나가오카 코레카타(長岡是容) 등이 찬동해 함께 공부했으며, 머지않아 정치개혁을 생각하는 ‘실학당’(実学党) 결성으로 발전해 나갔다.
폭넓은 지지를 받은 실학당은 사치 배제와 농촌 부흥, 특권 상인 배척 등을 내세운 ‘시무책’을 제시하며 번정에 의견을 냈다. 여기에는 주류파이자 시습관 교의를 택한 보수 경향을 가진 ‘학교당’(学校党)의 반발을 낳았고 양측은 오랫동안 대립했다. 코카(弘化) 연간에 실학당과 교류가 있었던 에도의 토쿠가와 나리아키(徳川斉昭) 등이 칩거 처분을 받자 실학당도 영향을 받아 나가오카 코레카타가 가로직에서 파면되는 등 그 발언력을 급속히 잃었다. 이후, 안세이(安政) 연간에 실학당은 코레카타을 중심으로 하는 ‘메이토쿠파’(明徳派, 또는 坪井派(츠보이파))와, 쇼난을 중심으로 하는 ‘신민파’(新民派 또는 沼山津派(누야마즈 파))로 분열했다. 요코이 쇼난은 위원(魏源)의 ‘해국도지’의 영향을 받아, 개국과 부국강병책을 바쳤으나 구마모토 번은 이를 받아들이지 않았다. 쇼난은 마쓰다이라 슌가쿠(松平春嶽)의 요구에 응하여 후쿠이번으로 활약의 장을 옮겼다.
또한, 구마모토 번에서는 국학을 표방한 ‘근황당’(勤皇党)도 생겨났다. 타카모토 시메이(高本紫溟)는 모토오리 노리나가(本居宣長)와도 친교가 있어, 시습관의 교수직 시절 시습관에 국학 과목을 추가하기도 했다. 사상가 하야시 오엔(林桜園)은 시메이의 제자인 나가세 마사키(長瀬真幸)에게 배웠다. 그는 구마모토 성내의 치바성에 사숙(私塾, 사립학원)인 ‘겐도칸’(原道館, 원도관)을 세우고 2000명 정도의 제자들에게 국학을 가르쳤다.

### 소의해 소동
막말기의 히토요시번은 신구 코조(新宮行蔵) 등이 가르치는 야마가류(山鹿流) 병법이 주류였다. 그러나 막부의 강무소(講武所)에서 간사역(世話役)을 하던 마쓰모토 료이치로(松本了一郎)가 서양식 병제를 가져오면서, 양측의 대립이 격화됐다. 분큐(文久) 2년(1862년), 성내의 화재로 무구류가 소실된 것을 계기로 마쓰모토 등은 번의 무장을 서양식으로 바꾸자고 주장했다. 그러나 번주인 사가라 요리모토(相良頼基)는 허락하지 않았다. 게이오 원년(1865년), 양식파가 완고한 요리모토를 폐할 계획을 세웠다는 소문이 돌자, 번은 야마가 류파에게 마쓰모토 등을 토벌하게 했다. 이것을 ‘소의해 소동’이라고 하는데 양식파에게 동정론이 생겼다. 번은 무장을 재정비할 때 서양식을 일부 도입했으나, 게이오 3년에 시대의 추세에 따라 서양식 병제로 전면 전환했다. 이 때, 히토요시번은 사쓰마번의 지도를 받았는데, 그 영향으로 공무합체에서 타도 막부 성향이 강해졌다.

### 고쿠라 전쟁
겐지(元治) 원년(1864년) 8월, 막부는 규슈의 각 번에 조슈번(長州)으로의 출병을 명했다. 좌막파(친막부파)가 된 구마모토 번도 이에 응해 누마타 가게유(沼田勘解由)가 이끄는 1번 부대  2303명이 코쿠라로 향했다. 11월에는 아리요시 쇼겐(有吉将監)의 2번 부대 5436명, 이어서 나가오카 모리요시(長岡護美)의 3785명이 토쿠가와 요시카쓰(徳川慶勝) 휘하에 가세했다. 이 때는 쵸슈번의 내부 분열도 있어 전투가 벌어지지는 않았다.
하지만 게이오 원년(1865년) 초슈의 실권이 도막파에 넘어가면서 막부는 다시 한번 조슈 토벌에 나섰다. 구마모토 번은 이에 비판적이었으나 출병 요청에 응하여, 이전처럼 코쿠라로 나갔다. 막부의 노중인 오가사와라 나가미치(小笠原長行)의 지휘하에 전투가 시작됐으나, 여러 번과 막부군의 방관으로 코쿠라 번은 고전했다. 구마모토번은 유일하게 구원 요청에 응해, 아카사카 방면에서 초슈군을 물리쳤다(아카사카, 토리고에(鳥越)의 전투. 현재의 키타규슈시 사쿠라가오카(立桜丘) 소학교 부근). 하지만 큰 흐름은 쵸슈 쪽으로 기운 상황이었고, 쇼군 토쿠가와 이에모치(徳川家茂)의 부고가 전해지자 막부측은 패주했다. 코쿠라 번은 가와라(香春)까지 퇴각했고, 당시 6세였던 어린 주군 도요치요마루(豊千代丸, 후의 오가사와라 타다노부(小笠原忠忱))와 가신의 가족들은 구마모토 번이 보호했다. 일행은 반년간 구마모토에 체재했다.

### 시대의 흐름을 놓친 히고
막말기의 개혁을 향한 태동은, 히고에서는 구체적인 모습으로 나타나지 않았다. 메이지 3년(1870년), 번 소유의 군함 ‘류죠’(龍驤)를 신정부에 헌상하면서 당시의 번주인 호소카와 요시쿠니(細川韶邦)는 “우리 번은 유신에 공헌한 것이 아무것도 없다”라고 말했다.
지방이기 때문에 중앙의 정보로부터 동떨어져 있었다고 할 수는 없다. 오시오 헤이하치로(大塩平八郎)의 난의 자세한 내용이 후나쓰 촌(船津村, 현재 구마모토시) 지장강(地蔵講) 장부에 기재돼 있기도 하고, 페리의 내항을 묘사한 흑선의 그림이 오구니 정 사무소 문서에 나오기도 했다. 막부가 명령한 소슈(相州) 경비에서도 구마모토 번사가 현재의 요코하마 시 혼모쿠(本牧)나 사가미(相模)에서 임무를 맡았다. 이러한 세태를 배경으로 한 것인지, 안세이 5년(1858년) 8월 초에 나타난 혜성을 본 히고의 민중은 사회의 격변을 예감하고 있었다.
하지만 구마모토 번은 각 당이 논쟁을 계속할 뿐 번론의 일치가 이뤄지지 못했다. 토바・후시미의 전투(鳥羽・伏見の戦い) 직전에는 좌막파가 주류였으나, 토쿠가와 요시노부(徳川慶喜)가 패주하고 추토령이 내려지자 근황측의 의견이 강해졌다. 그러나, 대정봉환(大政奉還)이 이뤄지고 메이지 시대에 들어서도 번 내에서는 논의만 계속될 뿐 행동이 따르지 않아, 호소카와 모리히사(細川護久)는 한탄했다고 한다. 게이오 4년, 메이지 원년(1868년)이 되어서야 코메다 토라노스케(米田虎之助)가 이끄는 500명의 병사가 토호쿠 전쟁에 참전해, 유신 세력에게 순종하는 태도를 보였다. 메이지 2년(1869년)에는 모리히사의 동생인 츠가루 츠구아키라(津軽承昭)가 사위이자 양자(婿養子)의 자격으로 번주를 맡고 있는 쓰가루 번(津軽藩)을 지원하기 위해 미합중국의 배 하먼호를 고용해 350명의 병사를 보냈다. 그러나 보소(房総) 반도 앞바다에서 좌초하여 200명 이상이 익사하는 사건도 일어났다.
메이지 신정부는 인재를 각 번에도 요구했다. 구마모토 번에서는 호소카와 모리히사가 의정(議定) 겸 형법 사무총독, 동생인 모리요시(護美)가 참여(参与)、에도 유수역(留守役)인 츠다 노부히로(津田信弘)가 형법사무관(刑法事務掛)、기타 형법관에 여러 번사가 임명됐다. 형법 분야에 진출이 많았던 것은 호레키의 개혁 이후 운용되고 있던 《형법총서》가 좋게 평가됐기 때문이라고 한다. 한편으로 요코이 쇼난의 등용(召し出し)에 구마모토번은 난색을 표했다고도 한다.
이러한 정세 속에서 번론은 바뀌지 않을 수 없었다. 그동안 발언력이 없었던 근황당도 존재감을 드러내며 쓰루사키(鶴崎)에 근황당의 가와카미 겐사이(河上彦斎)를 부대장으로 하는 쵸슈의 기병대(奇兵隊)와 같은 성격을 가진 군대를 조직했다.

## 구마모토의 유신

### 모리히사와 실학당 정권
소설가 토쿠토미 로카(徳冨蘆花)의 작품 《타케자키 준코》(竹崎順子)에서 한 등장 인물은 “히고의 유신은 메이지 3년에 찾아왔다”라고 말한다. 막말의 동란과 흉작에 시달리던 구마모토의 민중에게 ‘일신’(御一新)이라고 불릴만한 변화는 메이지 3년이 되어서야 찾아왔다.
메이지 2년(1869년)의 판적봉환 이후 구마모토 번도 번정과 가정(家政)을 구별하고, 가신단을 개편했다. 하지만 인사 측면에서는 구태가 이어받아 그다기 적극적인 개혁을 하지 않았다. 이 양이파(攘夷派)를 그대로 둔 구마모토 번에 대해 신정부는 불신감을 가졌다. 정부에 소속된 호소카와 모리히사 등은 이에 대한 대응을 압박받게 된다.
모리히사는 지번사(知藩事, 번지사)를 맡은 형 호소카와 요시쿠니(細川韶邦)에게 개혁의 필요성을 설파했다. 또한 같은 시기 실학당도 행동에 나서, 오쿠보 토시미치(大久保利通)와 이와쿠라 토모미(岩倉具視) 등과 접촉하며 개혁의 필요성을 실감하고 있었다. 이 두 움직임은 서로 미리 짠 것은 아니었지만 그 목적이 일치했기에 양측은 공동 보조를 취했다.
메이지 3년 3월 26일 호소카와 요시쿠니는 병을 이유로 은거를 결심했다. 5월 8일에는 모리히사가 구마모토 번주 자리에 취임했다. 모리히사는 실학당과 함께 타케자키 리쓰지로(竹崎律次郎)와 토쿠토미 가즈타카(徳冨一敬)가 기안한 개혁에 착수했다.
7월 17일, 개혁강령에 따라 우와마이(上米) 등 잡세를 폐지하는 지사의 포고가 내려졌고, 동시에 민중을 향해 과거의 치세를 유감스럽게 여긴다는 성명을 발표했다. 이는 위정자로서는 극히 드문 반성의 말이었으며, 감세는 당시 농민에게 부과된 부역의 1/3에 필적하는 것이었다. 또한 상비군과 매사냥터(鷹場)도 폐지했는데, 이는 서민층의 두터운 지지를 받았다.
또한, 새로이 구마모토 양학교와 후루시로 의학교(古城医学校 )가 현재의 구마모토 현립 제1고등학교가 있는 장소에 설립됐다. 양학교는 미국의 퇴역군인인 리로이 랜싱 제인스(Leroy Lansing Janes)를 영입해 메이지 4년(1871년) 9월 1일에 개교했다. 여기서의 수업은 전부 영어로 진행됐고 구제 중학교 수준의 문학, 역사지리, 수학, 물리화학 등을 제인스 혼자서 강의했다. 이 학교는 남녀공학의 전체 기숙제였으며, 학교 교육에 그치지 않고 근대적인 문화와 생활양식을 구마모토에 전파하는 의미에서도 큰 역할을 했다. 다만, 이들 신설된 학교는 이전부터 존재하고 있었던 시습관이나 재춘관의 계보를 잇지 않고 완전히 별개의 학교로서 창립됐다. 이러한 형태는 이후 현정을 장악한 정당에 의해서 반복됐다. 또한, 이 양학교는 프로테스탄트파 기독교 집단인 구마모토 밴드(熊本バンド) 결성의 모체가 됐다. 학교의 교사관(教師館)은 식민지 양식으로 건설된 구마모토 최초의 서양식 건축물이었다. 후루시로 의학교의 교사로는 나가사키에서 콘스탄트 게오르그 판 만스펠트(Constant George van Mansveldt)를 3년 계약으로 데려왔다. 오가타 마사노리(緒方正規)、하마다 겐타쓰(浜田玄達) 등은 도중에 토쿄대학으로 떠났으나, 키타자토 시바사부로(北里柴三郎)는 최후까지 남았다.

### 역풍
민중의 압도적인 지지를 받은 실학당 정권이었지만, 개혁요강에서 정한 관료 공선제나 의회 설치는 실행하지 못했다. 츠루사키(鶴崎)의 모리 쿠소(毛利空桑)와 가와카미 겐사이(河上彦斎)가 초슈번에서 농민 봉기와 결탁하여 쫓겨난 다이라쿠 겐타로(大楽源太郎) 등을 숨겨주고, 메이지 3년에는 밀정을 참한 사건이 드러났다. 그들은 처벌을 받았고, 구마모토 번은 정부에 찍히게 됐다.
호소카와 모리히사는 번내에 피어오르는 반항의 기운에 질려 메이지 4년(1871년) 3월 정부에 사의를 표명했다. 폐번치현을 목전에 둔 정부는 이를 잠시 보류했으나, 7월에 폐번치현을 실행하면서 사의를 받아들였다. 모리히사의 동생이자 참사관인 모리요시도 이에 동조하여 사직하고 이듬해에 미국으로 떠났다.
폐번치현으로 새로 생긴 구마모토 현의 정무는 원래대로 실학당이 유지했지만, 생각지 못한 역풍이 그들을 덮쳤다. 메이지 3년 말, 오이타 현 히타 군(日田郡)에서 대봉기가 발발했다. 정부는 주변 번에게 진무대를 파견하라 지시했다. 구마모토도 군대를 보냈으나 현지에서 이들은 뜻밖에 농민들의 환영을 받았다. 봉기 측은 ‘히고지배동양잡세면제’, 즉 구마모토 번과 같은 감세를 요구했는데, 농민들에게 있어 구마모토 군은 악정에 맞선 해방군으로 여겨졌다. 이렇게 감세를 요구하는 봉기는 가고시마 현을 제외한 구마모토 주변의 각 번에서 1873년(메이지 6년) 무렵까지 빈발했다. 이는 신정부에게 달갑지 않은 사태였고, 구마모토 현에 야스오카 료스케(安岡良亮)를 파견해 실학당을 현정에서 배제했다.
단기간에 끝나긴 했으나, 구마모토의 유신은 민중에게 큰 환영을 받았다. 그 흔적은 10기 정도 확인되고 있는 ‘지사탑’(知事塔)에서 볼 수 있다. 현재의 우부야마 촌(産山村)과 아소 시 및 오이타 현에서도 볼 수 있는 이 석탑은 해당 지역에서는 ‘치이상’, ‘치시상’이라고도 불린다. 호소카와 가의 쿠요몬(九曜紋)과 ‘각 마을 백성들에게‘(村々小前共江)이라는 글이 새겨져 있다는 공통점이 보인다. 이들은 메이지 초기에 건립된 것도 있고, 좀더 시대가 지나서 세워진 것도 있다. 모두가 전례 없는 감세조치를 취한 현정부에 대한 감사를 표하거나, 또는 이후 가혹하게 되돌아간 정책에 고통받으며 과거를 그리워하는 마음에서 지역사회가 출자해 만든 것으로 여겨진다.
구마모토 양학교의 남녀공학제는 에비나 단죠(海老名弾正) 등 일부 상급생들의 반발을 불러일으켰다. 하지만 제인스의 설득으로 찬성 측으로 돌아섰다. 여성 제1기생인 토쿠토미 하쓰코(徳富初子)와 나중에 에비나의 아내가 된 요코이 미야코(横井みや子) 등은 이후 구마모토 여학교(현재 구마모토 훼이스학원 고등학교)와 토쿄의 여자미예학교(현 여자미예대학) 창립에 크게 관여하며 여성의 사회 활동을 넓히는 역할을 맡았다. 하지만 혁신적인 서양식이자 기독교 색이 강한 학풍은 우려의 눈초리를 받았다. 학내는 기독교파와 반대파로 분열해 대격론이 전개됐다. 게다가 자제들의 기독교 귀의를 좋게 생각하지 않은 실학당 멤버도 배교를 종용했다. 메이지 9년(1876년) 이러한 상황을 견디지 못하고 포기한 제인스는 에비나 단죠 등 기독교파 학생 35명을 교토의 도시샤에 입학시키고 자신은 구마모토를 떠났다. 같은 해 9월 구마모토 양학교는 폐쇄됐다.
한편, 후루시로 의학교는 사립 구마모토 의학교, 구마모토 의과대학을 거쳐 1949년(쇼와 24년)에 구마모토대학 의학부가 됐다. 이 의학교에서는 키타사토 시바사부로와 그 조수인 이시가미 토오루(石神亨), 플로렌스 나이팅게일에게 영향을 받아 산파간호부(産婆看護婦) 학교 설립에 기여한 사에키 리이치로(佐伯理一郎) 등이 배출됐다.

### 자유민권운동의 단초
1873년 신정부 내에서는 정한론 논쟁이 벌어지고 있었다. 근황당 출신인 미야자키 하치로(宮崎八郎)는 상경 중에 <정한지의>를 상주했고, 또한 대만 출병 시에 의용병을 모으는 등의 행동을 취했다. 그러나 곧 반권력 사상을 강화하는 방향으로 나갔다. 그는 나카에 조민(中江兆民)의 <민약론>(民約論)에 크게 영향을 받아 자유민권운동에 투신했고, 1875년(메이지 8년)에 구마모토 현 최초의 중학교가 된 우에키 학교(제5번 변칙중학교)를 설립했다. 여기서 루소, 기조, 몽테스키외 등의 사상을 가르쳤으며, 또한 현 내외에 조직가를 파견하는 거점이 되기도 했다. 또한, 하치로의 동생 미야자키 토텐(宮崎滔天)도 민권운동에 참여했다. 토텐은 이후 아시아 혁명에 관여하여 망명 중인 쑨원(孫文)을 지원하고, 그를 형제의 생가로 초청하기도 했다.
우에키 학교 설립과 같은 해에 토쿄에서 열린 지방관 회의에서는 ‘지방민회의 건’이 의제가 됐고, 동시에 실시된 구호장(区戸長) 회의는 ‘민회흥륭의 건’을 자문했다. 이런 움직임을 계기로 구마모토에서도 민권운동이 활발해지기 시작했다. 여기에 현정에서 쫓겨난 실학당도 가세하여 민회 개설을 요구하는 논설이 <구마모토신문>에 실리는 등 여론을 환기시키는 행동도 나타났다. 이러한 움직임에 따라 1876년(메이지 9년) 구마모토 현은 ‘임시민회규칙’을 제정했다. 이는 매우 진보적인 제도였는데, 남성 호주 전원에게 선거권이 주어지고, 선출된 소구(小区)의원이 호선으로 대구(大区) 의원을 뽑고, 다시 호선으로 현민회 의원이 선출되는 방식이었다. 같은 해 10월에 우에키 학교는 폐쇄됐지만, 이 학교에 거점을 뒀던 민권운동가들은 결사를 세워 운동을 이어갔다.

## 근대 일본 최후의 내전으로

### 신푸렌의 난
하야시 오엔(林桜園)에서 출발한 근황당의 일파 중에 ‘신푸렌’(경신당)이 있었다. 그들은 미야자키 하치로처럼 민권운동으로 전환하는 데에서도 배제됐고, 불만을 누그러뜨리기 위해 현내 신사의 신주(神主)직에 임명되기도 했다. 하지만 그들은 정부의 유사전제(有司専制)와 유럽화 정책을 늘 못마땅하게 생각해왔다. 이어 1876년에 폐도령이 포고되자 울분이 폭발한 그들은 반란을 일으켰다.
10월 24일, 신의 신탁(우케이(宇気比))을 받았다는 이유로 총사인 오타구로 토모오(太田黒伴雄), 부총사인 가야 하루카타(加屋霽堅) 휘하의 약 170명이 결집해 궐기를 일으켜, 구마모토 성 부지 내에 있던 구마모토 친다이를 공격해 불을 놓았다. 그들은 진압되어 많은 이들이 자결하거나 처벌됐다. 하지만 이 신푸렌의 난은 에토 신페이(江藤新平) 등이 일으킨 사가의 난과 함께 사족 반란을 촉발시켰다. 또한 메이지 6년의 정변 이후 사쓰마로 귀향한 사이고 타카모리의 동향을 주목하게 하는 결과를 낳았다.

### 날개돋친 듯 퍼지다
1877년(메이지 10년) 2월 15일, 사이고 다카모리가 봉기했다. 구마모토의 불평 사족들은 이 소식을 접하고 흥분하여 사이고 군에 가담하는 자가 속출했다. 이케베 키치쥬로(池辺吉十郎)는 시습관 출신자를 기반으로 한 ‘학교당’의 사족을 중심으로 구마모토대(熊本隊)를 결성했다. 또한 우에키 학교 계열의 민권파도 협동대(協同隊)로 가세했다. 그 수를 합하면 7000명이라고 한다.
정부와 구마모토 친다이는 이미 사이고의 반역을 받아칠 준비를 하고 있었다. 참모장인 타니 타테키(谷干城)는 신푸렌의 난으로 입은 피해가 아직 회복되지 않은 상황에서 구마모토 사족이 호응하여 궐기하는 가능성을 염두에 두고 정부군의 주력이 도착할 때까지 구마모토 성에서 농성하는 작전을 채택했다. 그는 무기 탄약과 식량 등의 준비, 교량 철거와 선반(棚)의 설치, 도로 봉쇄와 지뢰 설치, 후지사키 궁 등 시내의 요소에 수비병 배치를 서둘러 진행했다. 그리고 후쿠오카와 코쿠라의 분영을 구마모토에 복귀시키기 위한 조치를 취했다. 19일에는 사격 범위를 확보하기 위해 시가지를 불태웠다. 그러나 같은 날 오전 11시 10분 경, 구마모토 성 내에서 화재가 발생해, 천수각 등이 소실되고 말았다. 이 원인에 대해서는, 불필요한 건축물을 철거하려는 친다이가 스스로 불을 냈다는 자소설(自焼説), 시가지를 태운 불이 옮겨 붙었다는 연소설, 사쓰마군 스파이의 방화설, 도망친 하인들의 방화설 등이 있지만 확실하지 않다.
그러나 진실이 무엇이 되었든간에 번의 역사를 상징하는 구마모토 성 천수각의 소실에 많은 이들은 한탄했다. 친다이도 비축 식량을 잃어버렸기 때문에 식량을 다시 모으는 일이 문제가 되었으나 농성의 준비는 일단락됐다. 이 화재가 발생하기 직전인 오전 8시 15분에는 정벌령이 내려져 친다이는 정식으로 ‘관군’이 됐다. 이 명령은 현청에 게시되어 민중들에게도 싸움의 대의명분을 알렸다.

### 구마모토 성 공방전
가와시리(川尻)에 집결한 사쓰마 군은 척후병을 통해 관군의 방침을 알게 됐고, 작전을 검토한 결과 구마모토성 강습책이 채택됐다. 2월 21일 먼저 가 있던 사쓰마 군의 일부가 구마모토 성 동쪽에서 수비병과 전투를 벌여, 공방전의 막이 올랐다.
다음날인 22일, 사쓰마 군은 구마모토 성을 포위하고, 정면(동측)과 후면(서측)의 양쪽에서 공격을 시작했다. 구마모토 성의 약점으로 꼽히는 후면이 특히 격전지가 되어, 다니야마(段山, 현 다니야마 본정)과 홋케 언덕(法華坂, 현 구마모토YMCA에서 국립병원기구 북쪽을 지나는 언덕)을 습격하는 사쓰마군 1, 2, 6, 7번 대대와 관군 사이에 격렬한 전투가 벌어졌다. 정면에서도 키리노 토시아키(桐野利秋)가 이끄는 4번 대대를 비롯한 부대와의 총격, 포격전이 벌어졌다. 사쓰마 군은 혼마루로 이어지는 불과 300미터 정도의 홋케 언덕을 공략하지 못했고, 정면의 공격도 돌담(石垣)에 막혔다.
22일에는 남하하는 정부군과 사쓰마 소대와의 교전 소식이 전해졌다. 사쓰마 군은 밤의 회의에서 방침을 전환해 일부 강경 수단을 남겨둔 채로 장기 포위책을 택했다. 구마모토대와 휴가에서 온 부대도 가세한 공격측과 친다이 측의 공방전은 3월에 들어서도 계속됐다. 구마모토 성 후면에서는 특히 격전이 극에 달했다. 가타야마테이(片山邸, 현 후지사키다이 현영 야구장)과 구 후지사키 신사에는 포탄이 날아 들었다. 다니야마는 사쓰마 군에게 점령되었으나, 3월 13일에 관군이 이를 빼앗았다. 또한 사쓰마 군은 성내에 이탈을 촉구하는 화살편지(矢文)를 날리거나, 쓰보이 강(坪井川)과 이세리 강(井芹川)의 합류점을 막아서 성 주위에 물을 채우는 작전을 취하는 등 농성측을 계속해서 공격했다.
하지만 그 무렵, 쿠로다 기요타카(黒田清隆)의 계책이 채택되어 정부는 칙사 호위병을 중심으로 한 별동 제2여단을 나가사키에서 출동시켰다. 3월 19일, 히나구(日奈久, 야쓰시로의 지역)에 상륙한 부대는 야쓰시로를 제압했다. 사쓰마 군은 나가야마 야이치로(永山弥一郎)을 지휘관으로 하는 부대를 보냈으나 관군은 31일에 마쓰바세(松橋, 우키의 지역)를 함락시켰다.
4월에 들어서서 구마모토 성에서는 군량의 감소를 걱정한 타니 타테키가 우에키 방향으로의 출격을 고민했다. 그러나 이는 참모인 가바야마 스케노리(樺山資紀) 등의 반대에 부딪혀 취소됐다. 대신 남쪽에서 접근하고 있던 정부측의 후방 습격군(충배군, 衝背軍)과의 연락을 시도하게 된다. 4월 8일, 포위 돌파대(突囲隊)가 사쓰마의 포위망을 돌파해, 우토에서 정부군과 합류하는 데에 성공했다.
정부군은 12일에 에후네, 코사를 일제히 공격하고, 14일에는 가와시리까지 진군했다. 또한 육군 중좌인 야마카와 히로시(山川浩)는 독단으로 부대를 움직여 마침내 농성군과의 연결에 성공했다. 이렇게 2개월에 걸친 구마모토 성 공방전은 사망자 773명을 남기고 마무리됐다. 가토 기요마사가 심혈을 기울여 쌓은 구마모토 성은 첫 전투에서 그 견고함을 증명했다.

### 타바루자카・키치지토게의 전투

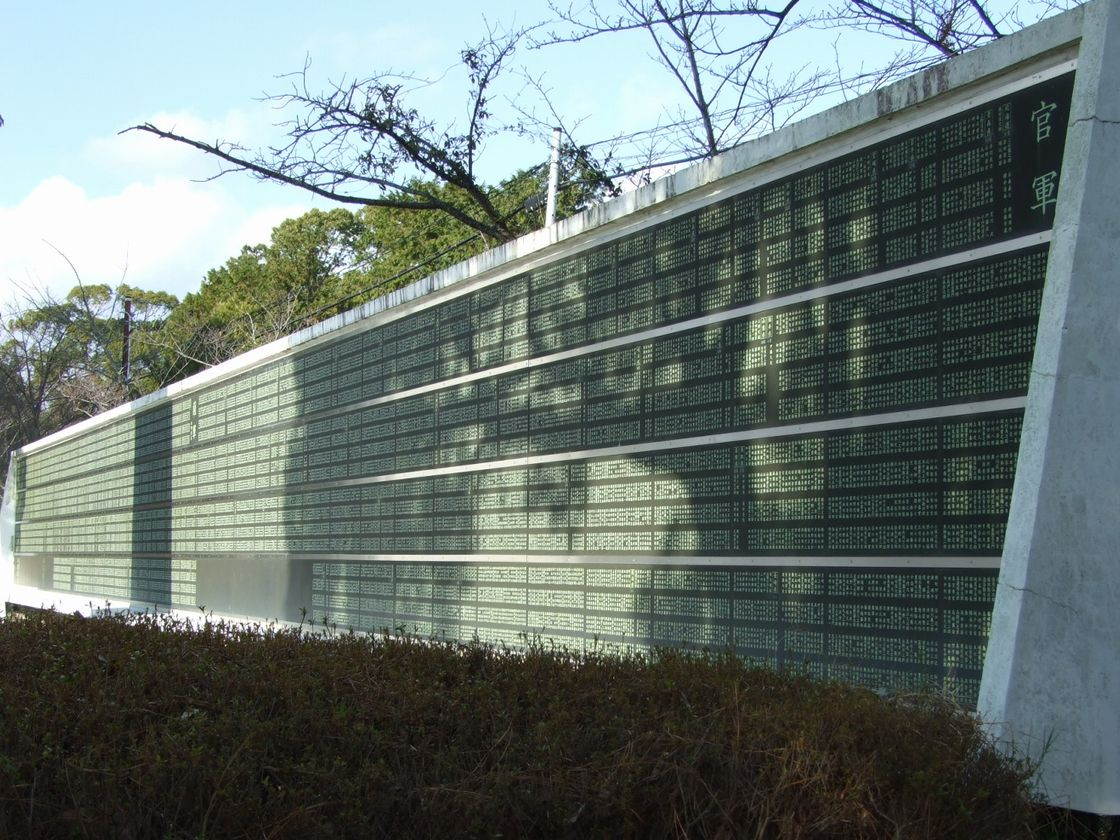
타바루자카 공원 위령비에 관군과 사병들의 묘비가 나란히 있다.

한편, 2월 22일 우에키(植木)에서 노기 마레스케(乃木希典)가 이끄는 정부군과 접촉한 사쓰마군 소대는 이를 급습해 관군을 패주시키고 연대기도 빼앗았다. 다음날도 양군은 교전을 벌였고, 잠시 퇴각을 시도하는 관군을 쫓아서 사쓰마 군은 공격을 퍼부었다. 후쿠오카에서 남하중인 제1, 2여단은 1개 중대를 급파해 25일에는 타카세(高瀬)를 제압했다. 같은 날 오후 타카세 강을 끼고 전투가 벌어졌는데 이번에는 관군이 버텨냈고 사쓰마 군이 퇴각했다.
26일 반격을 개시한 관군 보병 제 14연대는 타바루 언덕(田原坂, 타바루자카)까지 적을 밀어냈다. 그러나 군량 부족을 이유로 퇴각 명령이 내려졌기에 연대는 내키지 않았지만 물러났다. 이때 관군이 퇴각하지 않고 타바루 언덕을 통제하고 있었다면 이후의 참혹한 전투를 막을 수 있었을 것이라는 지적이 있다.
2월 22일 심야, 정부군의 동향을 알게 된 사이고 타카모리 등 사쓰마 군 수뇌부는 장기 포위 전략으로 전환하고 군대를 나눠 북쪽으로 병력을 보내기로 결정했다. 북쪽에서 구마모토로 향하는 길은 3개가 있다. 야마가에서 남하하는 루트에는 4번 대대, 타카세에서 타바루 언덕을 넘어 우에키에 이르는 루트에는 1번 대대, 키치지 고개(吉次越=吉次峠, 키치지토게) 루트에는 2번 대대와 6, 7연합 대대가 맡기로 하고 25일에 출발했다.
한편 정부군은 사쓰마 군의 움직임을 감지하고 있었으나, 신중한 야마가타 아리토모(山縣有朋)는 즉시 공격을 지시하는 대신 태세정비를 우선했다. 제14연대와 근위보병 제1연대의 일부를 타바루 언덕 방면으로, 나머지 근위보병과 토쿄와 오사카 친다이 병력을 키치지 고개 방면으로 각각 배치하고, 3월 3일에 진군을 개시했다.
3월 4일, 타바루 언덕에 총공격을 가한 정부군은 천연의 요충지에 의지한 사쓰마 군의 일제 사격을 받아 생각한 대로 진격할 수 없었다. 키치지 고개는 더욱 처참했다. 밭에는 사체가 쌓였고, 도랑에는 피가 고였으며, 수많은 총탄으로 인해 나무들은 벌집이 됐다. 사쓰마 군도 시노하라 쿠니모토(篠原国幹)가 전사했으나 의기를 꺾지 않았다. 패주한 관군은 키치지 고개를 ‘지옥고개’라 불렀다. 다음 날부터 한 부대를 키치지 고개에 남겨놓고, 정부군은 타바루 언덕에 집중해 일진일퇴의 공방이 이어지게 됐다.
경시 발도대의 활약으로 인해 조금씩 전세를 유리하게 이끈 정부군은, 비가 내리던 3월 20일에 총공격을 벌였다. 포격과 비에 강한 후장식 스나이더(Snider) 총이 위력을 발휘한 관군에 비해, 사쓰마 군이 주로 사용하던 엔필드(Enfield) 총은 비에 약했다. 게다가 총알이 부족하여 인근 주민들이 주워 모은 총탄을 사모으는 상황 끝에 타바루 언덕을 돌파당해 후퇴할 수밖에 없었다. 당시 기자로 종군했던 이누카이 츠요시(犬養毅)는 격렬한 총격전으로 나무와 전봇대가 산산조각 난 모습을 전했다. 타바루 언덕에 들어선 야마가타 아리토모는 공격하기 어려운 급경사와 공간의 협소함을 실감하고 장병들의 죽음에 눈물을 흘렸다고 한다.
3월 21일 야마가에 보낸 제4대대도 패하고 결국 후퇴한 사쓰마 군은 우에키의 키토메(木留)에서 관군을 맞아 싸웠다. 일진일퇴의 공방이 이어졌으나, 결국 정부군이 우세해져 사쓰마 군은 헤타노(辺田野)・오기사코(荻迫, 현 JR우에키 역 주변)까지 물러났다. 이 무렵 정부군이 독일에서 구입한 풍선폭탄(風船爆弾)을 투입했다는 설도 있다. 그러나 전황은 교착상태에 빠졌고 관군 내에서는 우회하여 진군하자는 안도 나왔다. 하지만 4월 15일 오후 1시, 구마모토 성과 후방 습격군(충배군)이 서로 연락하게 됐다는 소식을 알게 된 사쓰마 군은 철수를 시작했다.

### 히토요시 방어전과 함락

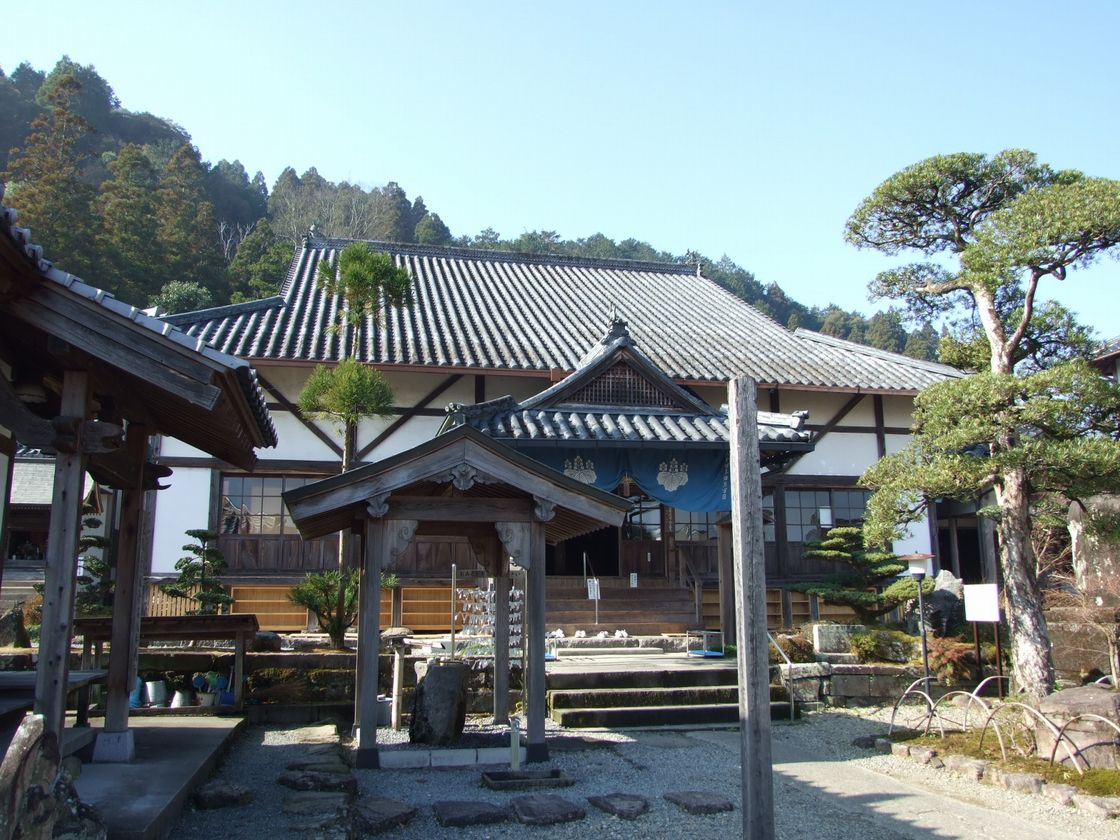
사이고 타카모리가 마지막까지 저항한 거점 에이코쿠 사

사쓰마군은 구마모토 평야 동부의 키야마(木山)로 거점을 옮겨 병력을 배치하고 관군과 대치했다. 여기서서도 양군은 대치했으나, 관군이 에후네와 오즈를 진압한 것을 시작으로 우세를 점했다. 4월 21일 사쓰마 군은 히토요시로 후퇴하기 시작했다. 28일 사쓰마 군은 재결집했고, 사이고는 에이코쿠 사(永国寺)에 들어가 본영을 세웠다. 사쓰마 군은 여기서 태세를 재정비할 계획을 세우고, 식량 확보와 탄약 제조를 위해 주민 징발과 과세까지 예정하며 2년간 할거할 계획을 세웠다. 동시에 병력을 분산시키는 작전도 취했다. 하지만 정부군은 동쪽의 에시로(江代), 북쪽의 이쓰키무라(五木村), 서쪽의 쿠마 강(球磨川) 하류의 세 방향에서 공격해 5월 30일에 히토요시에 총공격을 개시했다.
6월 1일 새벽, 시가지에 들어간 관군이 쏜 로켓에 밤중에 마을이 불타버리고, 사쓰마 군이 히토요시 성터에서 쏜 대포알이 쏟아지는 가운데 양측의 백병전이 벌어지게 됐다. 사쓰마 군은 쿠마 강 남쪽으로 후퇴해 다리를 끊으며 정부군을 막았고, 강을 사이에 두고 포격과 총격이 서로 오가는 상황이 이어졌다. 오후가 되자 사쓰마 군은 후퇴하기 시작했다. 이후, 사이고와 사쓰마 군은 정부군의 추격을 받으며 미야자키의 노베오카(延岡) 등을 돌아다니며 싸워나갔다. 그러나 9월 24일 가고시마의 시로야마 산(城山)에서 궤멸했다.
이 전쟁으로 피해를 입은 일반인 사상자 수는 300명을 넘었고, 가옥 1만 채 이상이 피해를 입었다. 기록에 나오진 않지만 경작지 등도 심하게 황폐화됐다. 피해를 입은 일반인에게는 장례비와 수당금이 지불됐고, 가옥 피해에 대해서도 보조금이 지급됐다. 미야자키 하치로는 전사하면서 협동대로 참전했던 히고 근황당의 계통도 일단 끊어졌다. 구마모토대(熊本隊)로 참가했던 학교당도 목소리를 낮췄고, 구마모토에서는 중앙정부 주도의 현정이 펼쳐지게 됐다.

## 지방의 행정과 발전

### 폐번치현
본 항목에서는 메이지 초기의 현명을 일률적으로 ‘구마모토현’으로 표기하고 있다. 하지만 실제로는 1871년(메이지 4년) 7월 14일에 시작된 폐번치현 때 옛 번에 대응하는 3개의 지역이 설치됐으며 그 앞뒤로 명칭 변경과 합병 등이 반복됐다.
대정봉환이 이뤄진 1868년(메이지 원년), 규슈의 각 천령은 신정부 직할지가 됐고, 천령 아마쿠사도 1871년 윤4월 25일에 도미오카현(富岡県)이 됐다. 이 명칭은 6월 10일에는 아마쿠사현으로 바뀌었고, 8월 29일에는 나가사키현의 일부로 편입됐다.
1871년의 폐번치현 실시 때 구마모토 번은 구마모토 현(제1차), 사가라 번은 히토요시 현이 됐다. 하지만 히고 남부를 총괄하는 현청이 야쓰시로에 설치되기로 결정됨에 따라 11월 14일 히토요시 현은 야쓰시로 현으로 개명됐다. 여기에 아마쿠사 지방이 편입됐고, 메라(米良) 지방은 미야자키 현으로 넘어갔다.
마찬가지로 구마모토 현도 설치된 현청의 소재지(현재 구마모토시 니혼기)에 따라 1872년(메이지 5년) 6월 14일에 시라카와 현으로 명칭이 바뀌었다. 1873년(메이지 9년) 1월 15일에 두 현은 합병해 시라카와 현으로 일원화됐고, 현청이 구마모토 성으로 이전됐다. 이후 1876년(메이지 9년) 2월 22일에 구마모토 현(제2차)로 개칭해 현재에 이른다.

### 구마모토의 정당형성
메이지 4년(1871년) 제정된 호적법에 따라 이듬해 임신년 호적(壬申戸籍)이 편제됐는데, 이에 따라 호장(戸長)과 구장(区長)이 설치됐다. 구마모토 현의 경우, 이들은 전부 관선으로 임명됐기 때문에 민중과의 신뢰관계는 약했다. 1873년 실학당 정권의 붕괴와 지조 개정 이후 민비(民費)는 계속해서 증가하고 있었다. 이에 불만을 품은 농민들은 아소 지방 등에서 파괴행위(打ちこわし) 등 지조개정에 반대하는 봉기(一揆)를 자주 일으켰다. 여기에 민권운동이 관여하여, 구장・호장 민선화를 요구하는 목소리가 높아졌다.
1878년(메이지 11년) 애국사(愛国社)가 재건되자, 구마모토에서도 서남전쟁에서의 징역형을 마친 자들을 흡수하면서 민권운동가가 연대하는 ‘상애사’(相愛社)가 설립됐다. 이는 이듬해에 국회기성동맹의 일원으로 개편됐지만, 기본적으로 창설 당시의 ‘상애사 취지서’에 근거한 행동을 취했다. 상애사에서도 사의헌법(私議憲法)을 작성했으나 좀처럼 논의가 수렴되지 않아 발표에 이른 때는 1881년(메이지 14년)이었다.
한편, 서남전쟁에서 구마모토 대(熊本隊)에 참여했다가 체포됐던 삿사 토모후사(佐々友房)가 귀향하면서 1879년(메이지 12년) 도신 학사(同心学舎, 현재 구마모토 현립 세이세이코(済々黌) 고등학교)를 설립했다. 여기에 구 학교당 등 보수 세력이 모여들었다. 삿사는 이노우에 코와시(井上毅) 등의 조언을 받아 시메이카이(紫溟会)를 설립하고 민권운동 참여를 도모했다. 그러나 계속된 논쟁 끝에 1881년 시메이카이 설립 당시에 민권파 중 실학당만 참가했으며, 이마저도 2개월 후에 탈퇴했다.
메이지 14년의 정변 이후 이타가키 타이스케(板垣退助) 등이 자유당을 설립하자, 구마모토에서도 민권 계열 결사의 조직화가 진행돼, 1882년(메이지 15년) 규슈 개진당이 결성됐다. 이는 한번 해산됐지만, 규슈연합동지회 등을 거쳐 1890년(메이지 23년)에 결성된 입헌자유당으로 계승된다. 이 세력은 1888년(메이지 21년)에 구마모토 국권당(熊本国権党)으로 개편된 보수세력의 시메이카이(紫溟会)와 현정을 양분하는 세력이 됐다. 이 대립 양상은 ‘히고의 탁상공론‘(肥後の議論倒れ)이라 불리는 구마모토인의 기질을 조장하는 요소 중 하나가 됐다.

### '5고' 개교

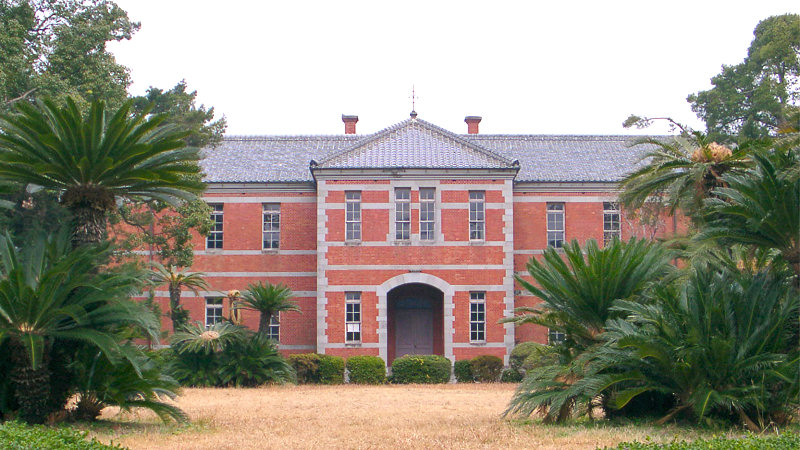
구마모토 대학 캠퍼스 내에 위치한 제5고등학교 본관(현 5고기념관)

1886년(메이지 19년) 공포된 중학교령에 따라 후쿠오카, 나가사키와의 유치 경쟁 끝에 구마모토에 제5고등중학교(현 구마모토 대학)의 설치가 결정됐다. 이듬해, 구 구마모토 양학교와 후루시로 의학교의 교사(校舎)를 사용하여 개교했고, 1890년(메이지 23년)에는 쿠로카미 촌의 신 캠퍼스로 이전했다. 1894년(메이지 27년)부터 고등학교령에 따라 ‘제5고등학교’가 됐다. 제5고등학교는 래프카디오 헌(小泉八雲, 일본어명 코이즈미 야쿠모)과 나쓰메 소세키(夏目漱石)가 교편을 잡았던 것으로도 유명하다.

### 인프라 정비
1884년(메이지 17년), 우토반도의 뾰족한 부분에 위치한 미스미 정(三角町)에서는 국가 주도의 국제무역항 정비가 시작되어 3년 후 미스미 항으로 개항했다. 이와 관련된 부대 공사로 철도 건설도 계획되어 1886년(메이지 19년)에는 키타규슈의 모지(門司)~미스미 구간의 철도 부설이 허가됐다. 마쓰카타 디플레이션의 종료와 기업활동의 활발화로 인한 철도대망론의 고조가 이런 결정의 배경에 있었다고 한다. 1891년(메이지 24년) 7월 1일, 나가스(長洲)역, 타카세역(후의 타마나역), 우에키역, 이케다역(후의 가미구마모토역)을 경유해 구마모토역까지 이어지는 철도가 개설됐다. 이케다역과 구마모토역은 시가지보다 상당히 서쪽에 설치됐는데 이는 순전히 용지 매입 문제에 따른 것으로 철도 기피론의 영향은 아니라고 한다.
철도는 순차적으로 연장돼 1908년(메이지 41년)에는 히토요시역까지 부설됐다. 이는 히토요시 번주가문의 가로 출신인 시부야 레이(渋谷礼) 등 유지들에 의한 유치운동이 효과를 낸 결과다. 나중에 문부대신이 된 하세바 스미타카(長谷場純孝)가 추진한 해안선 루트는 채용되지 않았는데, 이 배경에는 군부의 의견도 있었다. 쿠마 강변의 철도노선은 지역 주민의 발이 되어 또한 관광 코스로도 성황을 이뤘다. 이듬해에는 가고시마 현까지의 노선이 개통됐고, 스위치백과 일본 최초의 루프식 노선이 채택됐다.

### 아마쿠사의 기독교 재부흥
메이지 정부는 당초 기독교 신앙 금지를 해제하지 않았다. 하지만 1868년(케이오 원년)~1873년(메이지 6년)의 탄압이 미국과 영국으로부터 거센 비난을 받자 정부는 기독교 포교를 허락했다. 그러나 이러한 사실은 지방까지 빠르게 알려지지는 않았고, 아마쿠사 사람들은 나가사키 ‘카미노시마’의 어민으로부터 이 소식을 들었다. 1876년(메이지 9년) 오에(아마쿠사 정)의 주민 15명, 이듬해에는 오에와 사키쓰(카와우라 정) 주민 14명이 구마모토 현령에게 기독교 귀의를 신고했으나 현은 이를 수리하지 않았다. 오히려 장례식을 기독교식으로 했다는 이유로 사키츠의 주민이 처벌받는 등 지방 정부의 몰이해도 있었다.
그러나 이윽고 아마쿠사에 선교사가 찾아오면 기독교에 대한 이해도도 높아졌다. 1892년(메이지 25년) 아마쿠사에 부임한 프랑스인 신부 루이 가르니에(Louis Garnier)는 50년에 걸쳐 아마쿠사에서의 포교활동을 이어갔으며, 오에 천주당과 고아원 건설 등에 진력했다. 그는 프랑스어로 ‘파테루씨’(기행문 <다섯 켤레의 신발>에서는 ‘바아테루씨’)라고 친근하게 불렸다. 1941년(쇼와 16년) 아마쿠사에서 생을 마감했다.

## 구마모토의 전쟁과 현대

### 군사도시 구마모토
세이난 전쟁을 치른 구마모토 친다이는 1888년(메이지 21년)에 제6사단으로 개편됐다. 구마모토 시가 그 위수지역이 됐으며, 사단의 사령부가 설치된 구마모토 성을 중심으로 주변에 보병연대와 기병대대, 포병연대가 배치됐다. 청일전쟁 및 1902년(메이지 35년)의 천황을 맞아 실시한 군사훈련 등을 거치면서 구마모토 시는 군사도시로서의 성격이 강화해갔다.
러일전쟁에서 구마모토는 포로를 수용하는 장소 중 하나가 되어 오에토로쿠(大江渡鹿)의 연병장 등에 약 5000명을 수용했다. 그 중에는 나중에 작가가 된 알렉세이 노비코프-프리보이(Alexey Novikov-Priboy)와, 혁명 운동가 니콜라이 수질로프스키(Nokolai Sudzilovsky) 등이 있었다. 수질로프스키는 아마쿠사 출신인 오하라 나츠노(大原ナツノ)와의 사이에서 2남인 하리(安光)를 낳았다. 이후 15년 전쟁에서도 구마모토는 중요한 군사거점이었다.

### ‘대 구마모토 시’의 정비
이렇게 전시체제를 지탱하는 한편, 스스로도 성장하는 구마모토 시였지만 이 두가지를 양립하는 데 있어서 문제가 생겼다. 서남전쟁에서 불타 폐허가 된 시내 중심부에 위치한 야마자키 연병장(山崎練兵場)이 교통을 분단시켜, 시의 발전을 저해하는 요인이 되고 있었다는 사실이 1881년(메이지 14년) 무렵부터 주목받기 시작했다. 여론을 고려한 육군성은 공병대와 후지사키다이(藤崎台) 병영 등을 토로쿠(渡鹿)나 오에촌으로 이전했다. 하지만 가장 중요한 연병장은 손대지 않은 채로 놔뒀기 때문에 연병장 이전 요구는 계속됐다.
1891년(메이지 24년) 2월 22일자 <구마모토 신문>은 연병장 이전문제가 방치되는 모습을 “구마모토 시내 3가지 어리석음 중 제일”이라고 통렬히 비판했다. 1897년(메이지 30년)에 구마모토시회는 육군대신에게 이전 요청을 제출했다. 육군 측도 시설확장이 한계에 달했다는 사정이 있었기에 여러 차례의 교섭 끝에 이전 요청을 받아들였다. 이듬해부터 연병장을 오에 촌으로 이전하는 공사가 시작됐는데, 그 비용은 구마모토 시가 부담했다고 한다.
시가지에 광대한 용지를 얻은 구마모토 시는 발전을 위한 도시계획을 실행에 옮겼다. 연병장 터에는 종횡으로 도로가 정비됐고, ‘렌페이 정’(練兵町, 위의 지도 참조)과 당시의 시장 가라시마 이타루(辛島格)의 성에서 따온 ‘카라시마 정’(辛島町) 등이 설치됐다. 이 일대는 ‘신시가이’(新市街, 신시가)라 불리며, 하나의 큰 번화가로 발전해 나간다.
시내의 공공교통 기관으로 1907년(메이지 40년)에 구마모토 경편철도(熊本軽便鉄道)가 개업했다. 이는 타이쇼 시대에 구마모토 전기철도(熊本電気鉄道)를 거쳐 구마모토 시전(熊本市電)으로 바뀌었다. 또한, 용지에는 중앙관청의 출장기관을 유치하여, 그 첫 사례로 1911년(메이지 40년)에 현재의 사쿠라마치 버스터미널 자리에 담배전매국(煙草専売局)이 건설됐다. 팽창하는 도시의 수요를 맞추기 위한 상수도 정비도 시행됐다. 1924년(타이쇼 13년)에는 하케노미야(八景水谷)와 타쓰다 산(立田山)을 수원으로 하는 상수도망이 완성됐다. 이 토지정비, 시영전차 부설, 상수도 정비는 근대 구마모토 시의 3대 사업으로 꼽히며, 이로써 도시 발전의 기반 조성이 완성됐다.

### 재해와 방재
1927년(쇼와 2년) 9월 13일, 구마모토현 일대에 태풍이 접근하여 폭풍해일과 강풍에 의한 피해가 발생했다. 해일은 만조 시간대에 호타쿠군(코지마초, 가와구치무라, 가이로구치무라, 오키신무라, 하타구치무라가 두드러짐), 타마나군, 우토군의 간척지 방조제를 파괴했고, 신전(新田) 지대 등 해안 근처 주민들은 대피할 겨를도 없이 집째로 짓눌려 파도에 휩쓸렸다. 결과적으로 사망자·실종자 423명, 중상자 23명이 발생했다. 또한, 폭풍은 구마모토시 내를 강타해 현립 양잠시험장, 현립 맹아학교, 아이즈 초등학교, 니혼기 병원 등 건물 백여 채가 붕괴되었다. 전기와 가스 등 라이프라인도 끊겼다. 오슈 가도에서는 가토 기요마사와 연관된 삼나무 가로수의 대부분이 날아갔으며, 수륙 양쪽의 벼 침수 면적은 7,000정에 달했다.
제2차 세계대전 중 구마모토 현이 처음으로 직접 공습을 받은 때는 1944년(쇼와 19년) 11월 21일이었다. 그 날 구마모토 시에 80대의 B-29 폭격기가 날아들었다. 이듬해 7월 1일 심야에는 154대의 B29가 날아와 폭격을 가해 구마모토 시가지의 3분의 1이 불에 타 폐허가 된 구마모토 대공습이 있었다. 주택 1만호가 피해를 입었고, 정확한 집계는 아니지만 300명 이상이 사망했다.
전쟁 후, 삼림의 난벌(乱伐)과 하천 정비 지연으로 인한 수해가 일본 각지를 매년 습격했는데 구마모토 현도 예외가 아니었다. 1949년(쇼와 24년)엔 쥬디스(Judith) 태풍과 델라(Della) 태풍, 이듬해인 1950년(쇼와 25년)에는 키지아(Kezia) 태풍이 찾아와 쿠마 강이 범람해 히토요시 시와 야쓰시로 시가 피해를 입었다. 또한 1953년 6월의 ‘쇼와28년 서일본 수해’에서는 치쿠고 강을 비롯해 북부 규슈의 모든 하천이 사상 최악의 홍수를 일으켰다. 구마모토 현에서는 키쿠치 강과 시라카와 강 등 현내 북부의 하천으로 인한 홍수 피해가 심각했다. 구마모토 시의 시라카와 강에는 아소산 폭발로 발생한 요나(ヨナ, 화산재를 뜻하는 규슈 지역의 방언)가 섞여 진흙이 혼입됐는데, 이 때문에 복구에 시간이 걸렸다. 한편, 구마모토에서는 이 수해를 통칭 6.26 수해라고 부른다.
하천을 관리하는 건설성(현재의 국토교통성)은 이러한 수해를 막기 위해 댐을 통한 치수를 계획했다. 쿠마 강에 이치후사(市房) 댐을 1959년(쇼와 34년)에 완성한 것을 시작으로 미도리카와 강에 미도리카와 댐, 키쿠치강에는 지류인 하자마 강(迫間川)에 류몬(竜門) 댐을 건설했다. 현재는 시라카와 강에 타테노(立野) 댐을 건설 중이다. 또한 하천법이 1964년(쇼와 39년)에 개정됨에 따라, 현내 하천 중에 키쿠치 강, 시라카와 강, 미도리카와 강, 쿠마 강 4곳은 국가가 관리하는 1급 하천으로 지정됐다.

### 벌집성과 가와베카와

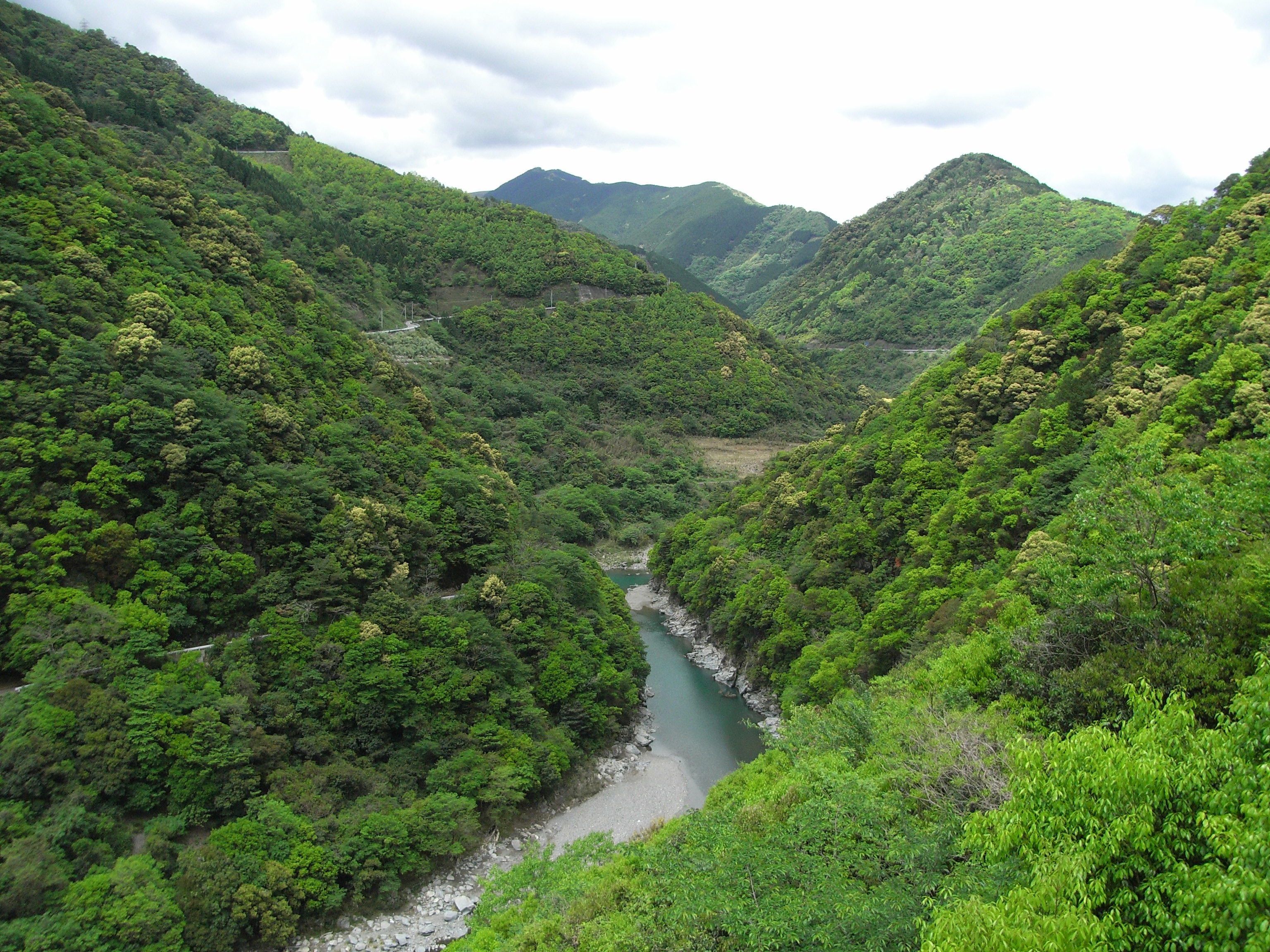
가와베카와 댐의 모습

이러한 치수사업 중에서 특히 댐 사업은 조상 대대로 물려받은 땅이 영원히 호수 밑으로 가라앉는다는 점에서 현지의 반발이 컸는데, 특히 구마모토 현에서 이런 반발이 강했다. 그 중 하나가 1959년부터 치쿠고 강(筑後川) 상류에 건설이 계획됐던 마쓰바라(松原) 댐과 시모우케(下筌) 댐에 대한 현지의 아소 군 오구니 정(阿蘇郡小国町) 주민들의 댐 반대 투쟁, 즉 벌집성(蜂の巣城) 분쟁이다.
사업자인 건설성의 강압적인 태도에 반발한 오구니 정의 주민 무로하라 토모유키(室原知幸)는 시모우케 댐 건설 예정지에 요새를 짓고, 수몰 예정지 주민들과 함께 건설성에 대해 격렬하게 저항했다. 이 분쟁은 1960년(쇼와 35년)에 ‘대집행(代執行) 수중 난투사건’으로 발전해 유혈 사태가 벌어졌다. 하지만 1970년(쇼와 45년) 무로하라가 죽으면서 막을 내렸다. 하지만 이 사건은 향후 국가에 의한 하천행정의 방식을 크게 전환시켰다. 1973년(쇼와 48년)에는 수원지역대책 특별조치법이 제정돼 수몰 주민의 생활재건 등이 법률로 의무화됐고, “주민의 허가가 없으면 댐 사업을 시작할 수 없다”는 불문율을 형성했다.
그리고 현재, 구마모토 현 최대의 공공사업으로 전국적으로 문제가 되고 있는 것은 쿠마군 사가라촌과 이쓰키촌에 건설이 계획돼 있는 가와베가와(川辺川) 댐이다. 1966년(쇼와 41년)에 계획이 발표된 가와베가와 댐은 완공된다면 구마모토 현 최대의 댐이 된다. 그러나 이쓰키 촌, 사가라 촌의 반대운동과 1990년대 이후 공공사업 재검토의 흐름에 따라 계획이 발표된 지 50년 이상이 지난 현재도 공사에 착수하지 못하고 있다. 2001년(헤이세이 13년)에는 당시 구마모토 현지사였던 시오타니 요시코(潮谷義子)에 의해 ‘카베와카와 댐 주민토론집회’가 개최되어 댐 건설의 시비를 둘러싼 활발한 논의가 이뤄진 바가 있다. 이 와중에 사업비 증가를 견디지 못한 가베와 강, 쿠마 강 유역의 농민들이 ‘카베와 강 용수 소송’을 제기해 사업계획의 취소를 요구했다. 2003년(헤이세이 15년) 후쿠오카 고등재판소는 이 요구를 받아들였고, 2007년(헤이세이 19년)에는 가와베가와 댐에 관개 사업자로 참여 예정이었던 농림수산성이 댐 사업에서 철수하겠다고 발표했다. 동시에 수력발전 사업에 참가 예정이던 전원개발도 사업에서 철수하기로 했다. 가와베가와 댐의 사업 의의 자체에 대한 의문이 제기되기도 했다. 가와베 강 유역의 지자체인 이쓰키 촌과 야쓰시로 시, 쿠마 촌 등은 댐 사업의 조기 추진을 호소하고 있다. 하지만 히토요시 시와 사가라 촌, 그리고 구마모토 현은 반대 및 계획 백지화 입장을 취하고 있다. 이후 댐 계획의 존속 여부는 사업자인 국토교통성의 대응에 달려 있다.
한편, 시오타니 현지사 재임기간 중 쿠마 강에 건설했던 현영 수력발전용 댐인 아라세(荒瀬) 댐의 철거가 결정됐다. 시설의 노후화로 인해 유지비 조달이 곤란하다는 이유였으며, 2010년(헤이세이 22년)에 수리권(水利権)이 만료됨과 동시에 댐은 철거될 예정이었다. 이러한 댐 철거는 일본 최초의 사례로 주목받았다. 하지만 2008년(헤이세이 20년) 6월 4일, 시오타니 지사의 뒤를 이은 가바시마 이쿠오(蒲島郁夫) 지사는 “철거에 따른 비용이 증가하여, 비용대비 효과에 의문이 있다”며 철거를 동결한다는 방침을 발표했다. 그러나 이 결정에 대해, 다년간 댐 방류에 의한 진동과 침수, 우물 마름 등의 피해를 입어온 댐의 유역 주민들로부터 성난 목소리가 나오자, 국토교통상은 수리권 갱신을 인정하지 않았다. 지사는 동결방침을 철회했으며, 2012년부터 댐 철거공사가 시작됐다.

### 구마모토의 산업
고대부터 히고는 농산물이 풍부한 것으로 유명했으며, 근・현대에 구마모토가 된 후로도 농업은 유력한 산업으로 남았다. 메이지 신정부는 식산흥업의 일환으로 1893년(메이지 26년) 농상무성 농사시험장 규슈지부(현 독립행정법인 규슈・오키나와 농업연구센터)를 구마모토에도 설립했다. 이곳은 1911년(메이지 44년)에 설치된 현립 농사시험장과 함께 양잠업, 등심초(イグサ), 채소류와 차 등의 재배와 시험 등을 주도했다. 2차대전 후에도 구마모토는 굴지의 농업현으로, 종사자 수와 농축산 생산액이 전국에서도 높은 수준이다.
특산품으로는 1991년(헤이세이 3년)부터 출하를 시작한 데코퐁 등 감귤류, 토마토와 수박, 출하시기가 타지역보다 빠른 안데스 멜론 등과 쿠마 강 유역의 온도차를 이용한 프린스 멜론 등이 유명하다.
그러나 최근에는 일손 부족, 태풍 등 자연재해, 그리고 수입 농산물과의 경쟁 격화 등의 문제가 나타나기 시작했다. 구마모토 현은 2001년(헤이세이 13년)에 ‘구마모토 현 농업계획(챌린지21 구마모토)’을 수립해 농업의 미래 전망을 열어갈 대책을 마련하고 있다.
구마모토 현의 취업인구 비율을 보면 1차 산업은 전국 평균의 2배를 상회하는 반면, 2차산업에서의 비율은 평균을 하회하고 있다.
구마모토 최초의 근대 공업은, 실학당 정권하의 메이지 초기의 양잠업 진흥책에 따라 1875년(메이지 8년)에 설립된 미도리카와 제사 공장(製糸場)으로 거슬러 올라간다. 이는 사족수산(士族授産) 정책의 일환으로, 사족의 자녀 등이 여공으로 일했다. 당초엔 조잡한 마을 공장(町工場)에 지나지 않았지만 점차 규모와 설비를 갖춰나갔다.
제사 공장은 1881년(메이지 14년)의 ‘요코하마 생사 하예소 사건’(横浜生糸荷預所事件)의 여파에 따라 폐업했다. 하지만 1893년(메이지 26년)에는 구마모토 제사(나가노 요헤이 창업)가, 이듬해에는 야쓰시로에서 구마모토방적(熊本紡績)이 설립됐다. 이들 기업의 명맥이 지금까지 이어지는 것은 아니지만, 일본의 제사・방적 산업을 떠받친 기둥 역할을 한 것으로 평가된다.
1964년(쇼와 39년)에 신산업도시 건설 촉진법이 시행되면서 구마모토에도 신산업도시 지구가 지정됐고, 공업화가 가속됐다. 특히 규슈에는 대형 반도체 기업의 진출이 이어졌는데, 구마모토에도 일관생산(一貫生産) 및 조립, 패널기업의 공장이 건설됐다. 이러한 움직임을 기리켜 규슈를 ‘실리콘 아일랜드’라 부르기도 한다. 하지만 실체를 보면 기획이나 설계기능이 없이 생산에 편중되어 있어 ‘두뇌 없는 거점’이라 폄하되는 측면도 있다.
오일 쇼크로 인한 침체 이후 구마모토 현은 ‘테크노폴리스 구상’을 발표했다. 1983년(쇼와 58년)에 제정된 ‘고도기술 공업집적지역 개발촉진법(테크노폴리스법)’에 따라 이듬해 전국 9곳에 산업-학문-주거의 조화를 목표로 한 데크노폴리스가 지정됐다. 새로 지정된 지구의 하나로 ‘구마모토 데크노폴리스’도 건설에 착수했다.
구마모토는 자동차나 중화학 공업에서는 뒤쳐져 있었으나, 반도체에 초점을 맞춘 산업유치 정책을 추진해 일정한 성과를 거뒀다. 그러나 경쟁 격화와 경기 후퇴로 인한 반도체 불황으로 현의 제조업 총 출하액도 감소했다. 기업 진출을 촉진하는 보조금과 세제 우대는 규슈에서는 높은 수준이었지만 전국적으로는 눈에 띄는 정도는 아니었다. 구마모토 현은 ‘세미 컨퍼런스 구상’ 등 인센티브를 높이는 시책을 내놓고 있다. 최근 구마모토에 진출한 기업들은 그 이유로 풍부한 수자원, 규슈의 중심, 아시아 지역과의 접근성 등 지리적 조건 등을 꼽고 있다.
구마모토 현에는 풍부하고 다양한 자연과 역사적 건축물과 수많은 온천지 등이 있다. 하지만 쿠로카와 온천(黒川温泉)과 같은 성공 사례를 제외하면 관광지로서의 매력이 부족해 숙박객과 관광소비 총액은 제자리 걸음을 하고 있다.
2011년에 개업한 규슈 신칸센(九州新幹線)을 통해 시장 확대, 관광객 증가 효과가 기대되고 있다. 하지만 한편으로는 공동화(空洞化)를 우려하는 목소리도 있다. 관광입현(観光立県)을 목표로 하는 구마모토는 다른 지역과의 차별화, 호스피탈리티의 향상, 홍보활동 등을 요구받고 있으며, 그 실현을 위한 구체적 노력도 이어지고 있다.

### 미나마타의 수난
1908년(메이지 41년) 11월 미나마타시(水俣市)에서 가동을 시작한 일본 질소비료 주식회사(닛치쓰, 현재의 칫소)는 가바이드를 시작으로 비료인 석회질수와 유황암모늄으로 사업을 확대해 갔다. 가자레식 암모니아 제조법을 확립한 1926년(타이쇼 15, 쇼와 원년)에 닛치쓰의 전 직원인 사카네 지로(坂根次郎)가 정장(町長)에 취임하고, 공장장 등 관계자 7명이 정의회 의원에 당선하면서 정정(町政)에 관여하기 시작했다. 이 배경에는1923년(타이쇼 13년)의 수해 발생에 따른 도시재해 대책에서 주도권을 발휘하기 위한 것도 있었다. 또 한편으로 1918년(타이쇼 7년) 이래 계속된 배수를 둘러싼 어업조합과의 보상문제를 정치적으로 해결하려는 의도도 있었다고 한다. 어업보상의 경우, 배출수에 대한 민원을 영구히 취하하는 것을 조건으로 위로금(見舞金)을 지불하는 것으로 마무리했으며, 닛치쓰는 배수를 계속했다.
1930년(쇼와 5년) 쯤부터 닛치쓰 미나마타 공장은 주 제조품을 아세트알데히드를 원료로 하는 아세트산(酢酸), 아세트산에틸 등으로 전환했다. 이 원료를 제조하는 과정에서 황화제이수은(第二硫化水銀) 촉매를 사용하는 공정에서 독성이 강한 메틸 수은이 생성됐다. 닛치쓰는 이를 처리하지 않은 채 폐수를 미나마타 만으로 계속 방출했다. 그 결과, 1941년(쇼와 16년)에 처음으로 미나마타 병 환자가 발생했다. 전시의 공습으로 공장은 파괴됐으나, 전후에 복구한 뒤 다시 폐수 방출이 시작됐다. 1932년(쇼와 7년)부터 1968년(쇼와 43년) 사이에 방출된 수은의 양은 200톤에 달한다.
미나마타의 ‘기이한 병’(奇病)이 공식적으로 발견된 것은 1956년(쇼와 31년), 이것의 원인이 메틸수은이라는 사실이 인정된 것은 1959년(쇼와 34년)이었다. 그러나, 1963년(쇼와 38년)에 수은이 미나마타 공장의 배수에 기인한다는 지적이 있었음에도 불구하고 정부가 이를 인정한 것은 5년 후였다. 1969년(쇼와 44년)부터 시작된 환자들의 소송이 화해로 결심(結審)을 본 것은 1996년(헤이세이 8년)이다. 유일하게 이어지고 있던 간사이 소송도 2004년(헤이세이 16년)에 결심 공판이 끝나고 국가와 편의 패소가 확정됐다. 일본사상사연구가인 빅터 코슈만(Victor Koschmann)은 ‘미나마타 병 환자’의 영역으로 ‘patient’(환자)가 아니라 ‘sufferer’(수난자)라는 단어를 선택했다. 여기에는 미나마타 병은 의학적인 문제일 뿐만 아니라, 기업과 행정윤리 및 사회 구조의 문제라는 그의 메시지가 담겨 있다. 미나마타 병 환자들은 지금도 병마와 싸우고 있다.